# Biserica de lemn din Birtin

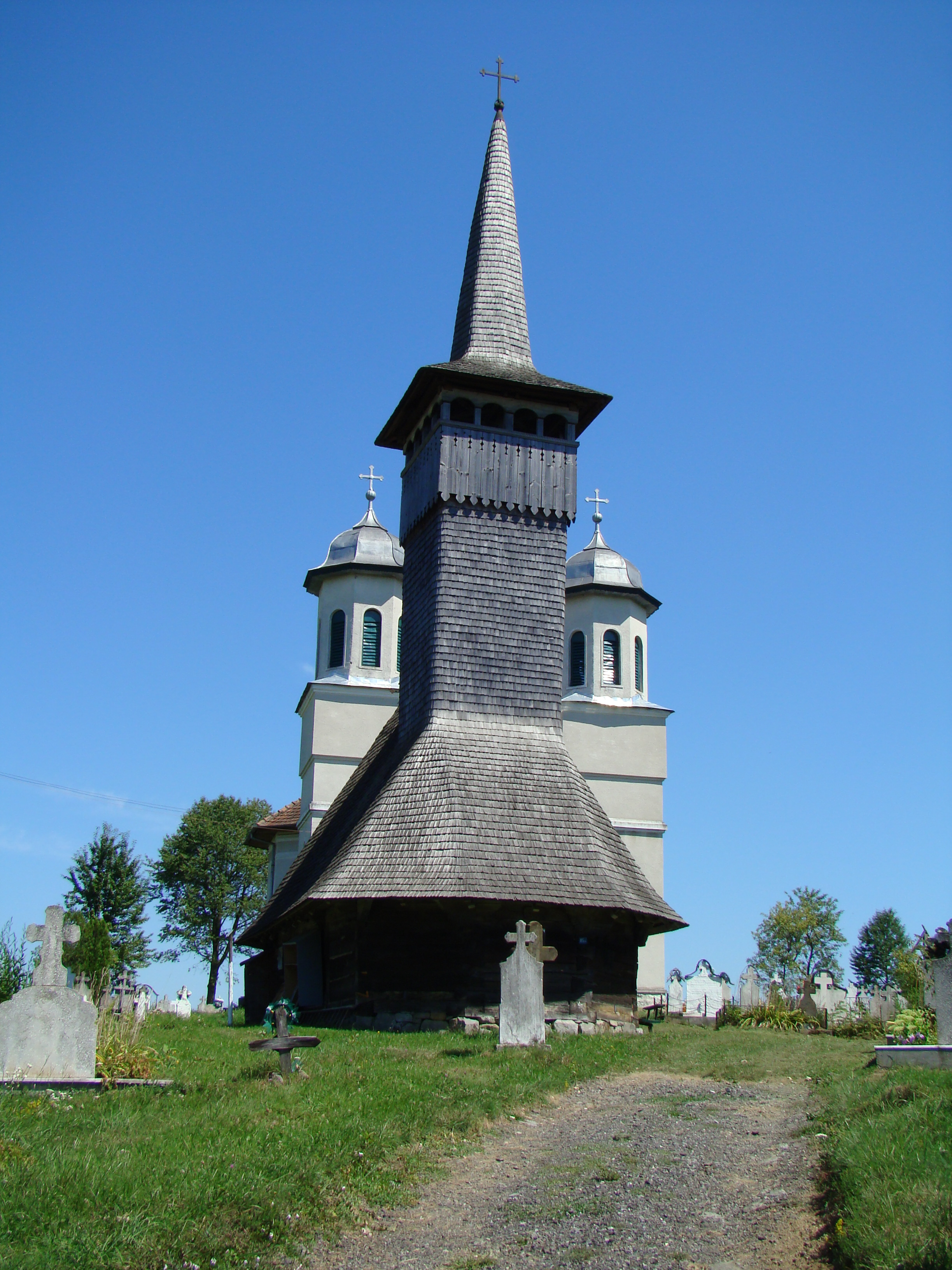
Biserica de lemn „Buna Vestire” din Birtin, comuna Vața de Jos, județul Hunedoara, foto: iulie 2009.

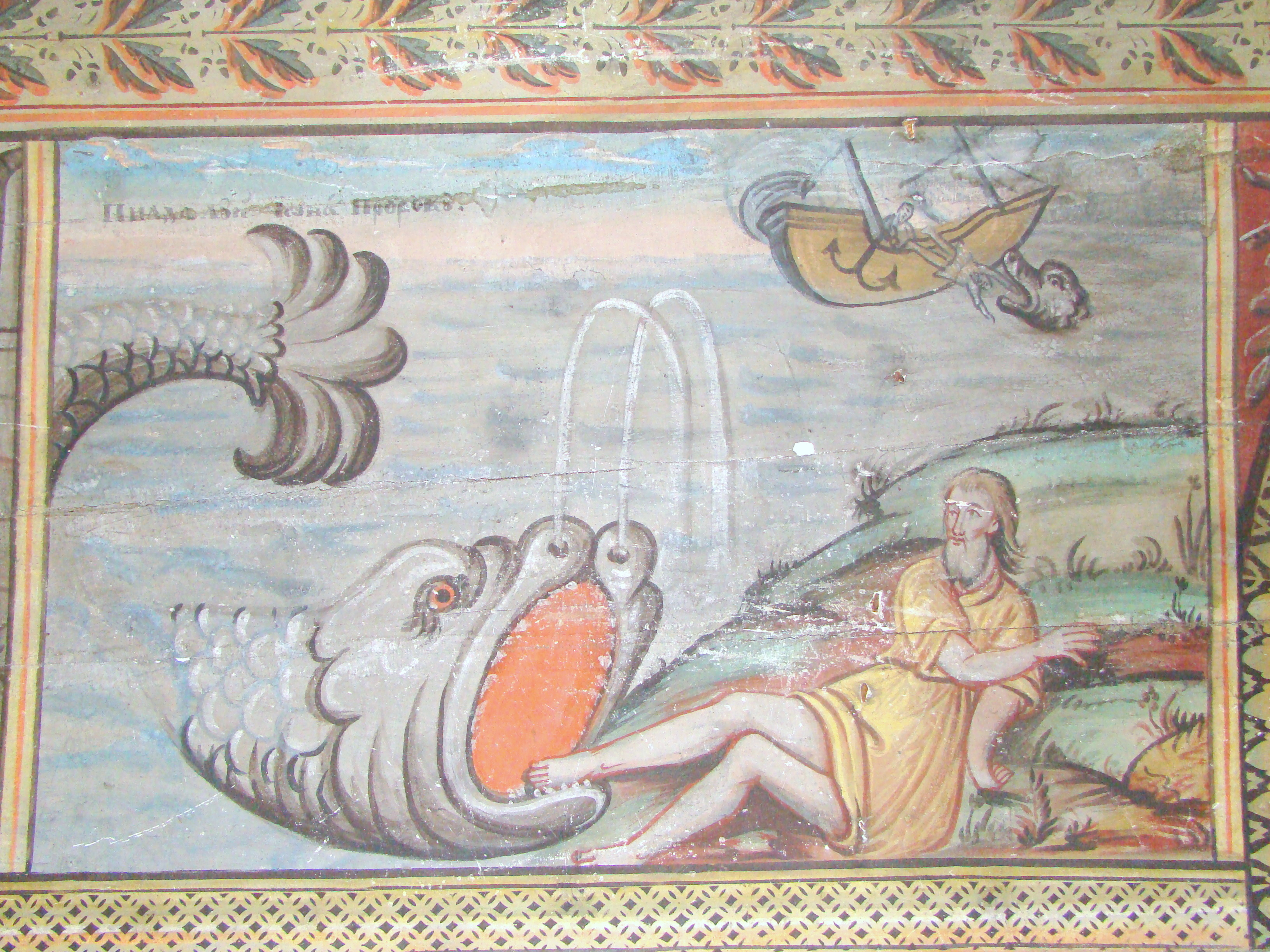

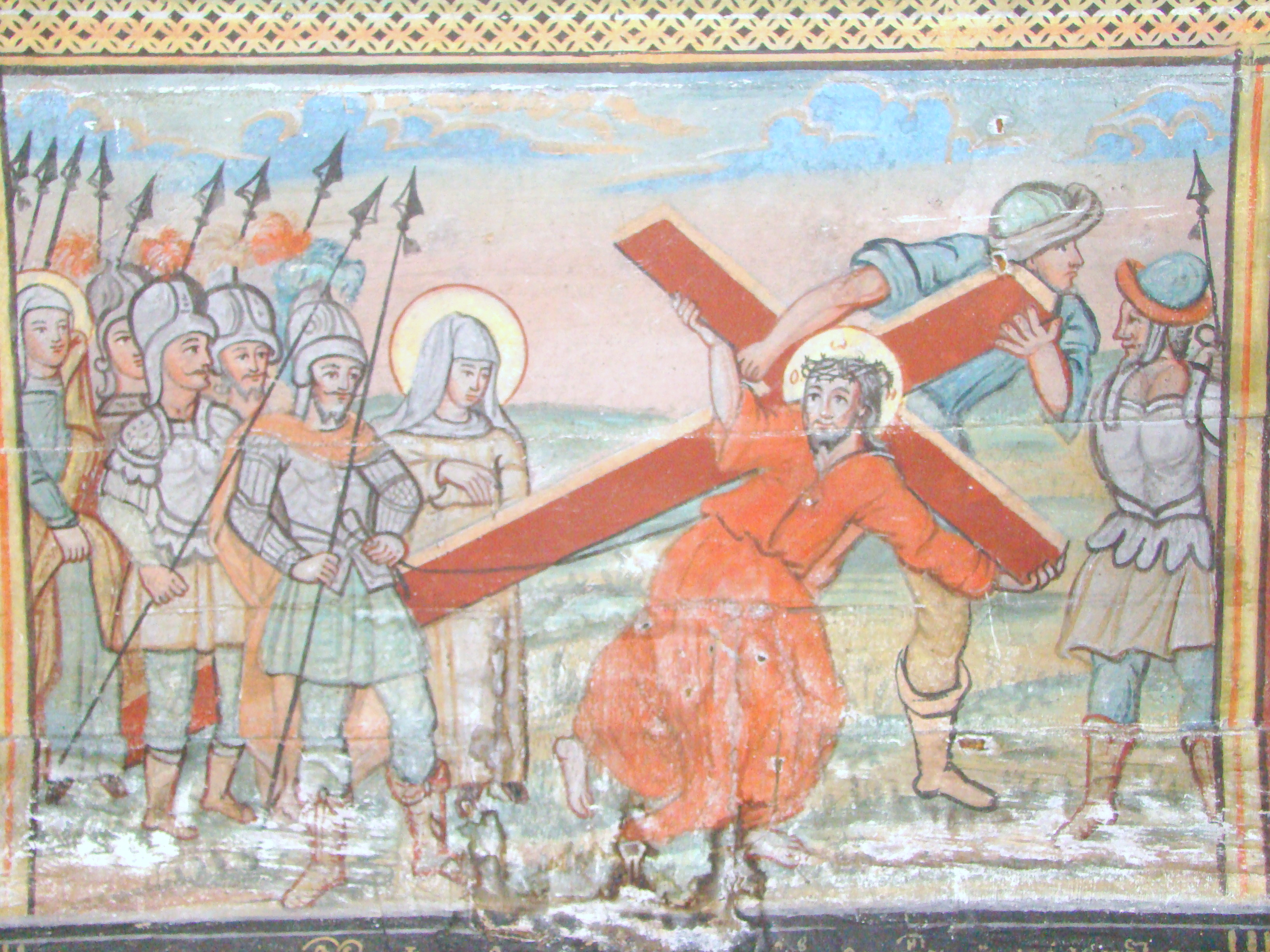

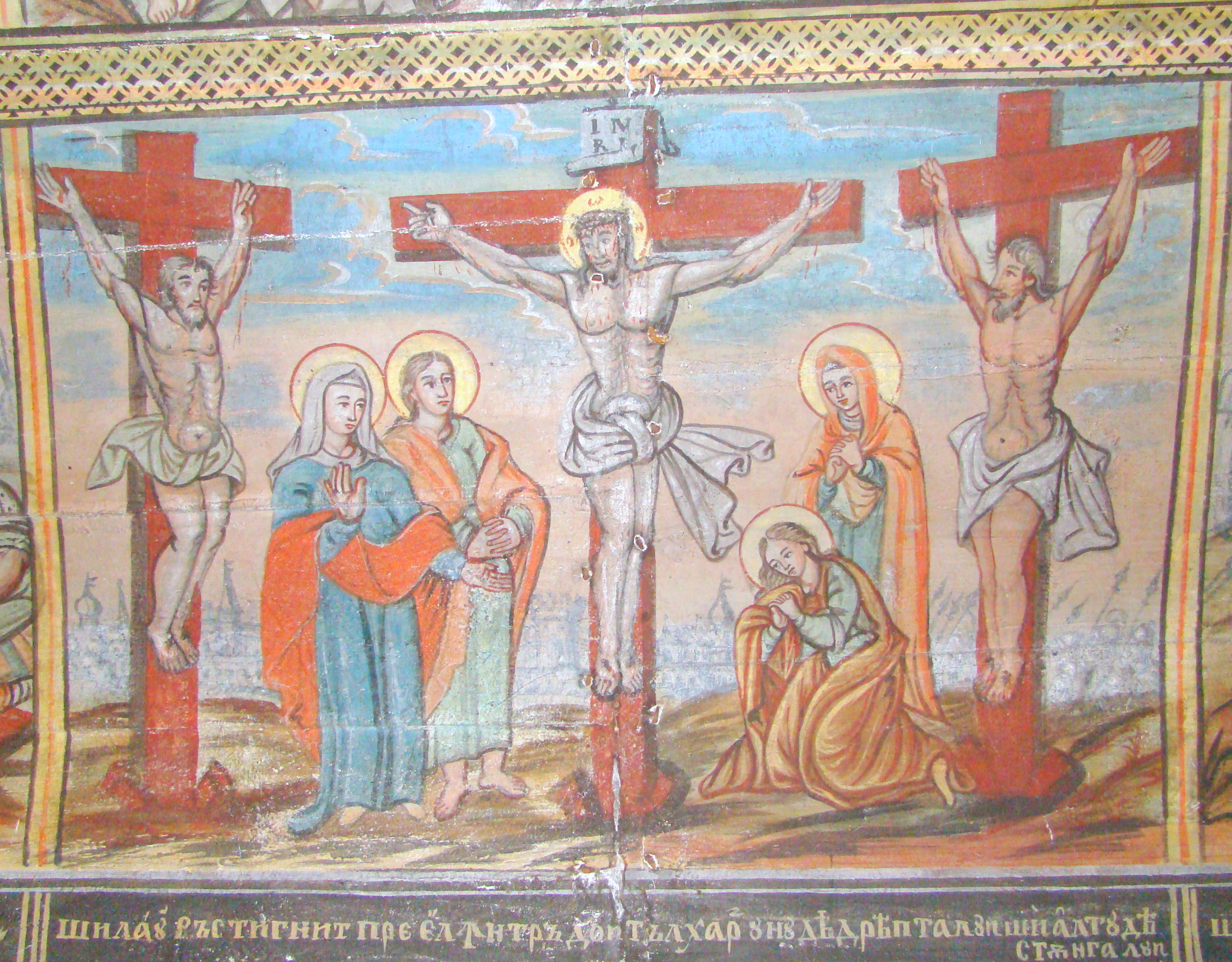

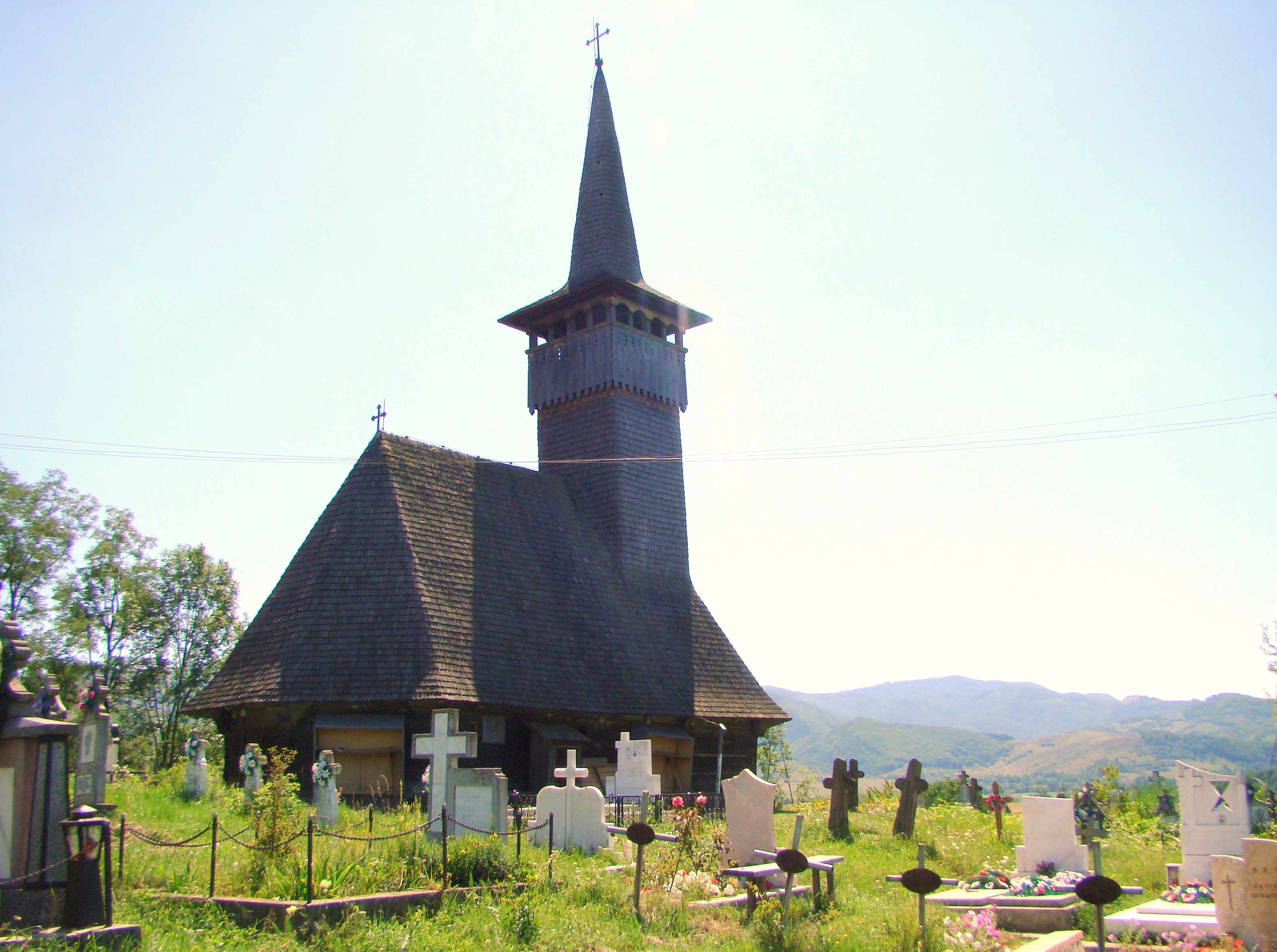

Biserica de lemn din Birtin, comuna Vața de Jos, județul Hunedoara a fost ridicată în anul 1690. Are hramul „Buna Vestire” (25 Martie) și figurează pe noua listă a monumentelor istorice, cod LMI HD-II-m-A-03256.

## Istoric
Satul Birtin este menționat documentar în anii 1760-1762, cu patruzeci și două de familii și un lăcaș de cult, ce se identifică cu cel ce dăinuiește și acum. Este așezat pe unul din dealurile molcome ale satului, multă vreme în tovărășia unor stejari seculari, iar de două decenii în aceia a bisericii de zid, aflată la câțiva pași mai spre răsărit. Actul de naștere i-a fost săpat în cadrul intrării de vest,spre naos. S-a păstrat numai fragmentul cu inscripția, din pragul de sus,ce consemnează „FĂCUTU-S-AU ACEASTĂ SFÂNTĂ BISERICĂ IN ZILELE LUI APAFI MIHAIU CRAIU DIN ARDEAL ANUL DOMNULUI 1690 MESETA APRILIE, 20 ZILE, POPA LAZĂR”. Desigur meșterul făurar. Pe o bârnă a peretelui sudic, la exterior, au mai fost lăsate câteva slove, dar numai data, 1692 mai 27, a mai putut fi descifrată. Tipul de plan este cel clasic cu altarul și pronaosul în prelungirea navei. Bârnele masive ale pereților, așezate direct pe pământ, fără tălpoaie, se îmbină în coadă de rândunică, cele de sus intersectându-se în console, ale căror crestături în unghi drept se sting într-un lob. Pe înălțimea a două bârne, din peretele de sud, este străpunsă o fereastră. Acoperirea interiorului: tavan drept peste pronaos, boltă în leagăn peste naos, cu timpane est și vest pe suprafețe teșite, boltă tronconică și trei fâșii curbe peste altar. Toate acestea au rezultat în urma șantierului de refacere, când clopotnița, inițial detașată, a fost amplasată peste pronaos. Din podoaba pictată cea mai timpurie este aceea a ușilor impărătești, cu Buna Vestire și Evangheliștii, despre care aflăm din însemnarea: „Anii Domnului 1740,această sfântă zveră s-au făcut pentru sufletul lui Ivănuț Marc și au umblat Ivănuț Toader de s-au făcut acest lucru să-i fie pomană, și zugrav au fost Gligorie Moldovan. În 1772 Stan zugravul, fiul popii Radu de la Rășinari, realizează registrul împărătesc al tâmplei de la Birtin, inclusiv icoana de hram cu Buna Vestire, pe care, după obiceiul său, le semneaza pe verso, amintind că era locuitor în Orăștie, protopop fiind Iosif de la Trestia. În prima jumătate a secolului al XIX-lea, pereții bisericii primesc un nou veșmânt pictat, astăzi împuținat de vreme, dar capabil să dezvăluie însușirile artistice ale celor ce i-au dat viață. În naos, sub ampla reprezentare a celei de-a doua veniri, a fost scris textul pisaniei cu acest conținut În zilele prea înățatului împărat Frantiscus I, episcop al Ardealului Vasile Moga, protopop Tobie Perian , parohul locului Iosif Morariu, s-au zugrăvit această sfântă biserica cu toata cheltuiala cinstitului popor la anul Domnului 1829 prin M. Borsos și Simon Silaghi. Din pictura pronaosului s-a conservat pe plafon Adam și Eva, Maria Egipteanca și părintele Zosima. Partea superioară a bolții naosului cuprinde cercurile cu reprezentările: Dumnezeu Tatăl; Is.Hr., Sf. Duh (porumbelul). Chenare, pe motivul frunzei de stejar, împart transversal și longitudinal restul bolții. În capete sunt zugrăviți evangheliștii, între aceste compoziții temele fiind repartizate pe două registre. La nord: Petru pe mare; Dumineca Samarinencei; Pilda lui Ioan proorocul cu gâturile de balaur (scena din Apocalipsă). La sud: Alungarea duhurilor rele; Dumineca orbului; Dumineca mironosițelor. Registrul următor cuprinde scene din ciclul patimilor. La nord: Spălat-au mâinile și picioarele mele; Și l-au răstignit între doi tâlhari, unul de-a dreapta Tatălui și unul de-a stânga lui; Și l-au pus pe Isus în mormânt mare ce era săpat în piatră. La sud: Sărutarea cea vicleană; S-au spălat mâinile Pilat; Și l-au pus pe Simon Chirineu să ducă crucea. Pictura altarului, rămasă doar fragmentar, pare a reprezenta, pe boltă, sfânta Troiță, iar pe suprafața verticală :Is.Hr. Pâinea vieții și teoria arhiereilor.

## Imagini din interior

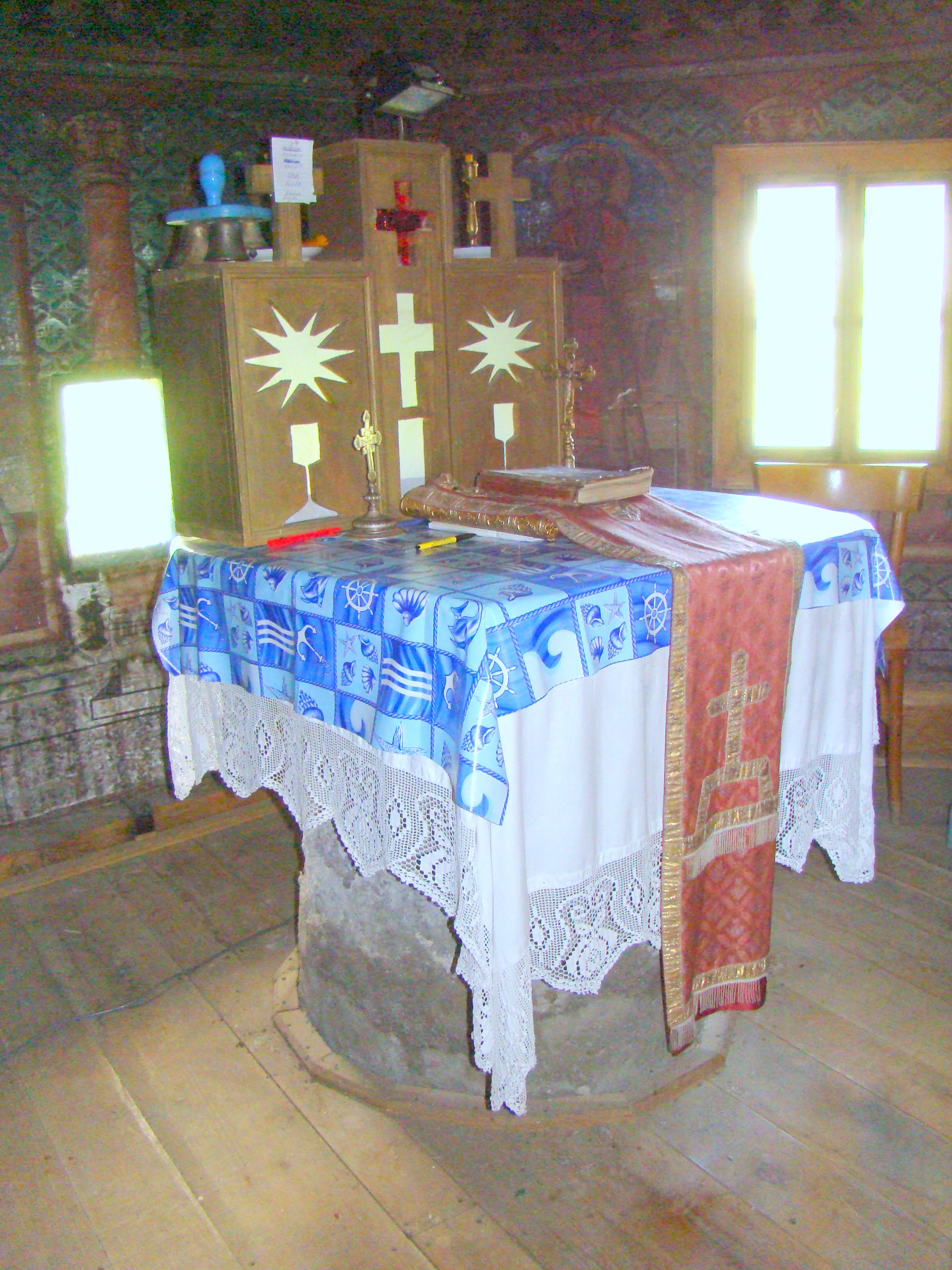
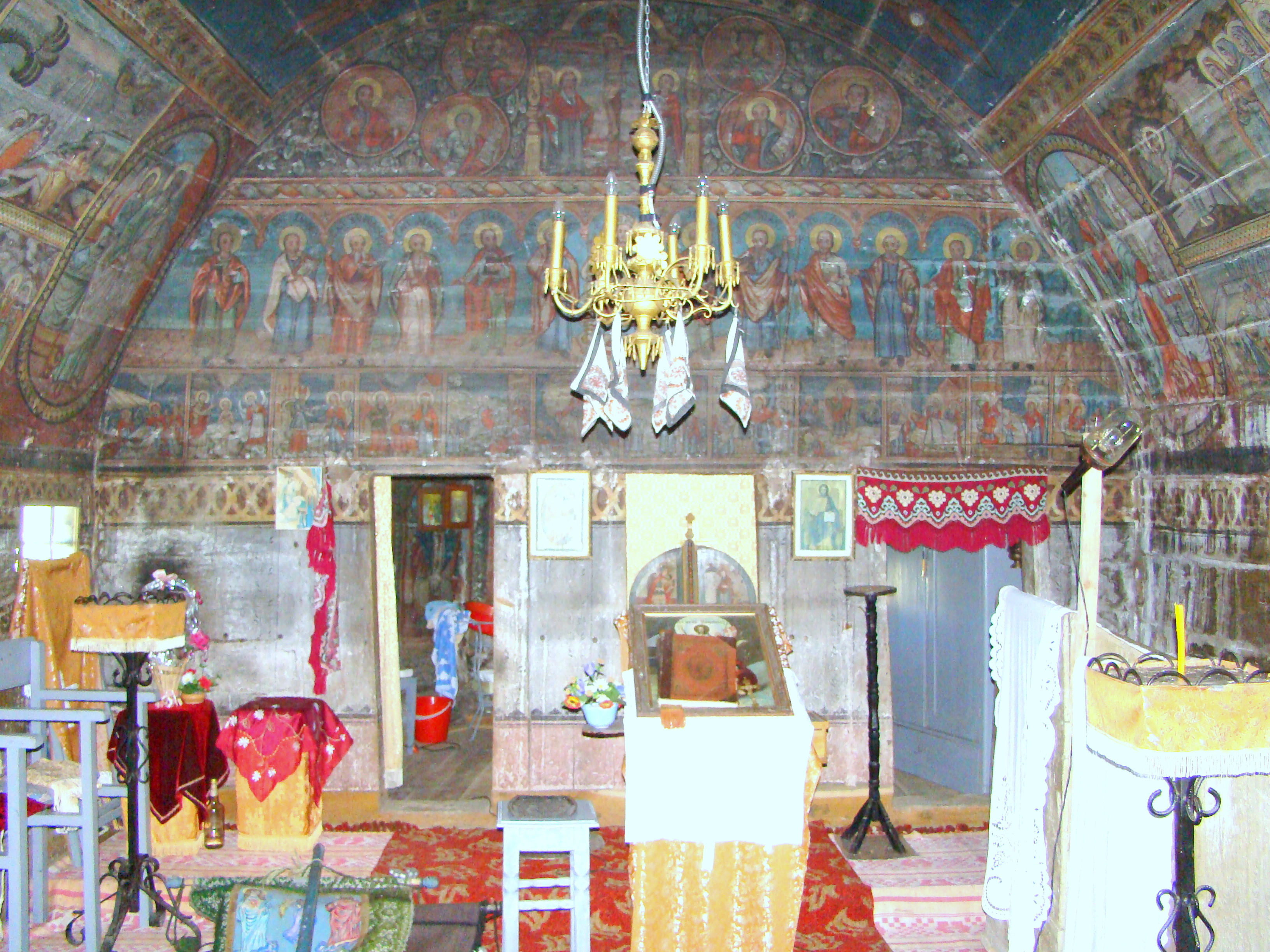
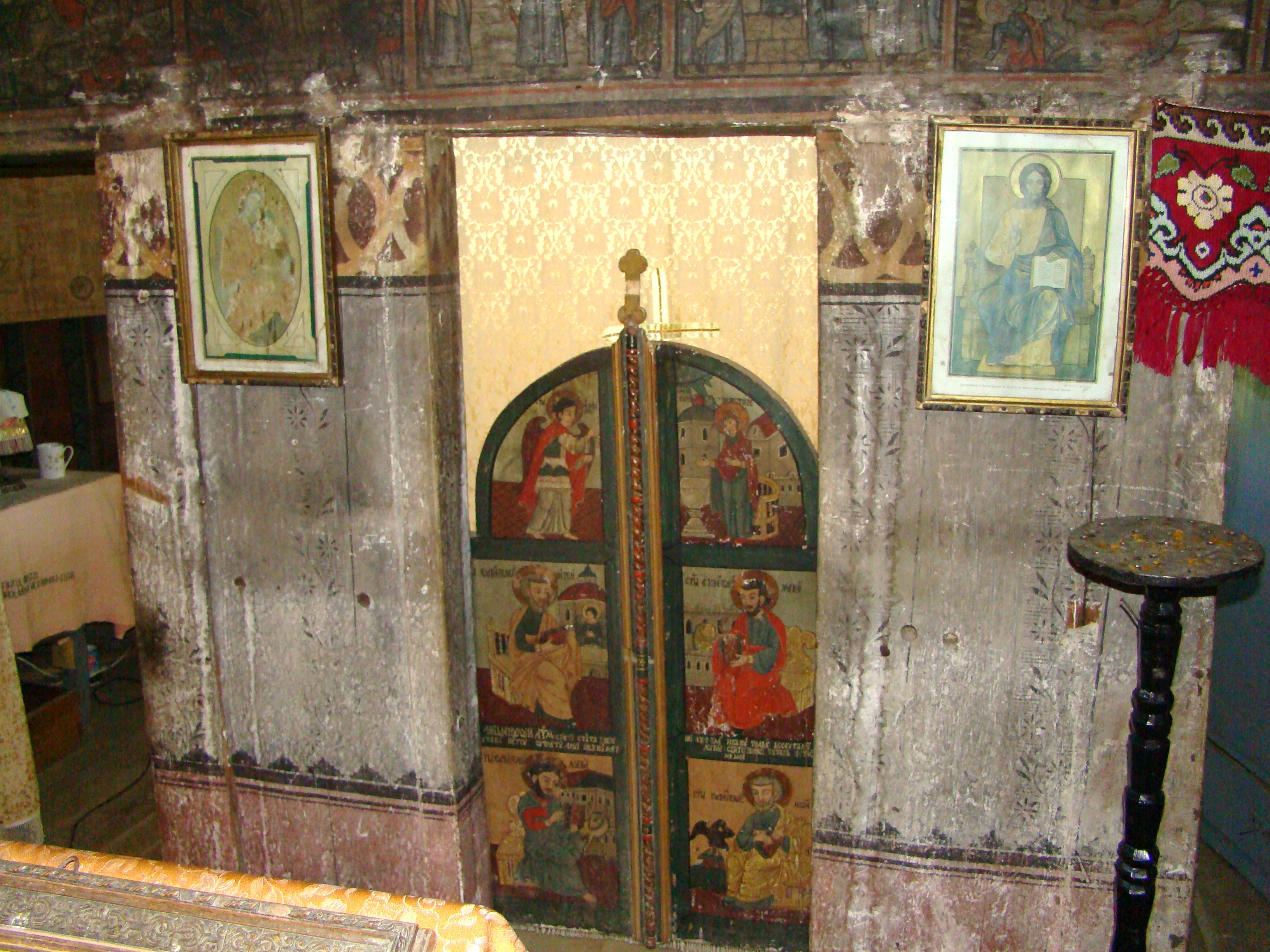
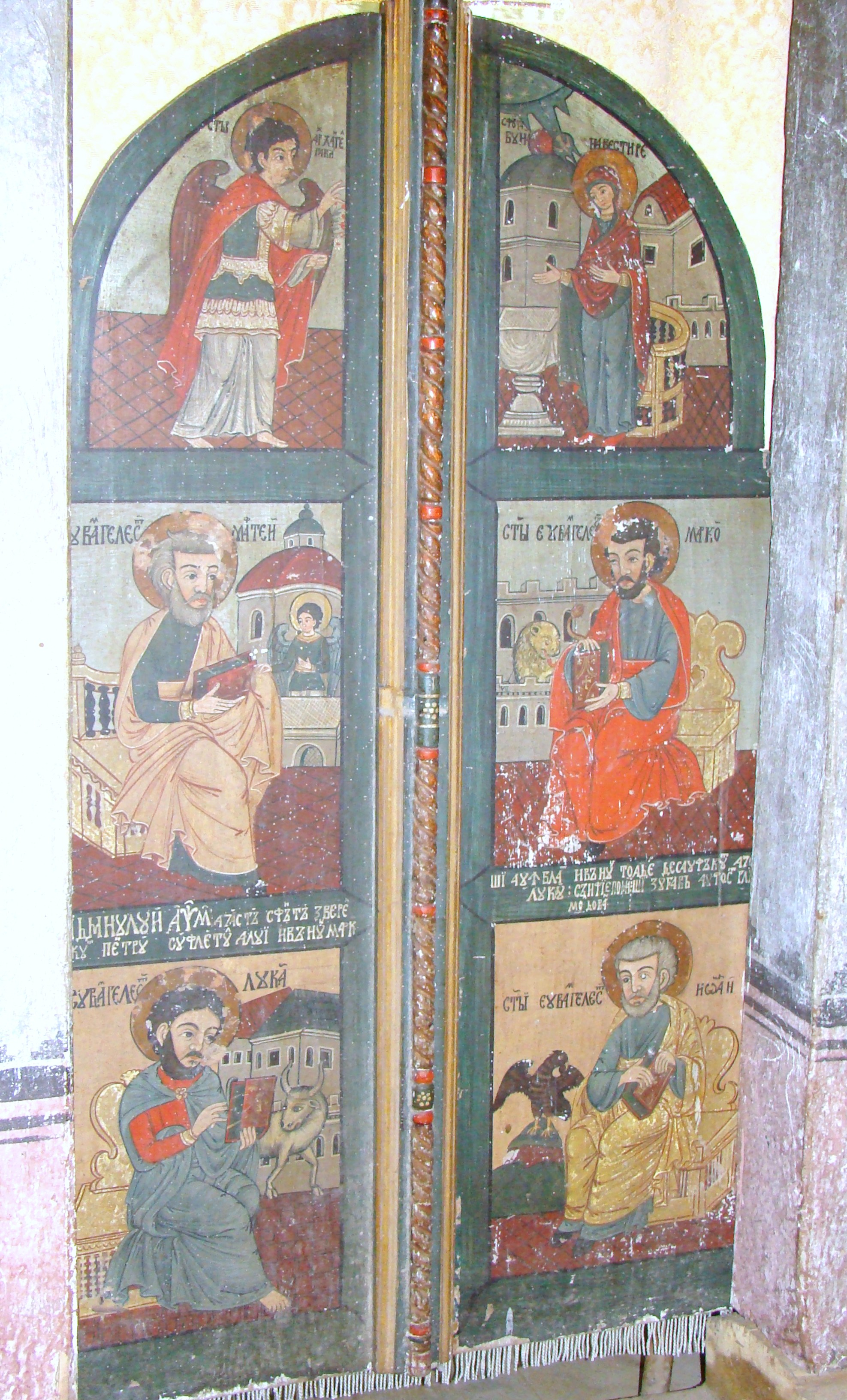
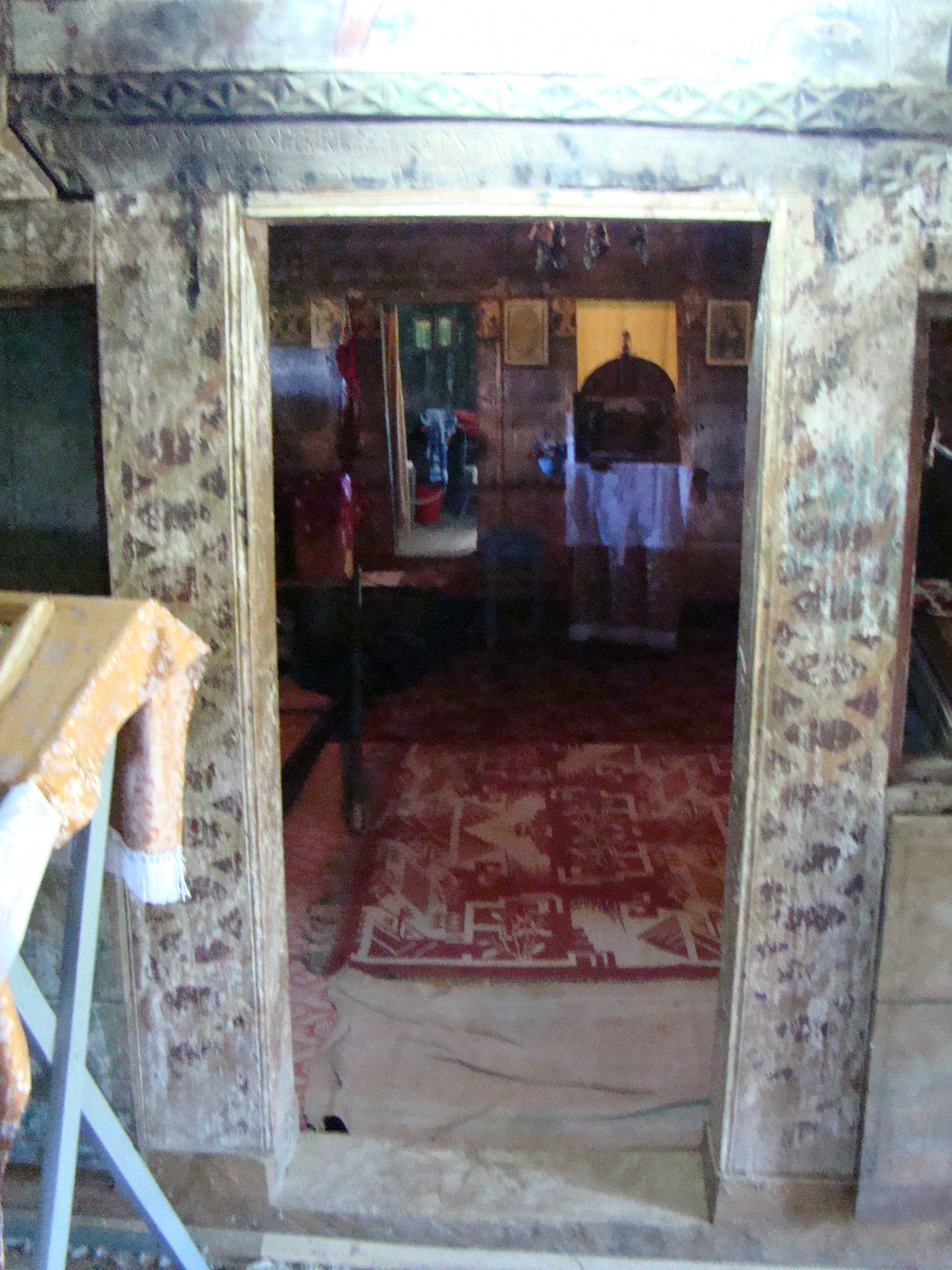
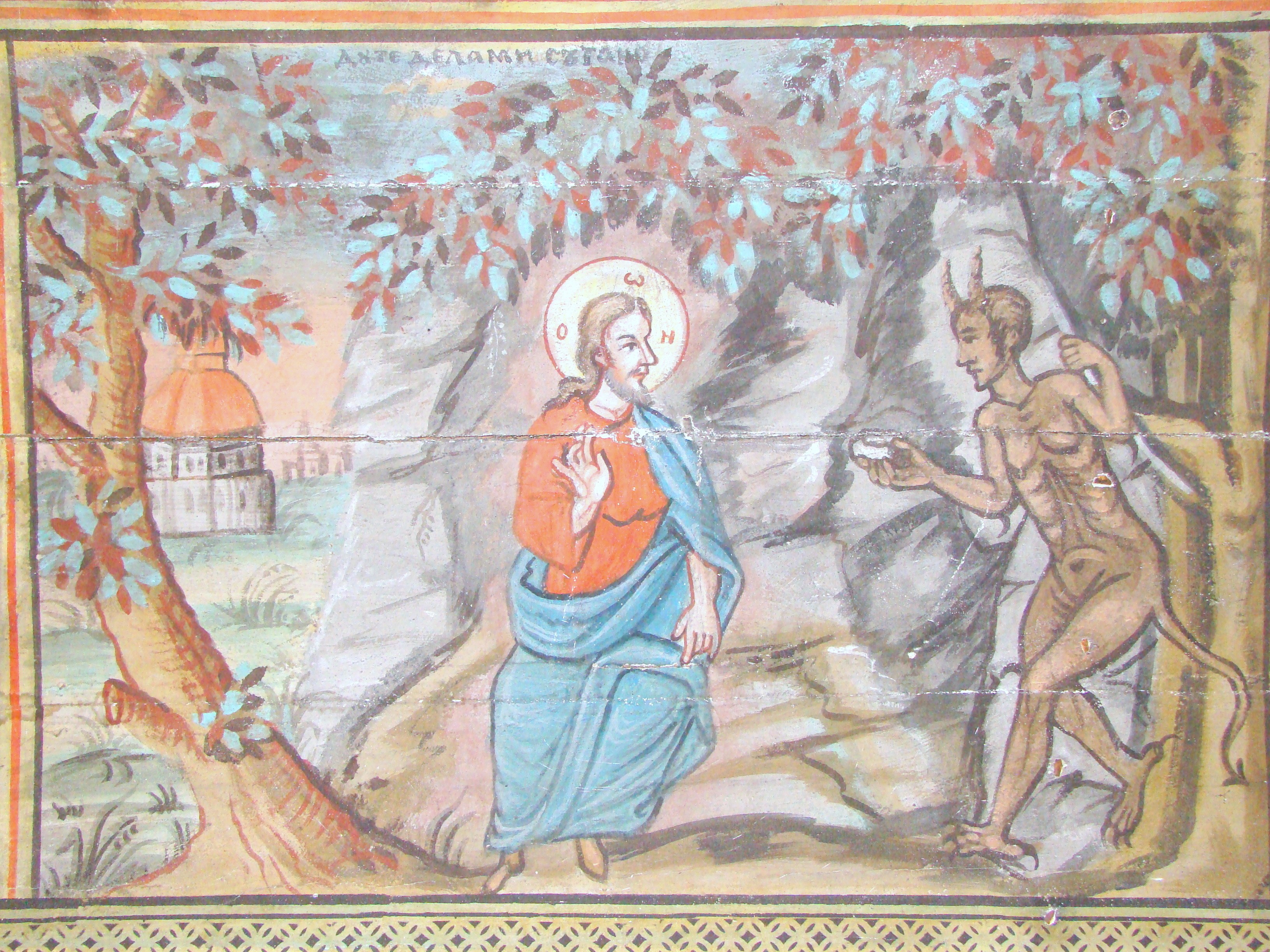
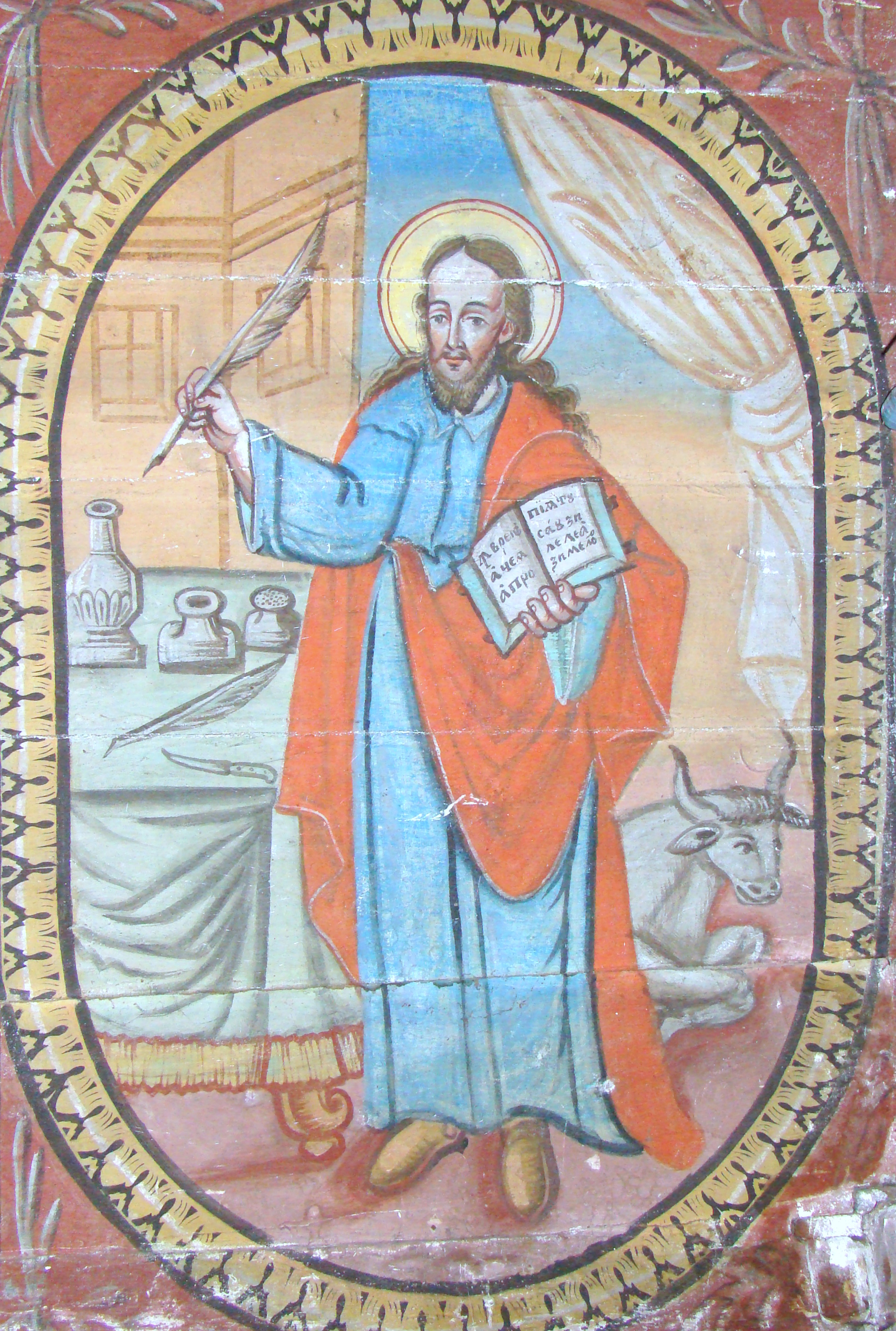
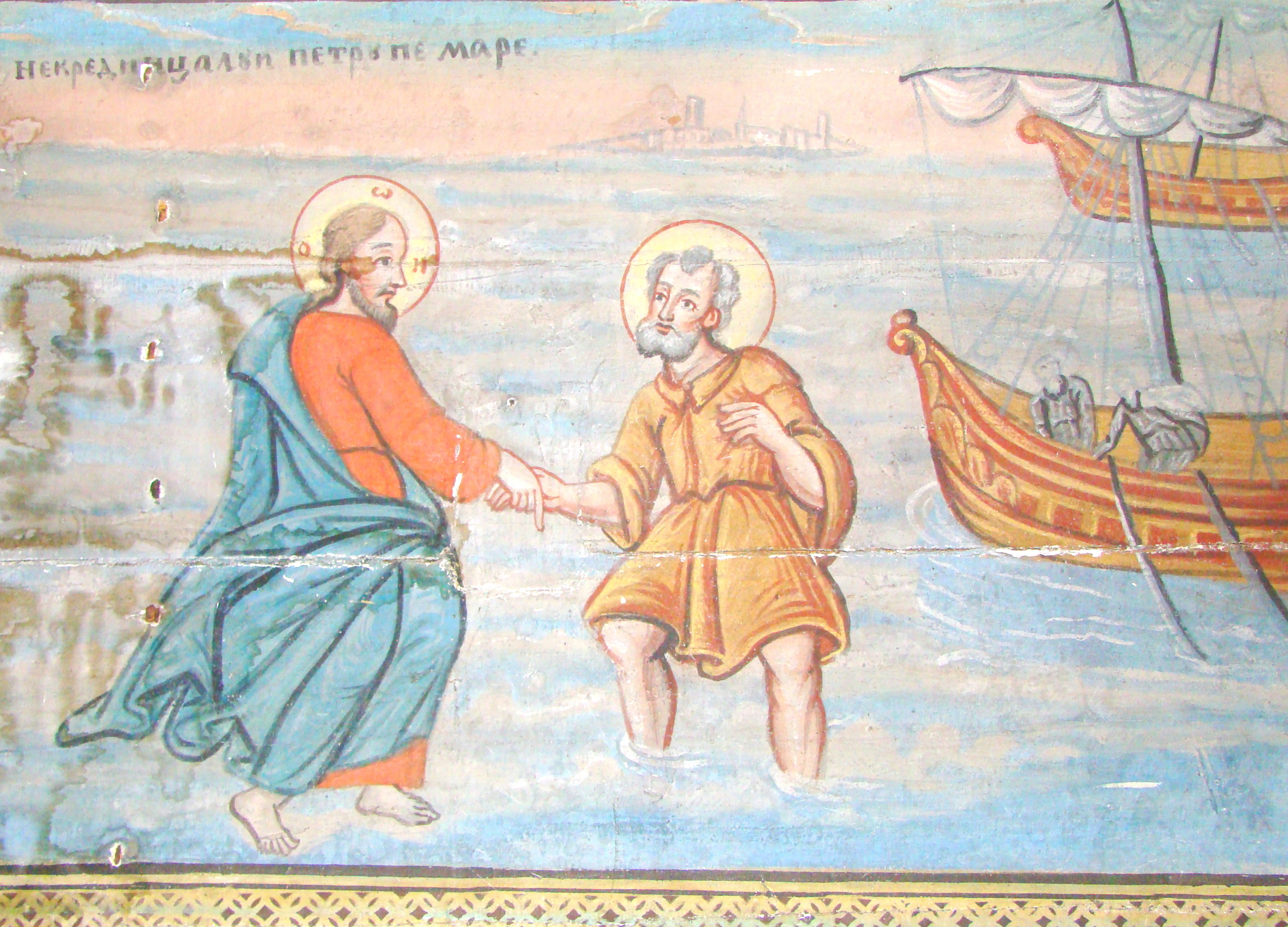
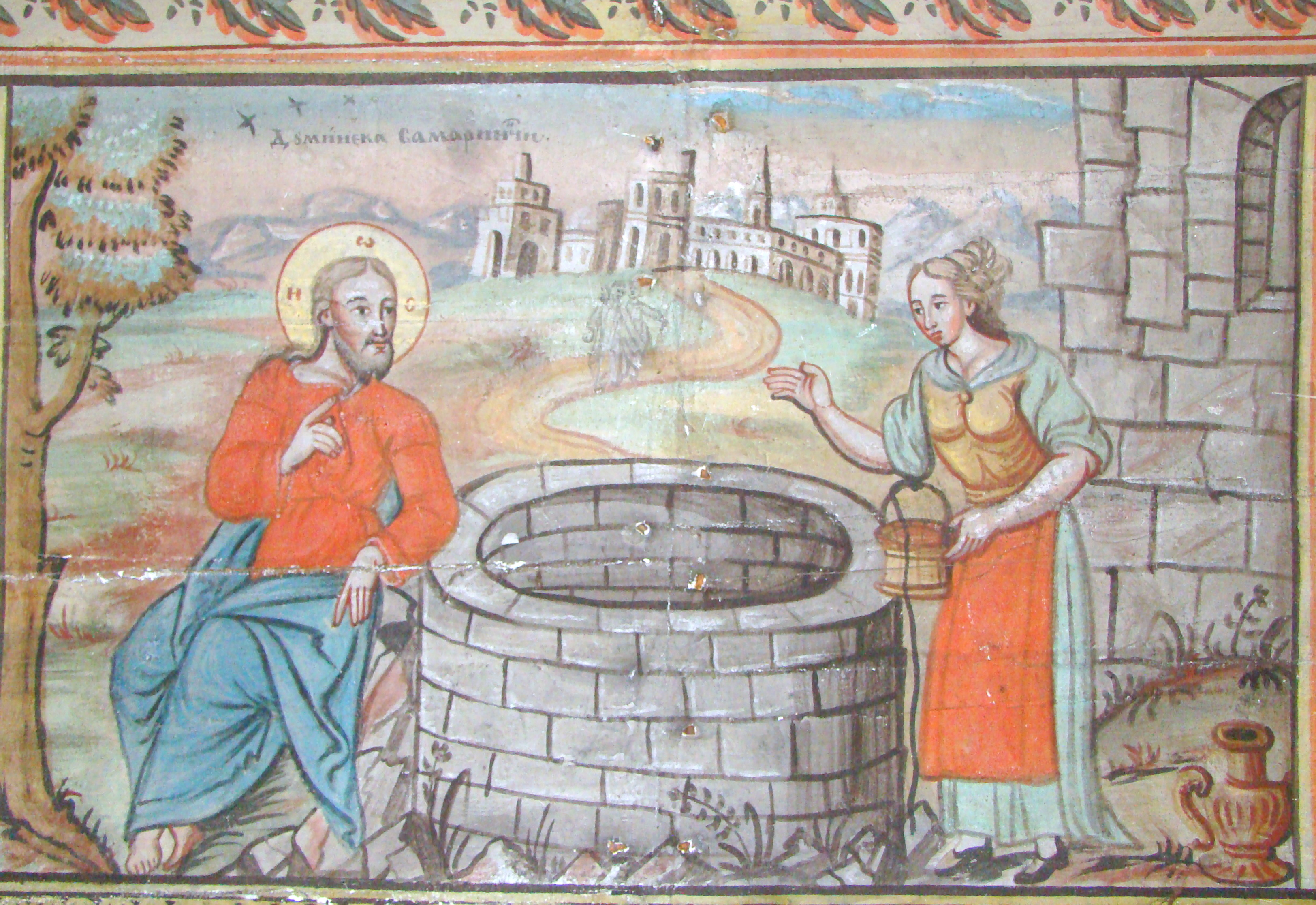
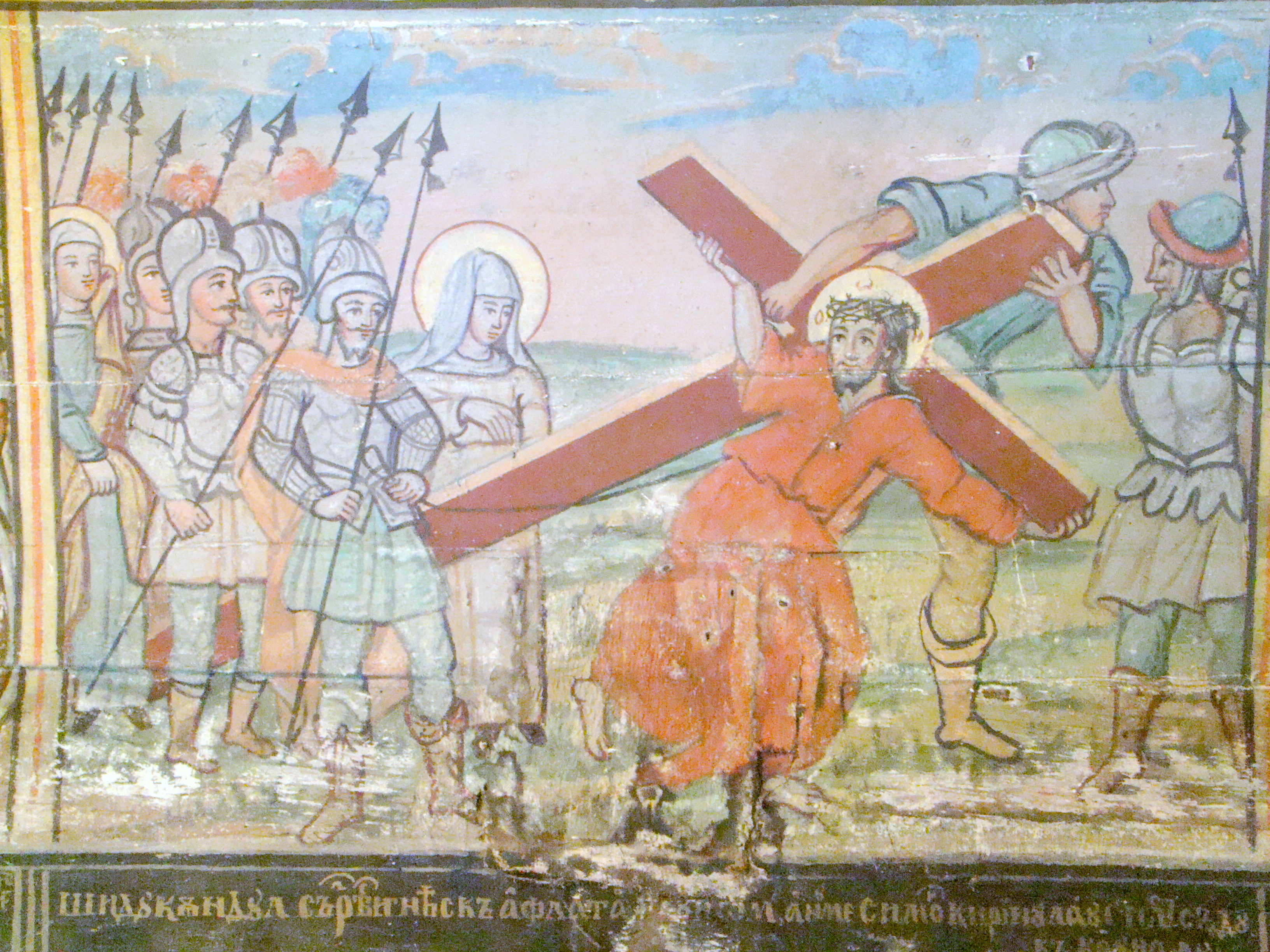
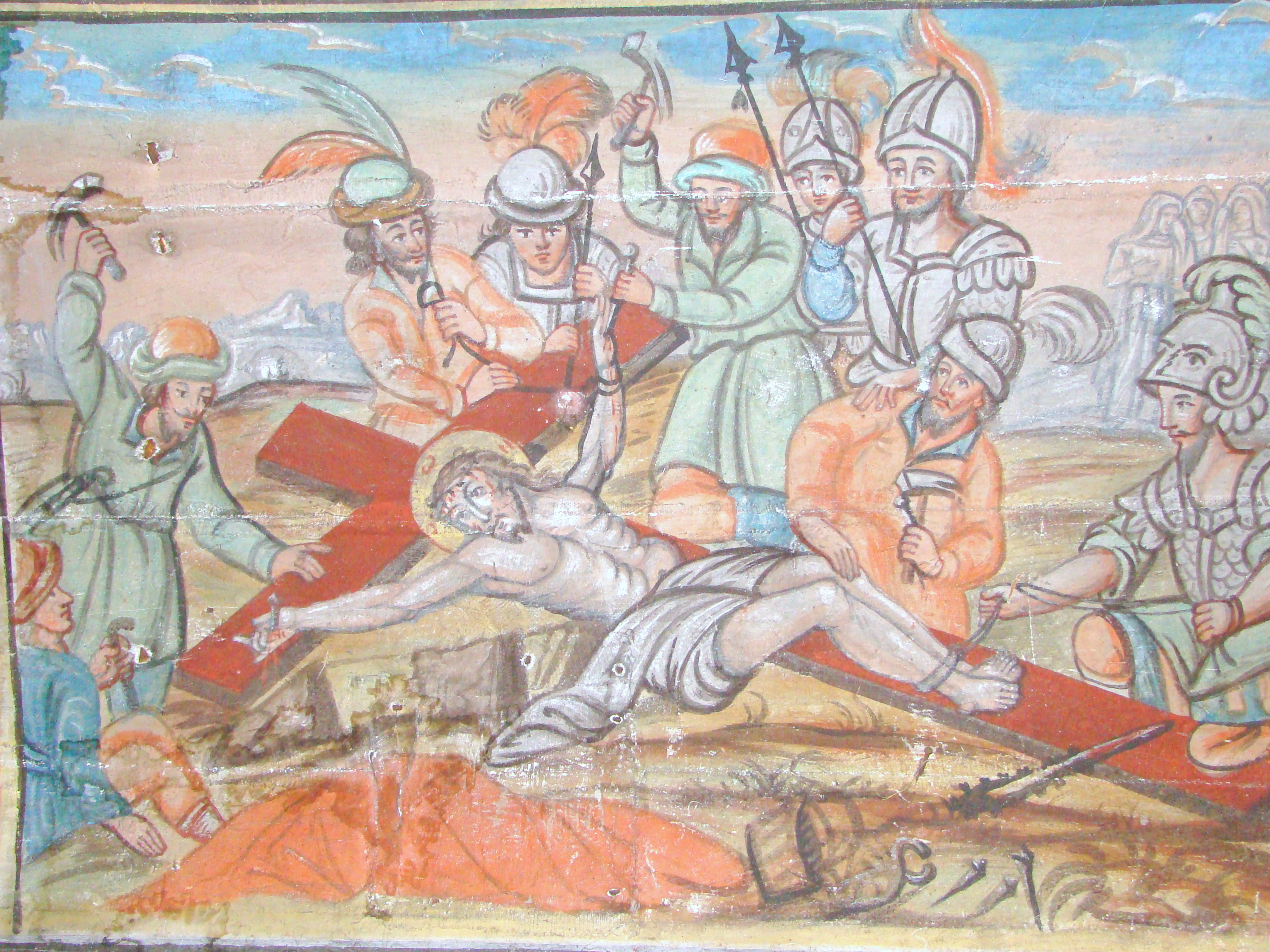
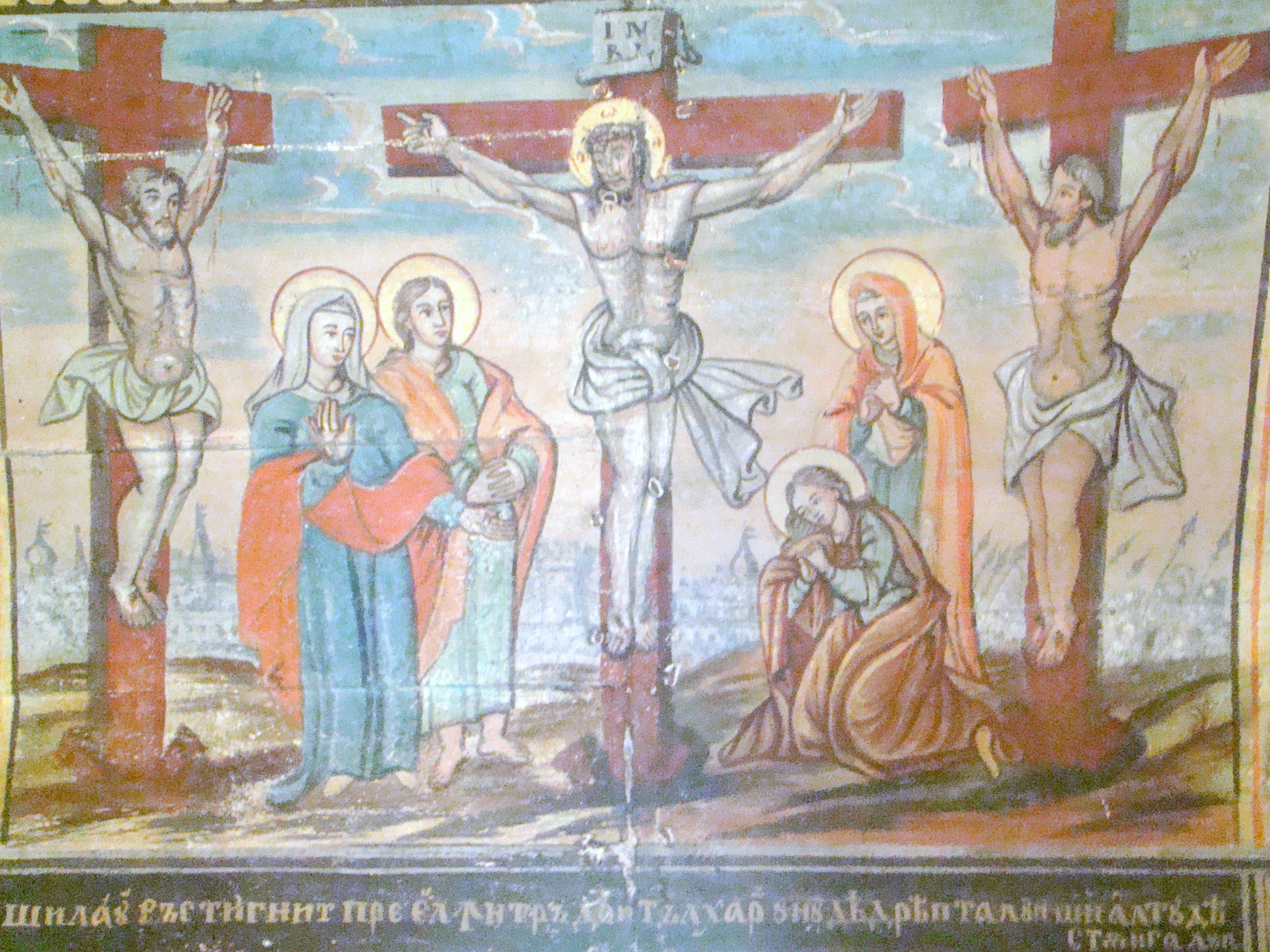
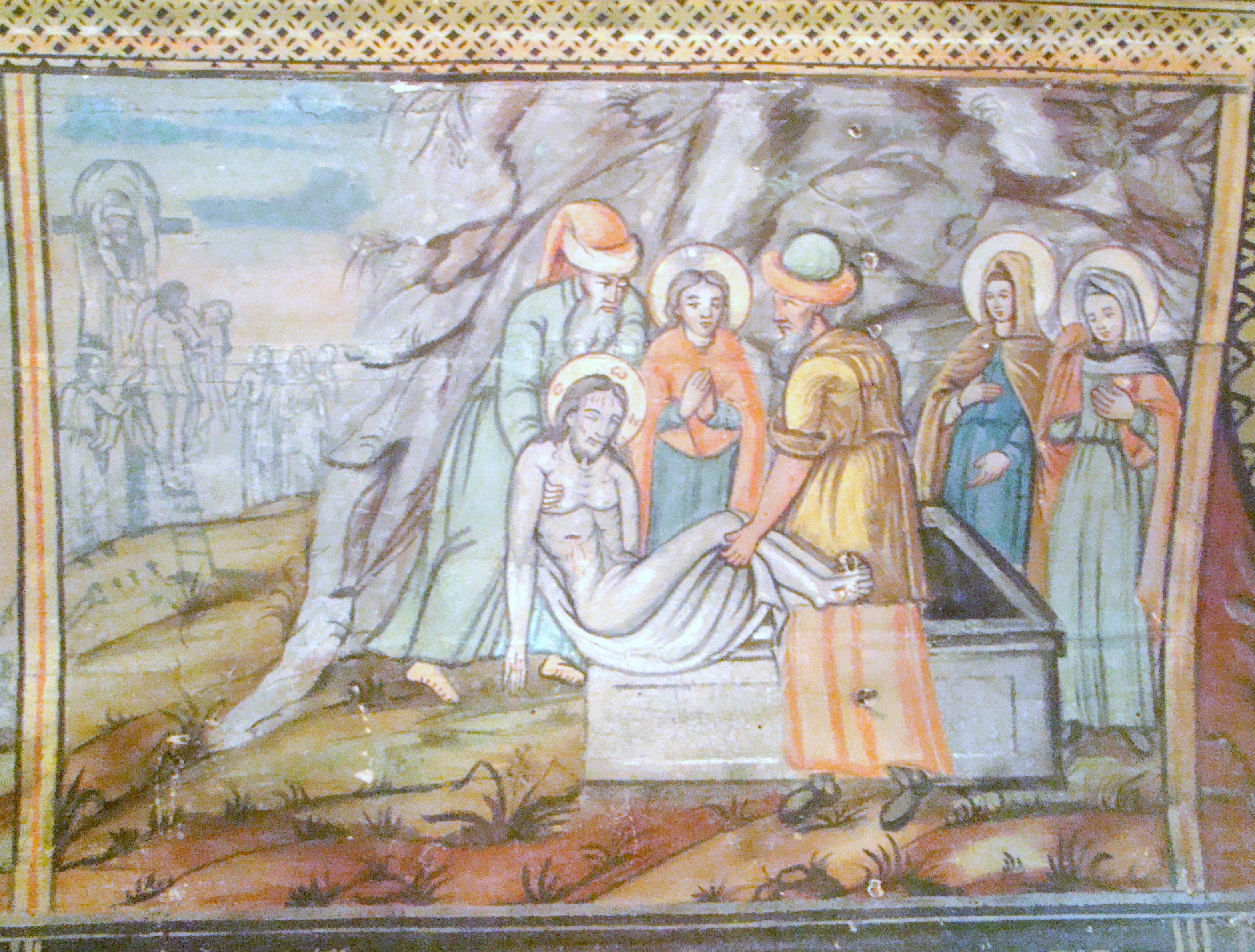
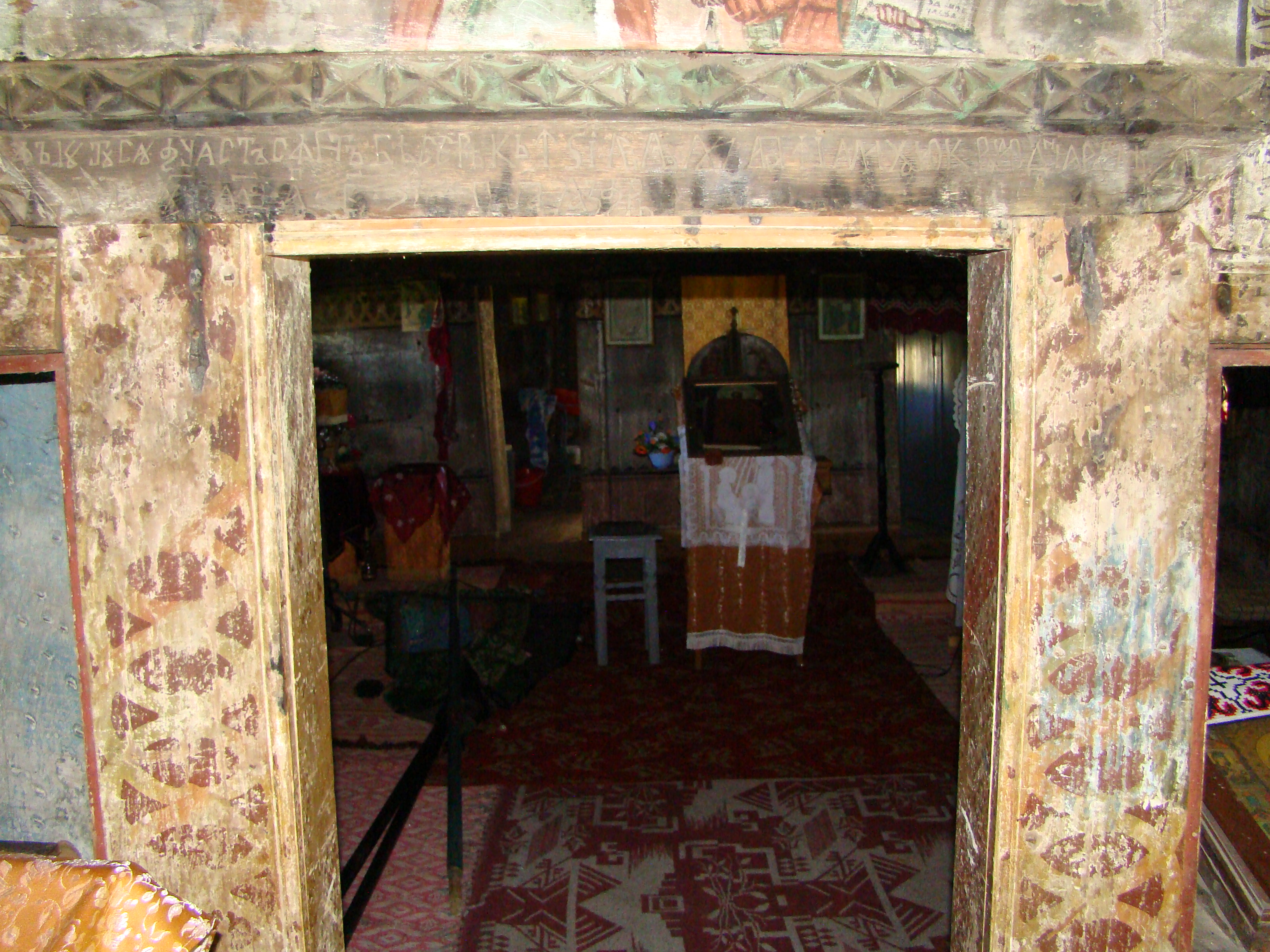
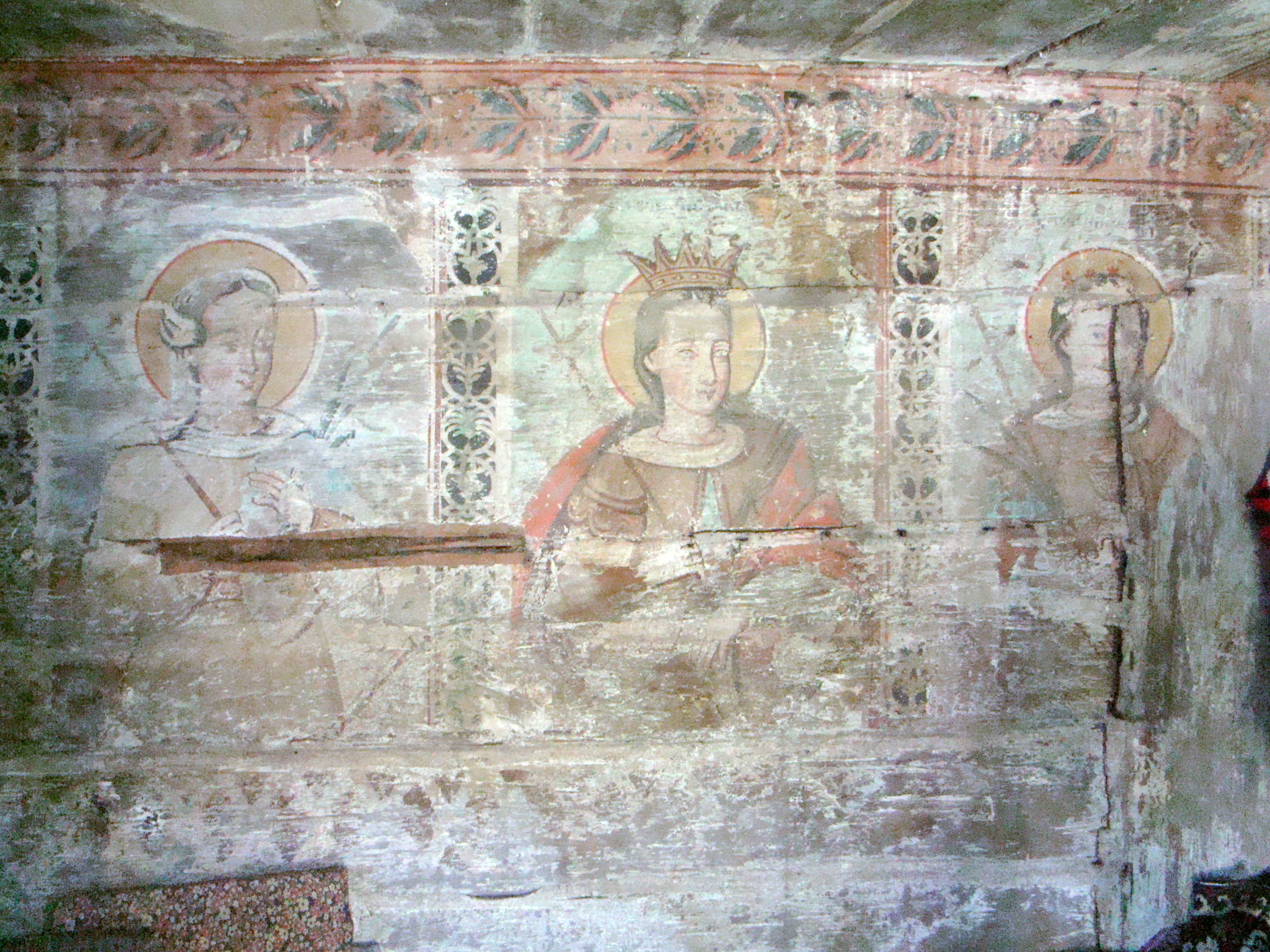
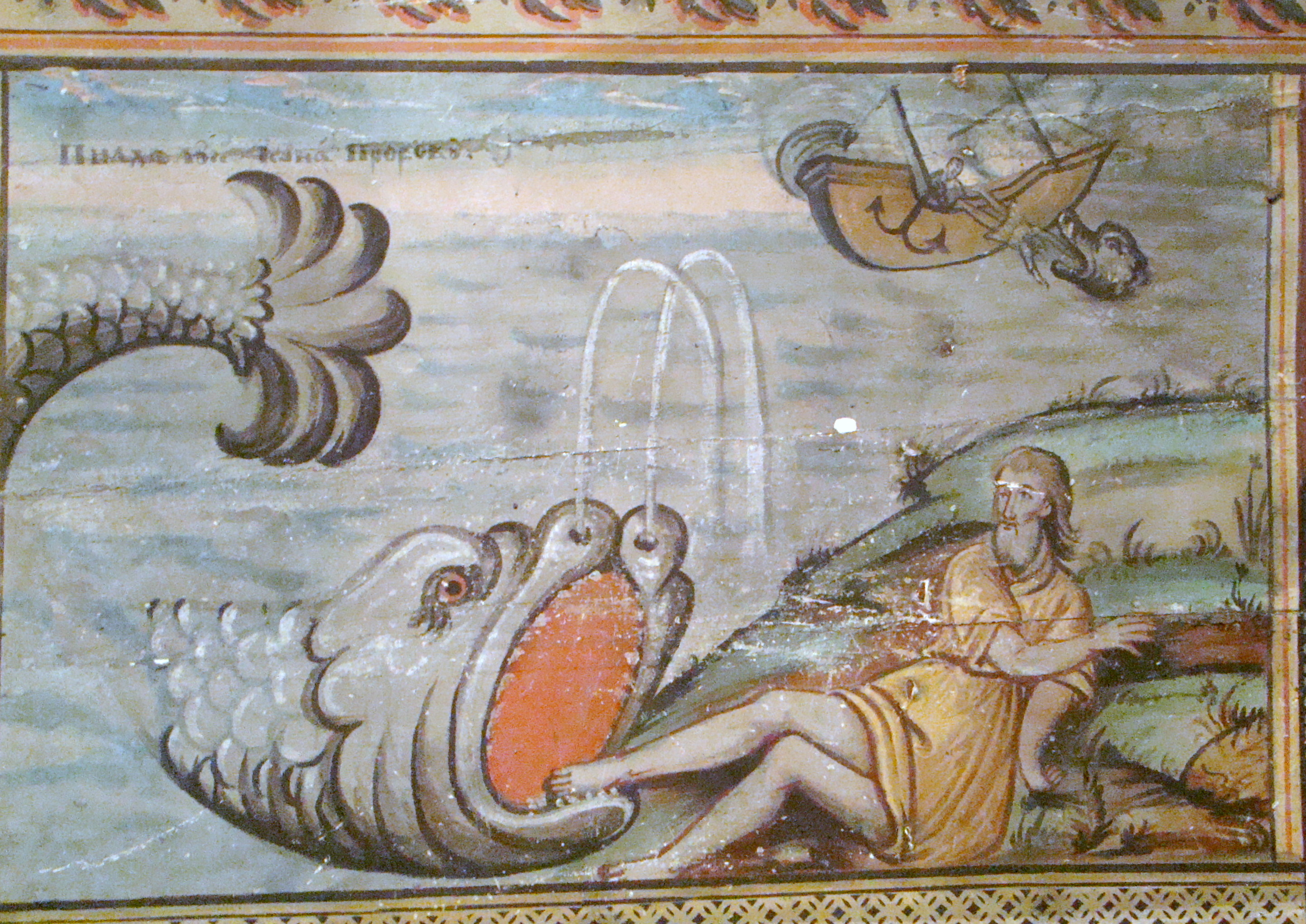
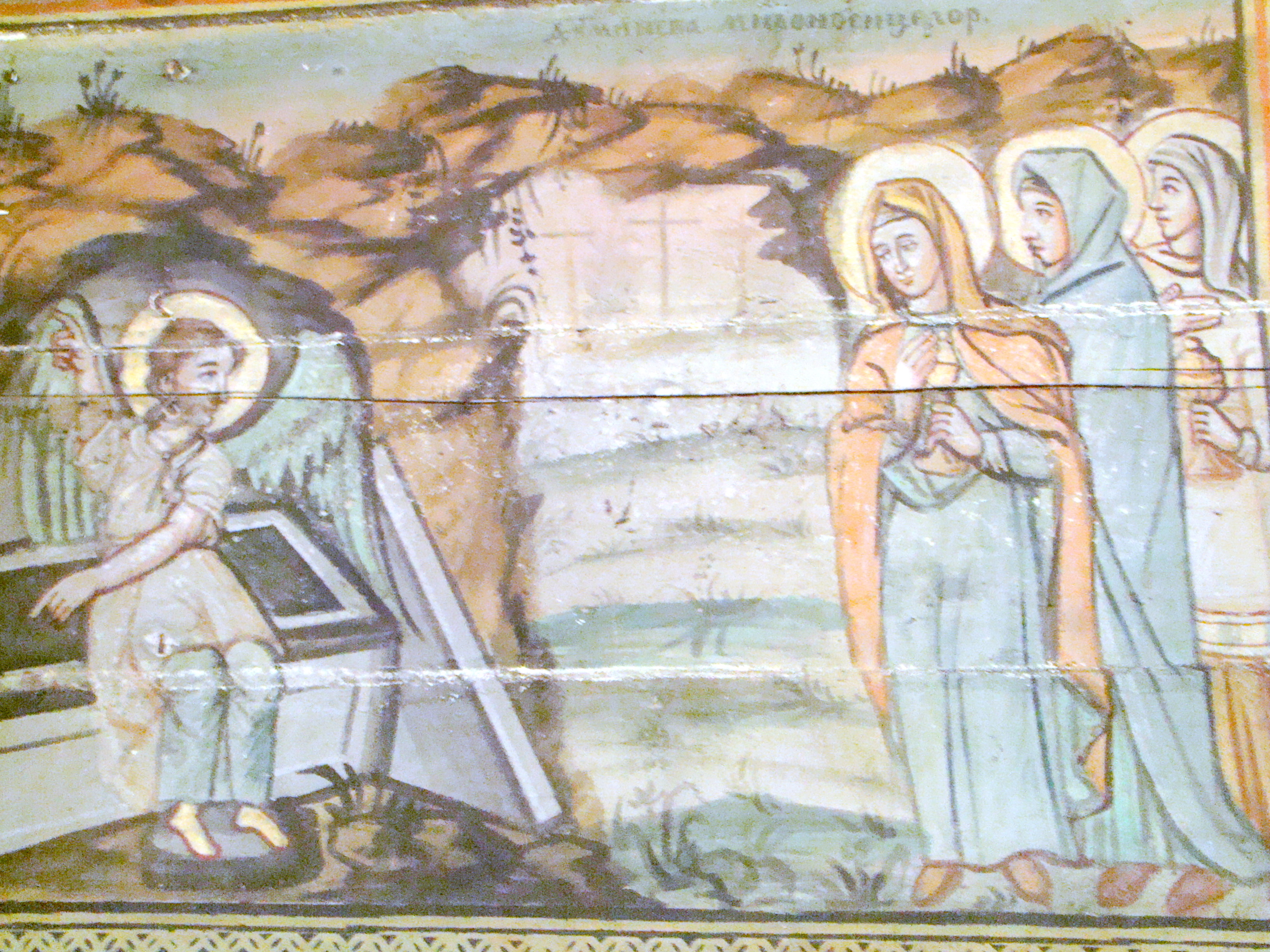
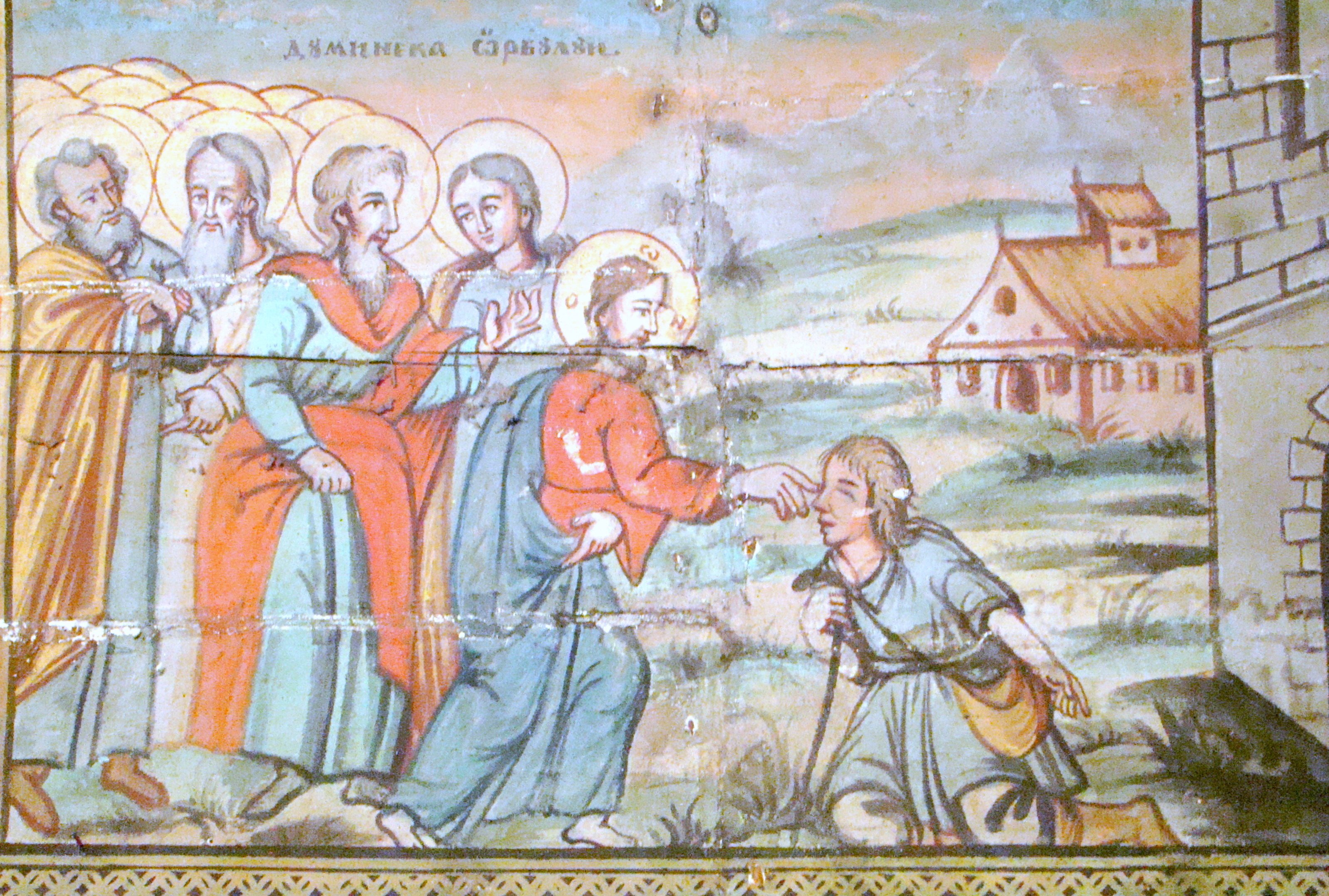
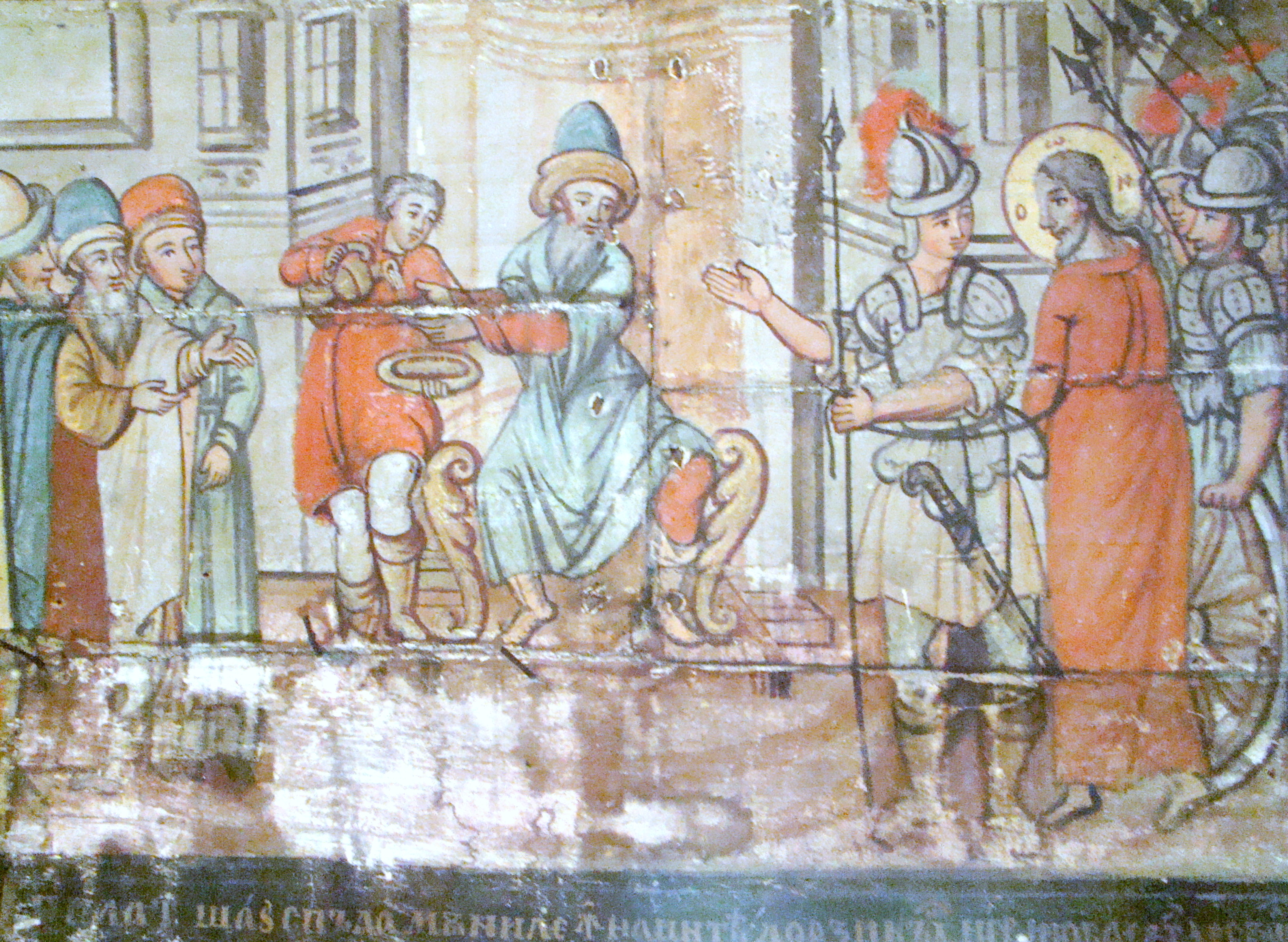
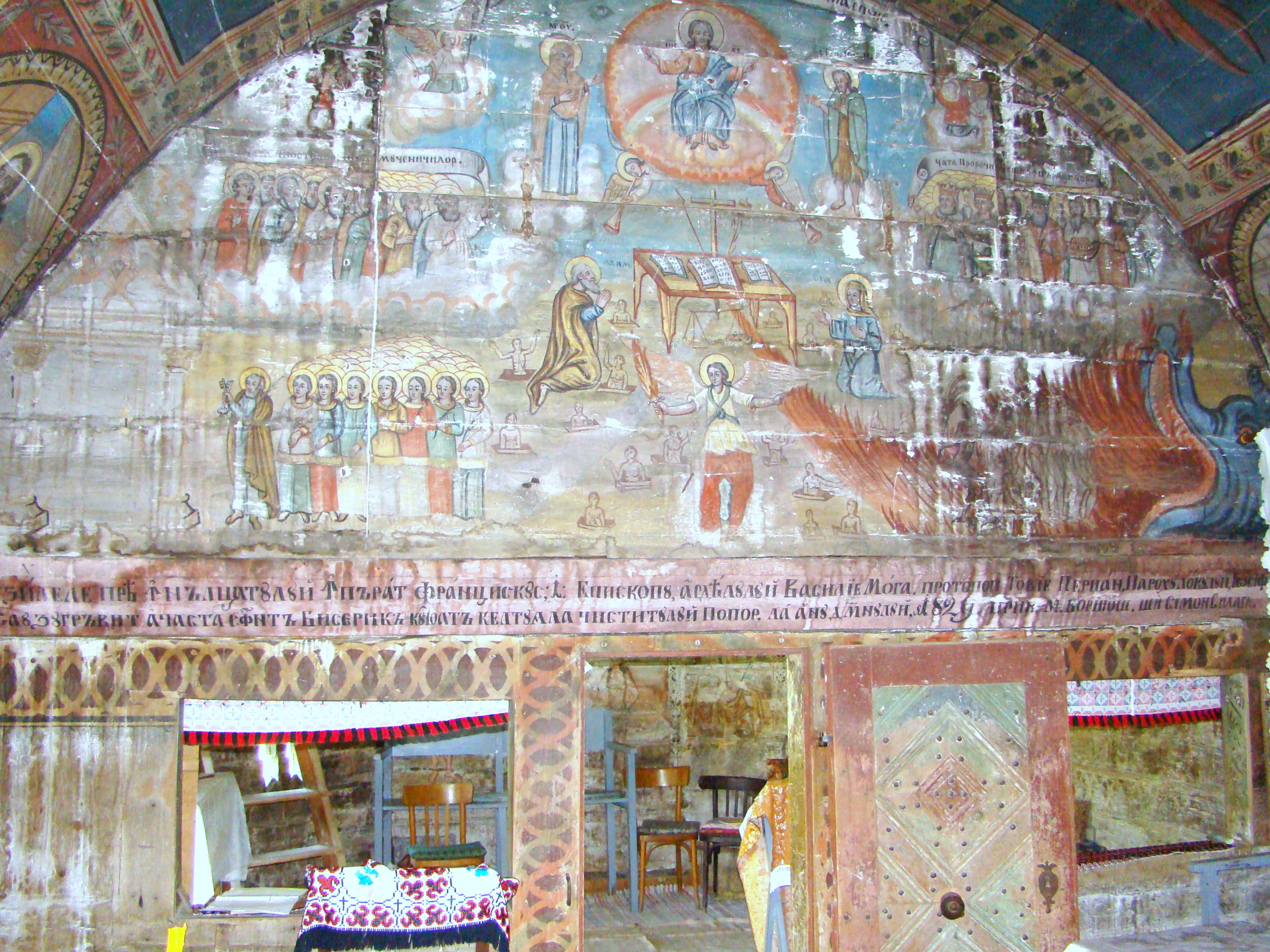
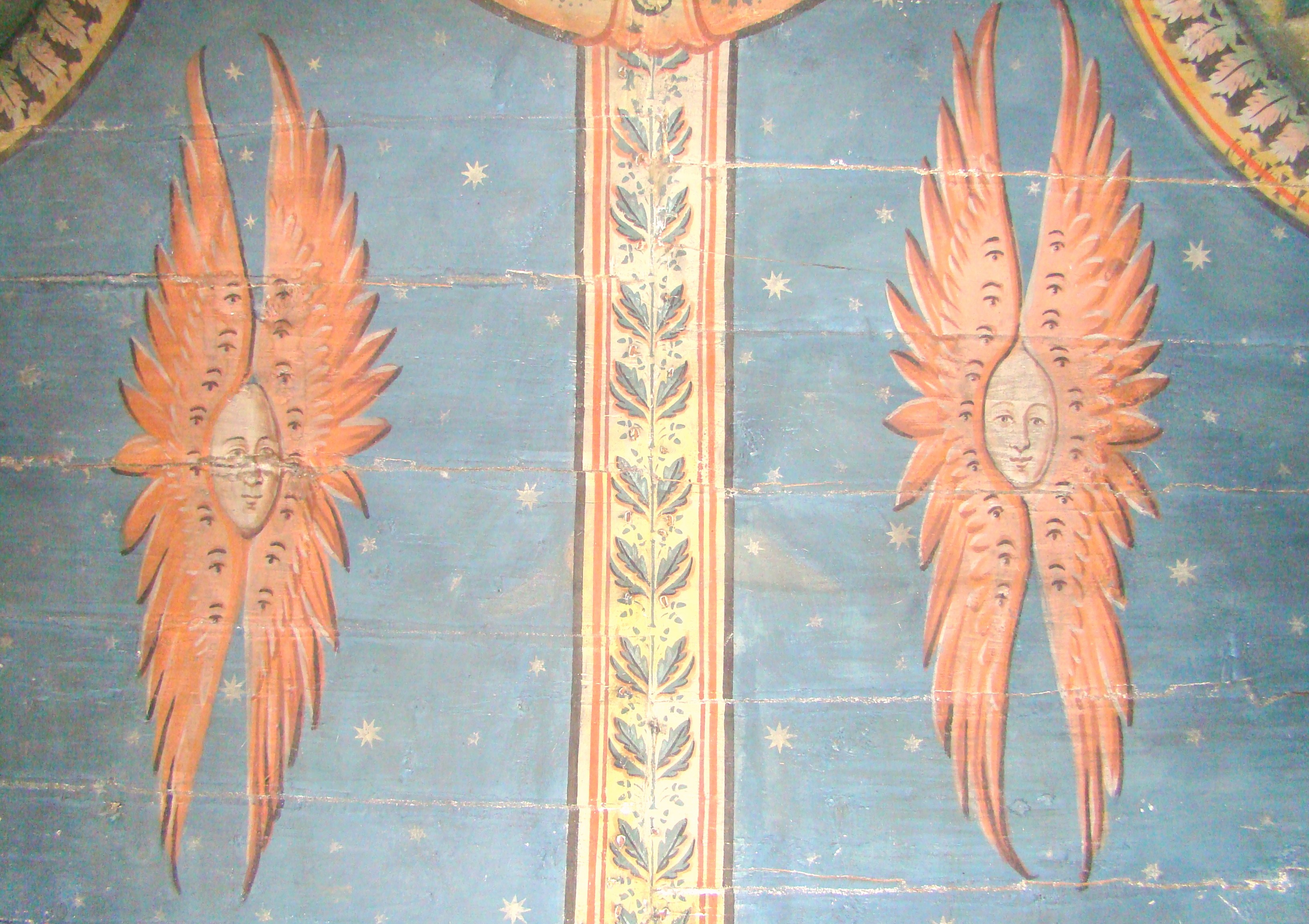
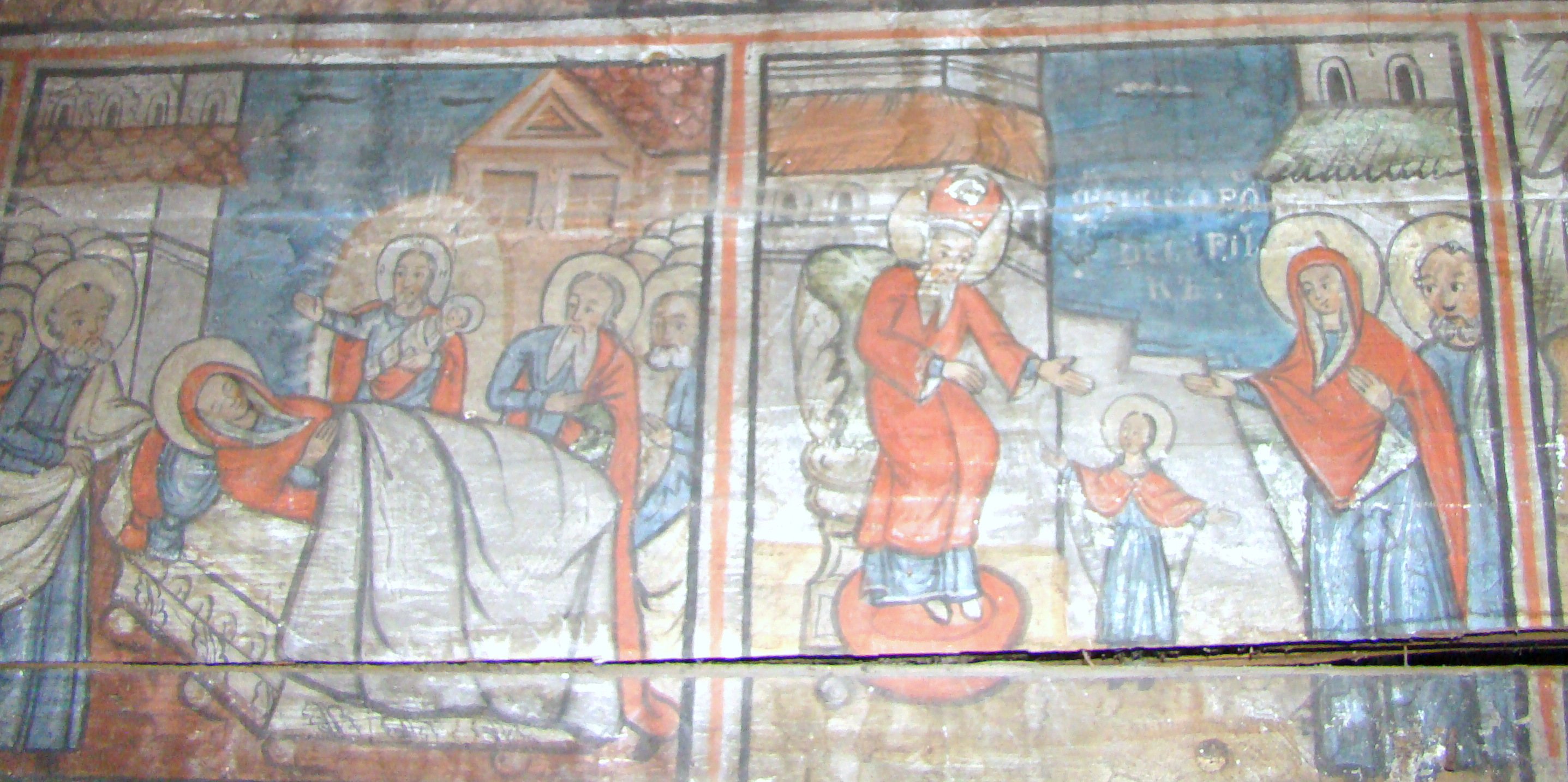
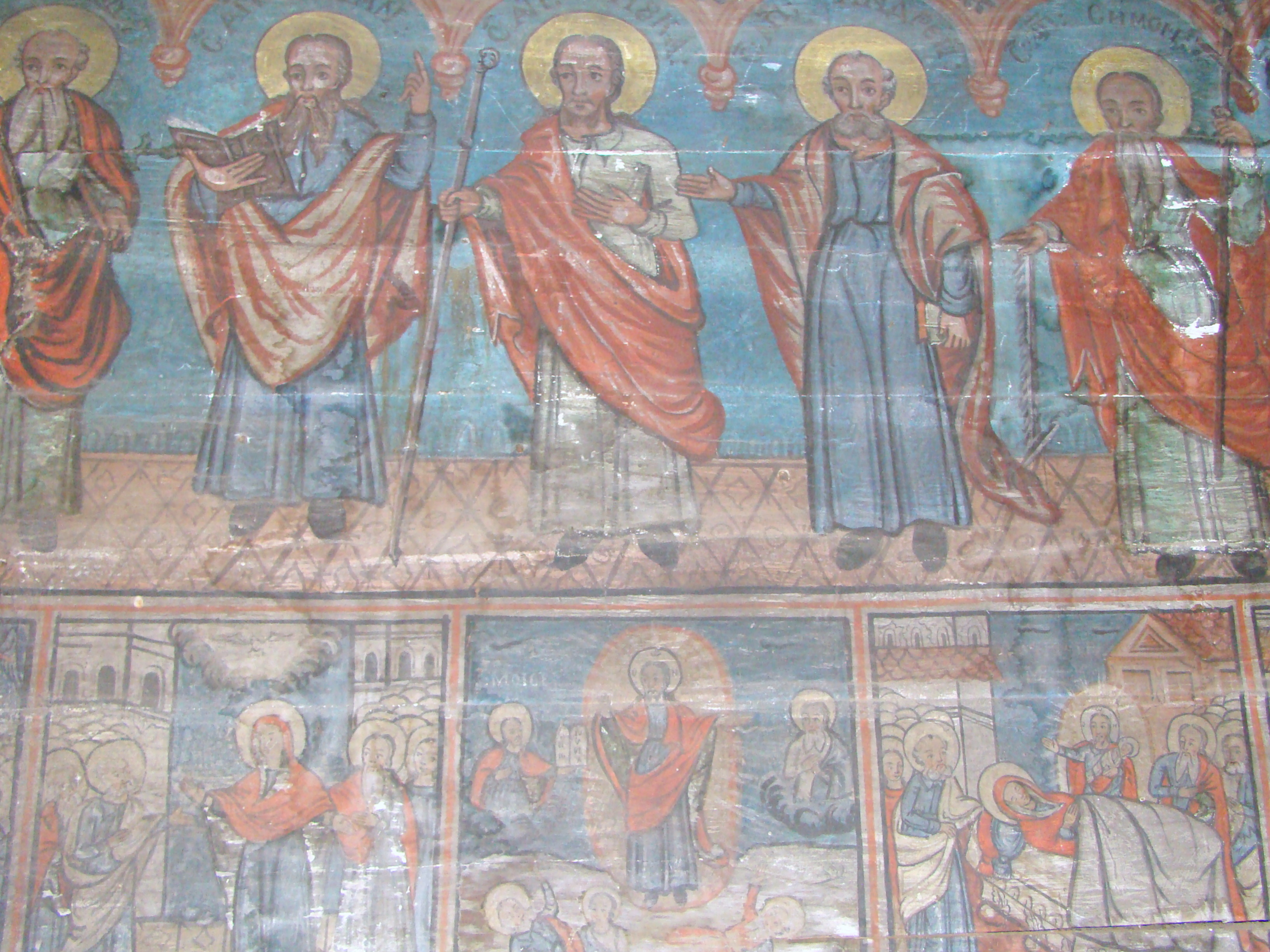
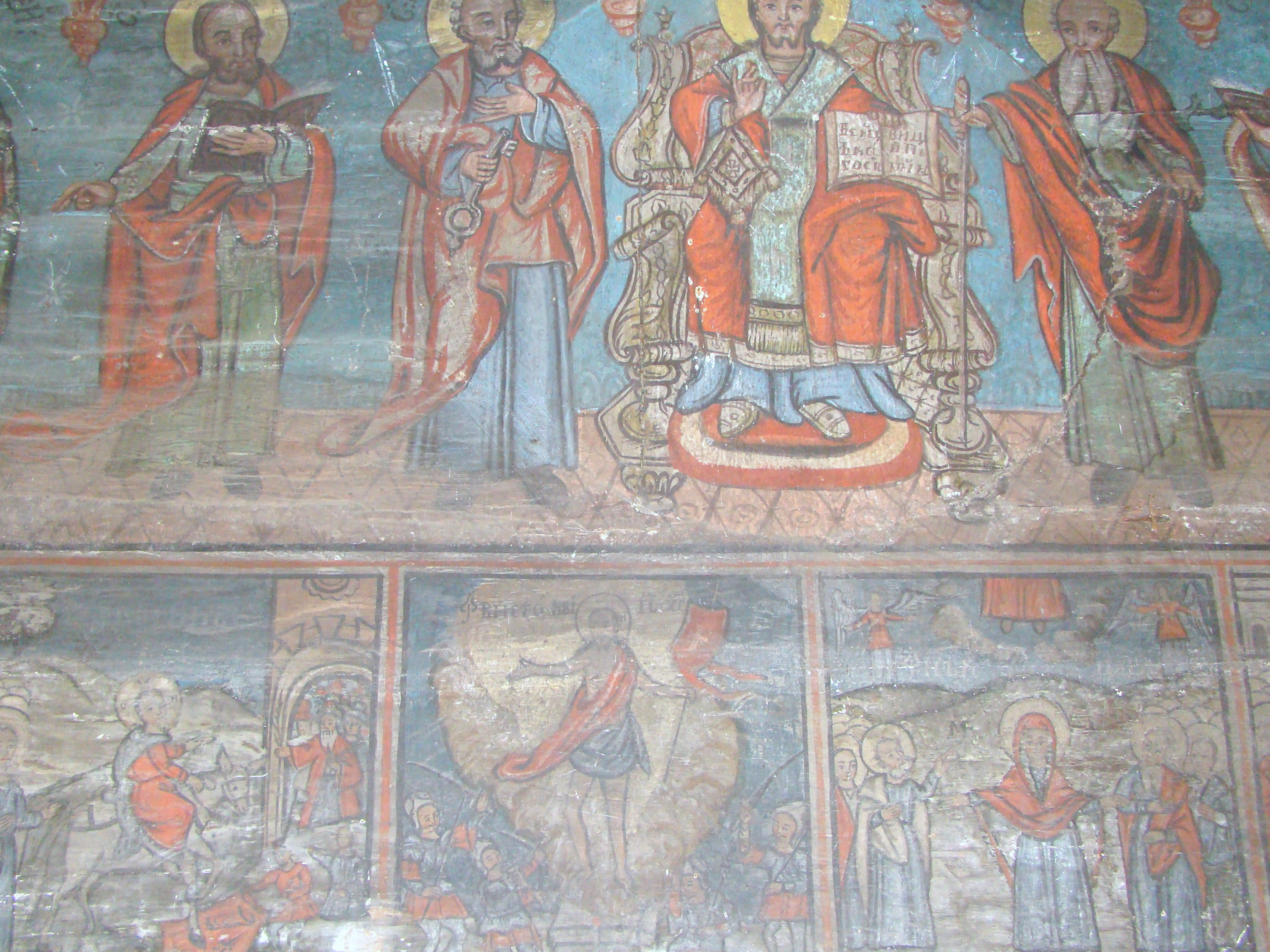
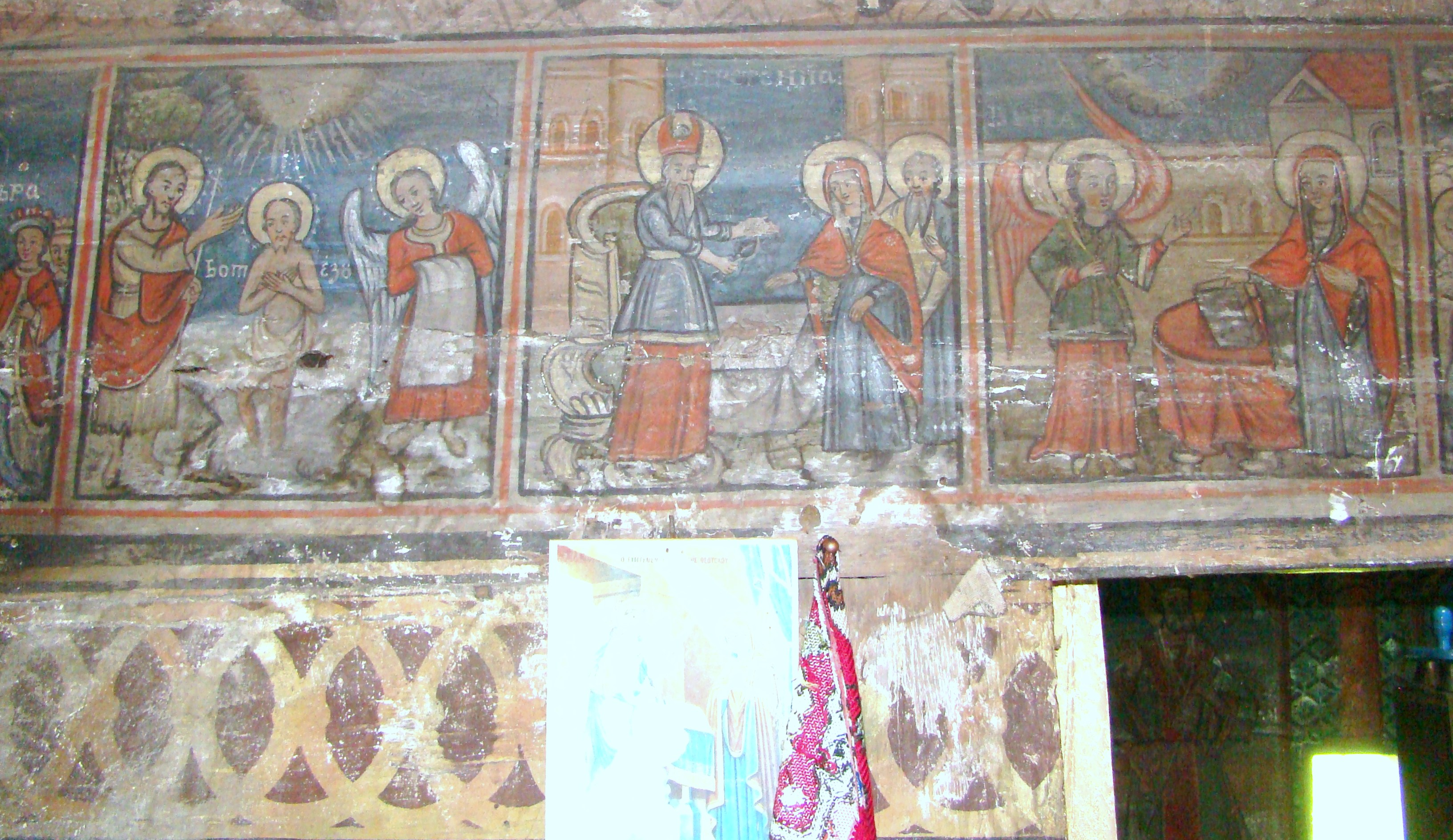
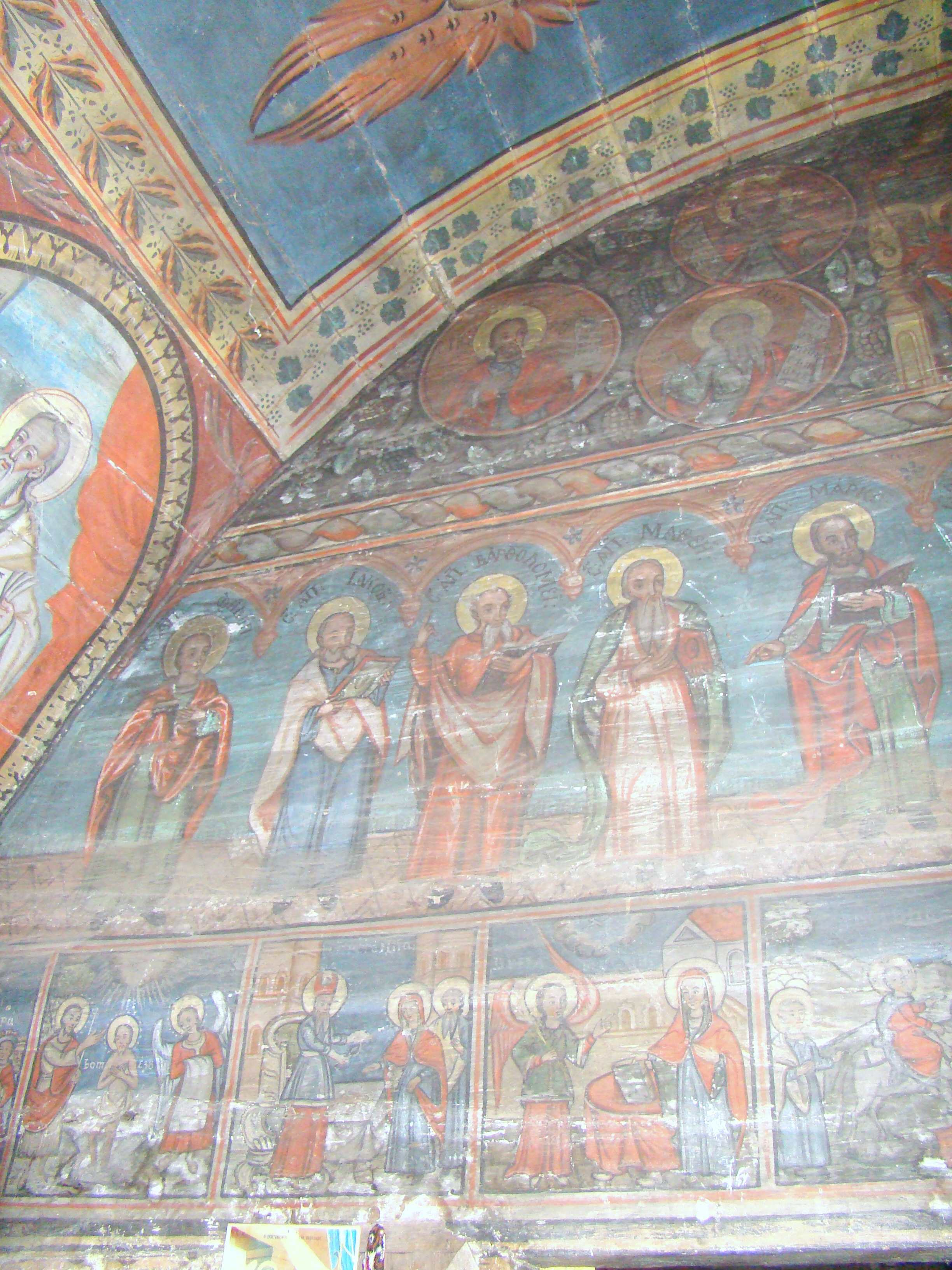
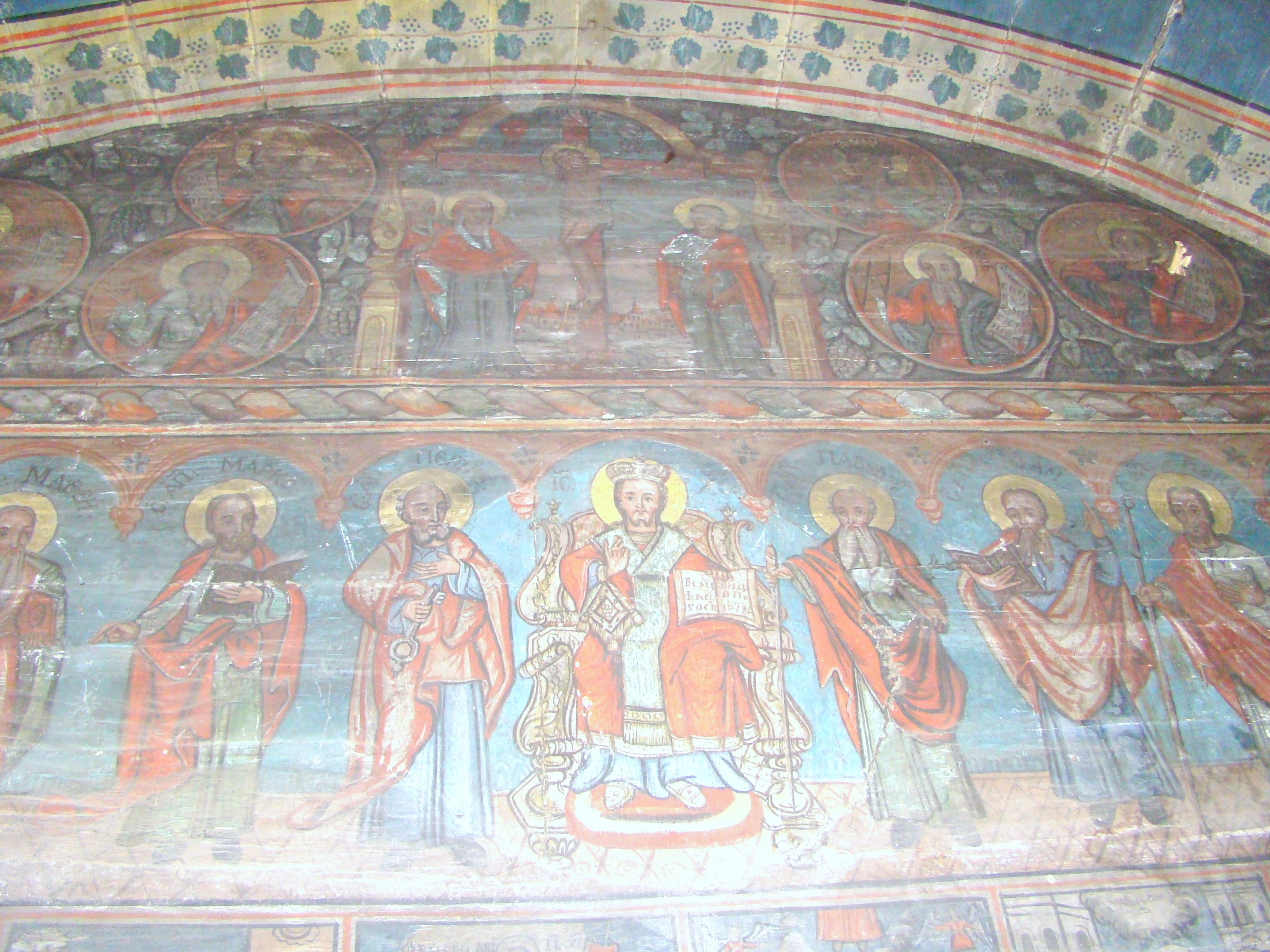
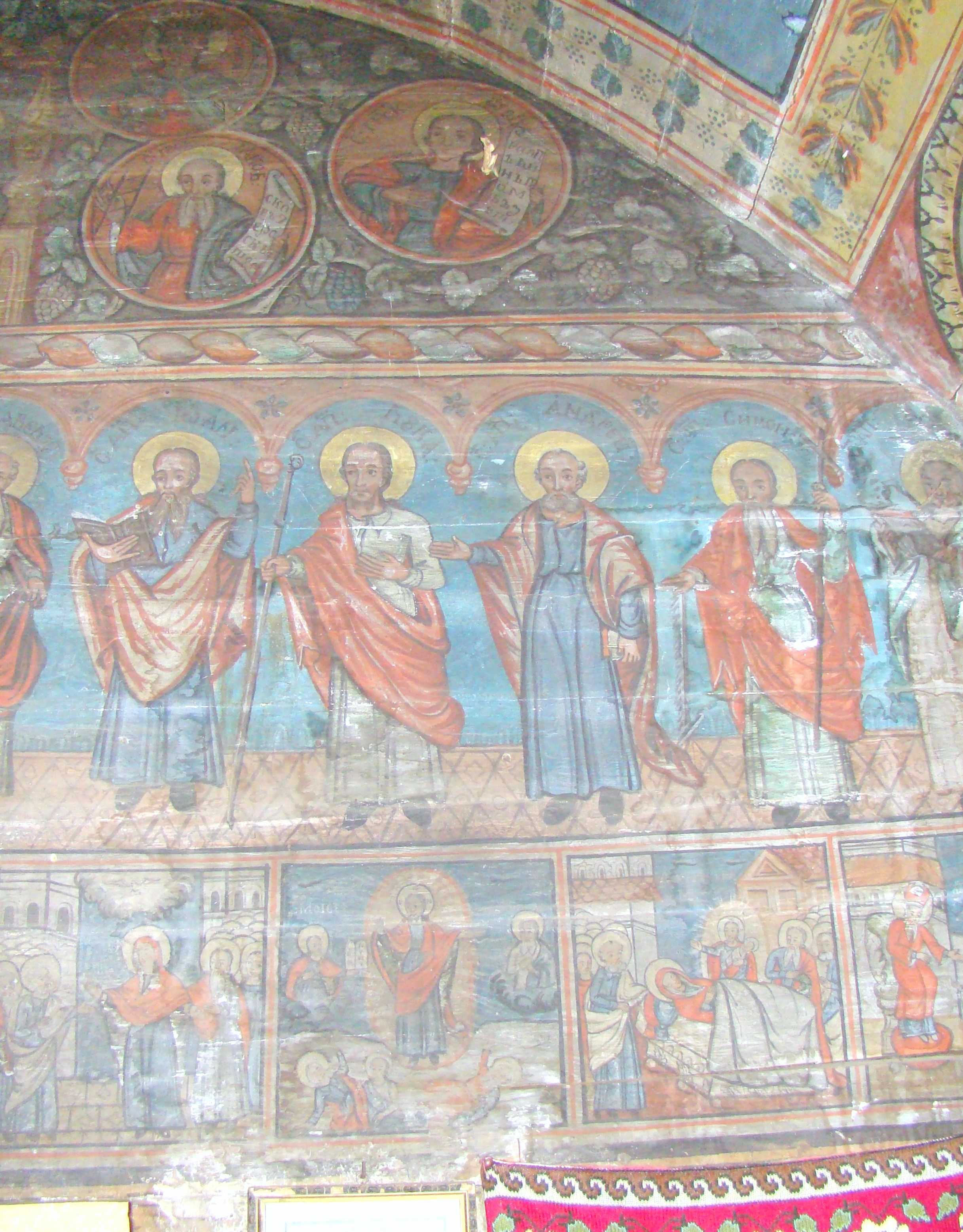
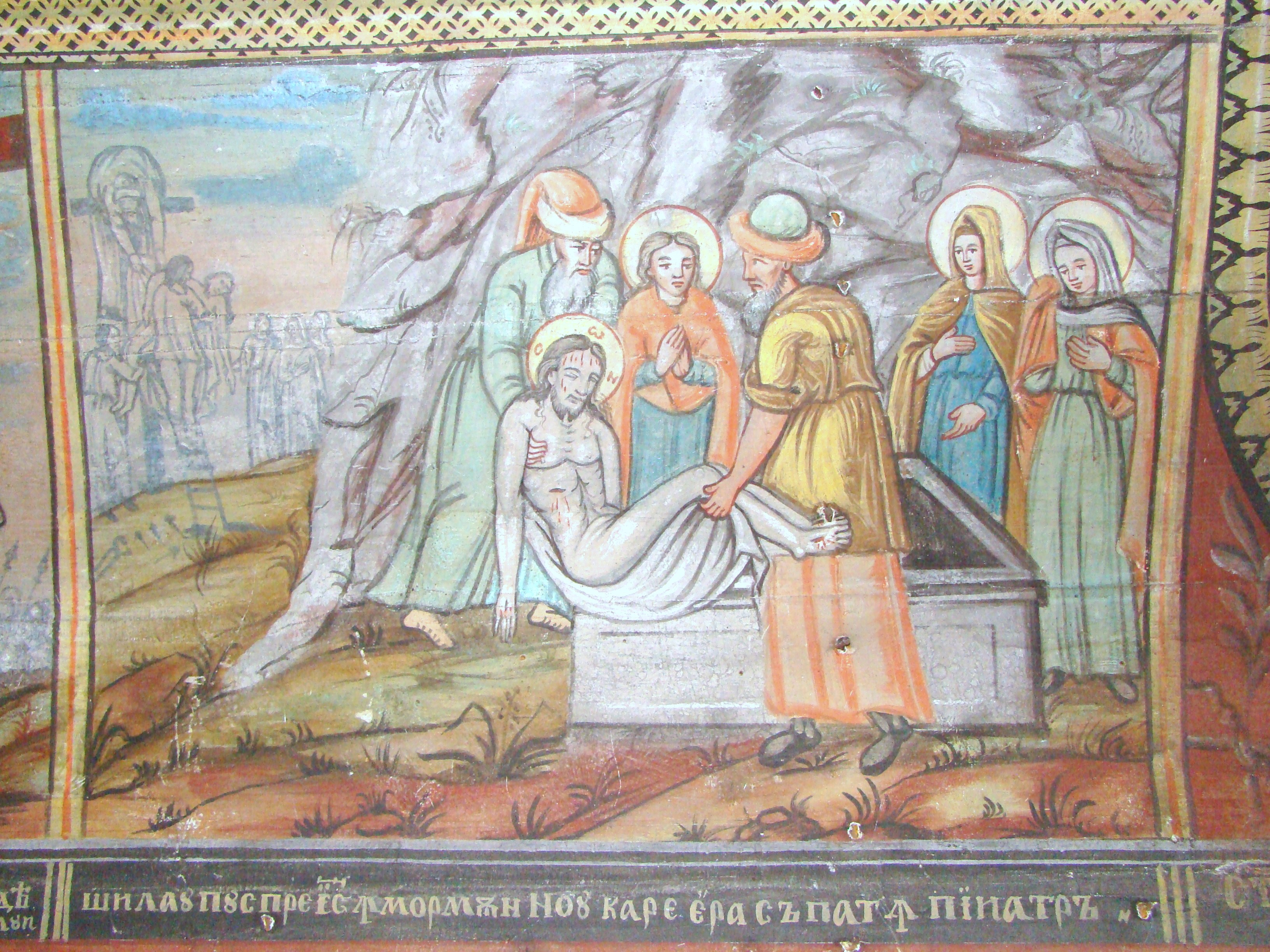
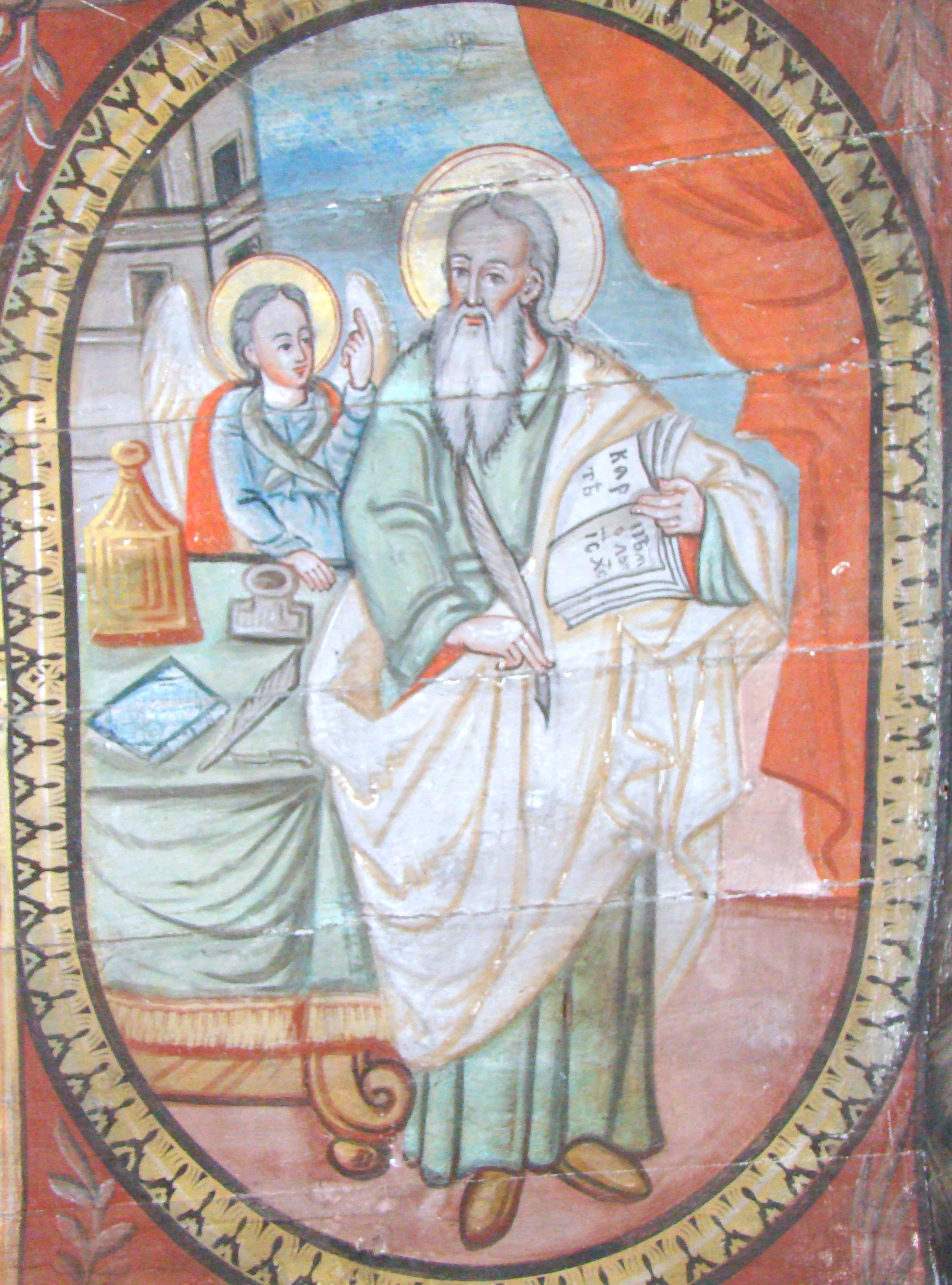
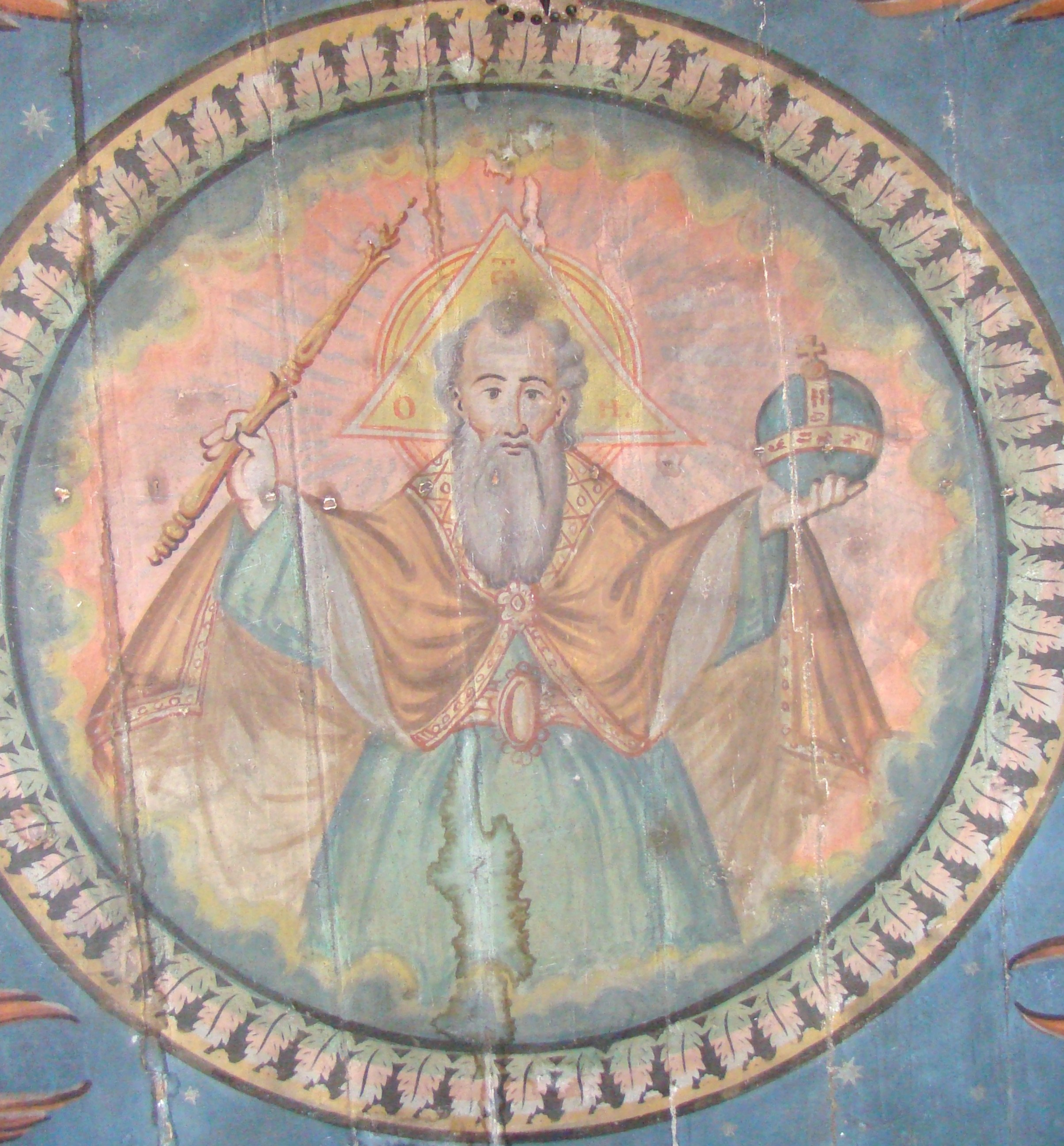
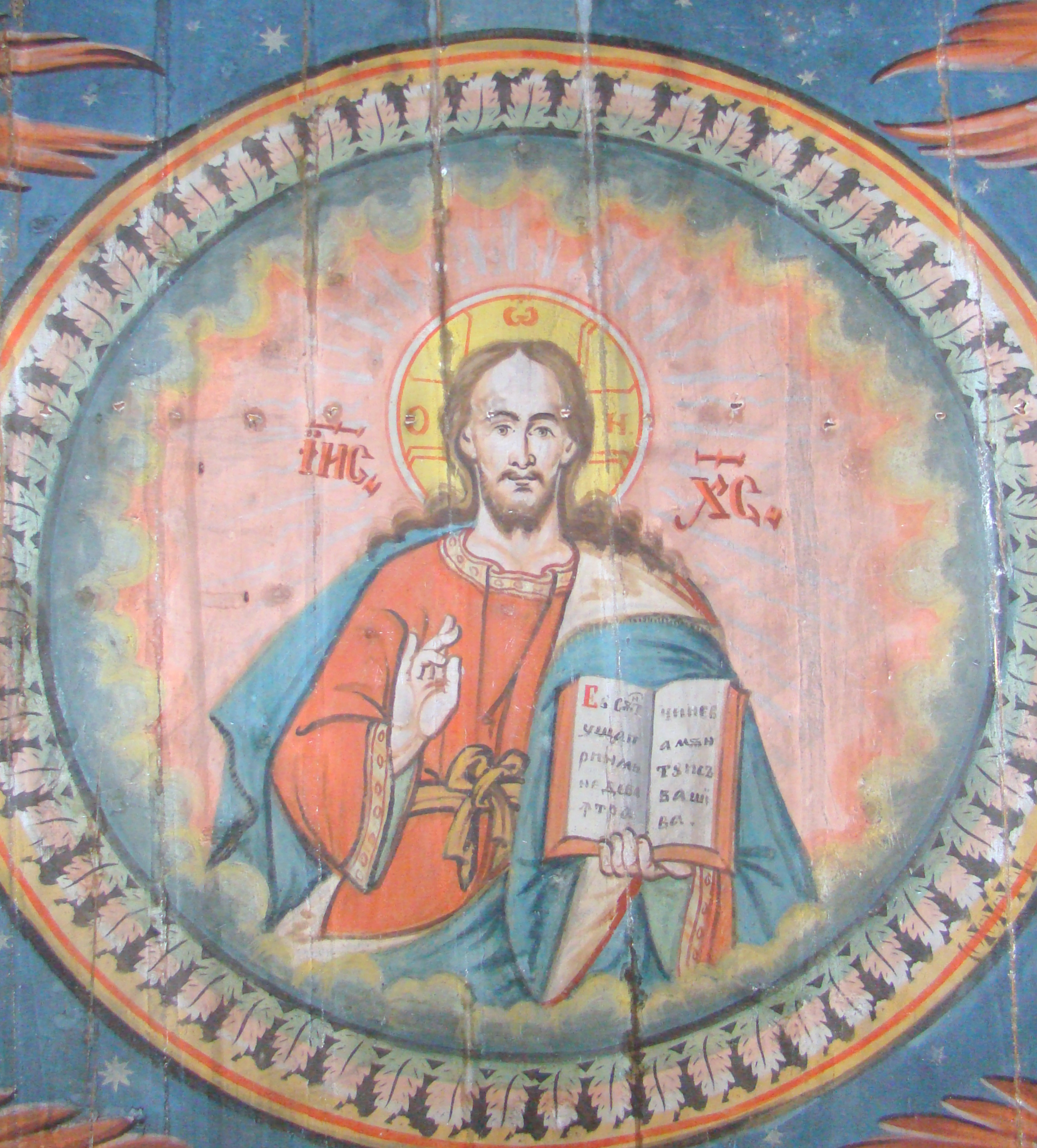
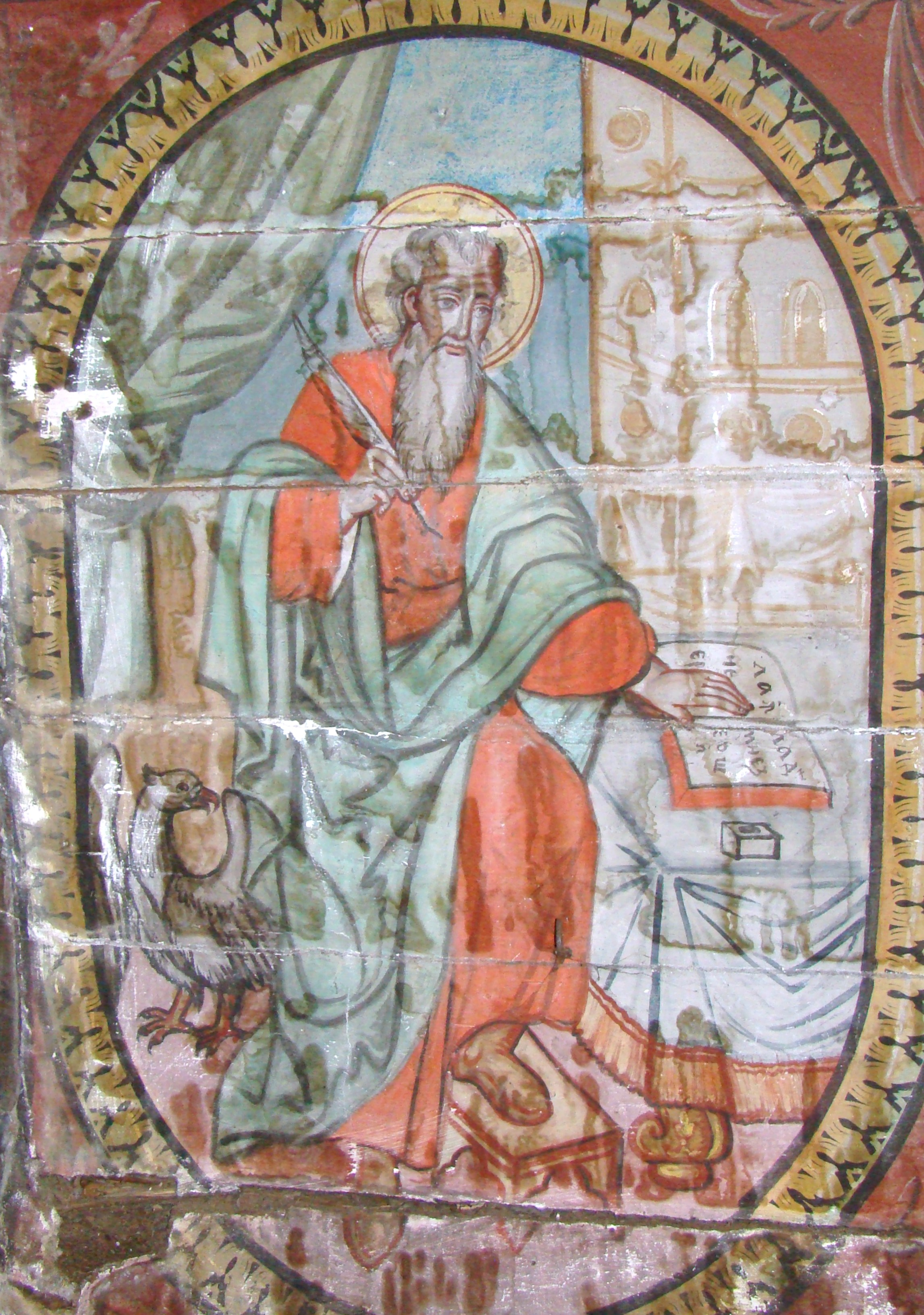
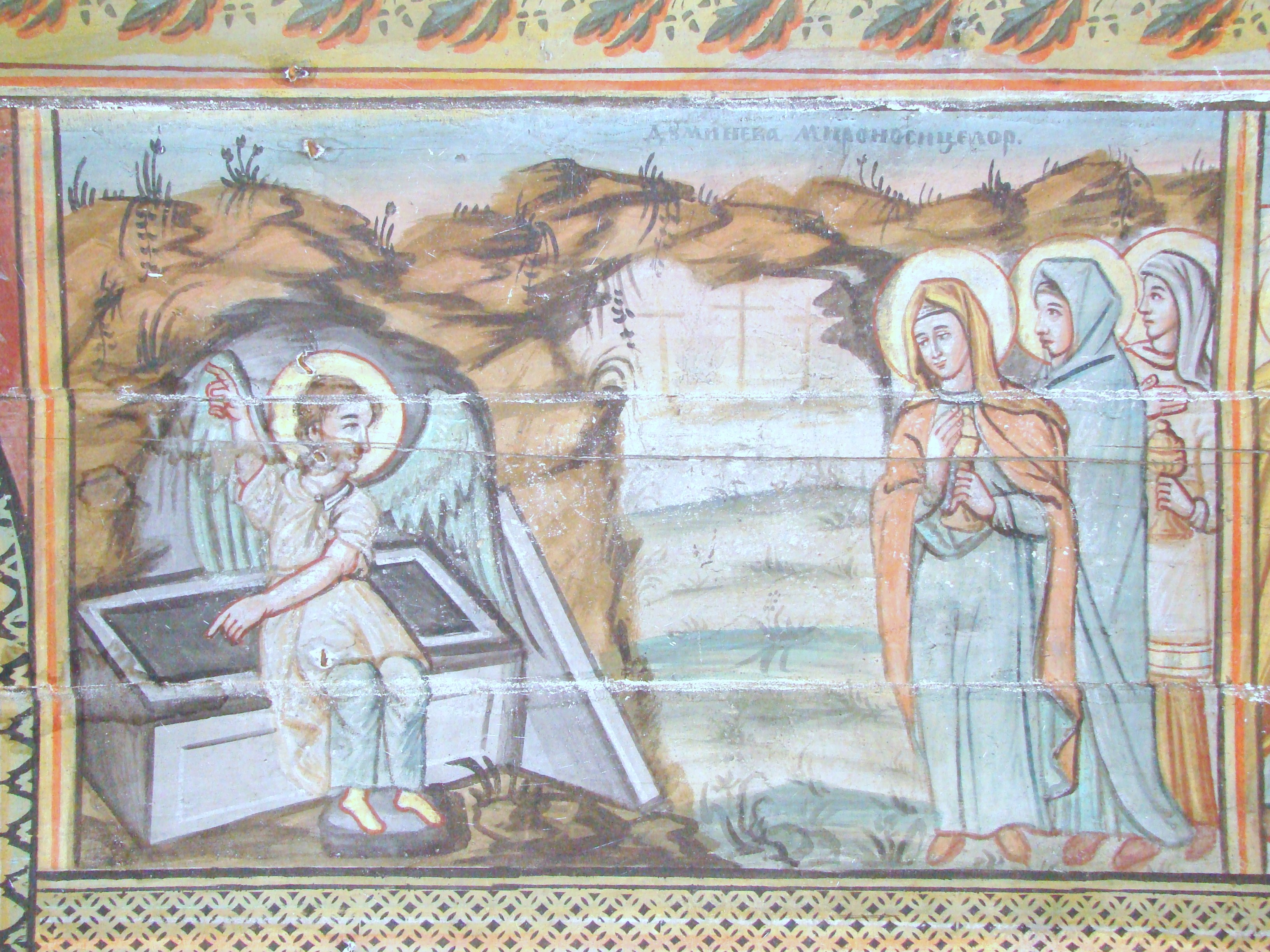
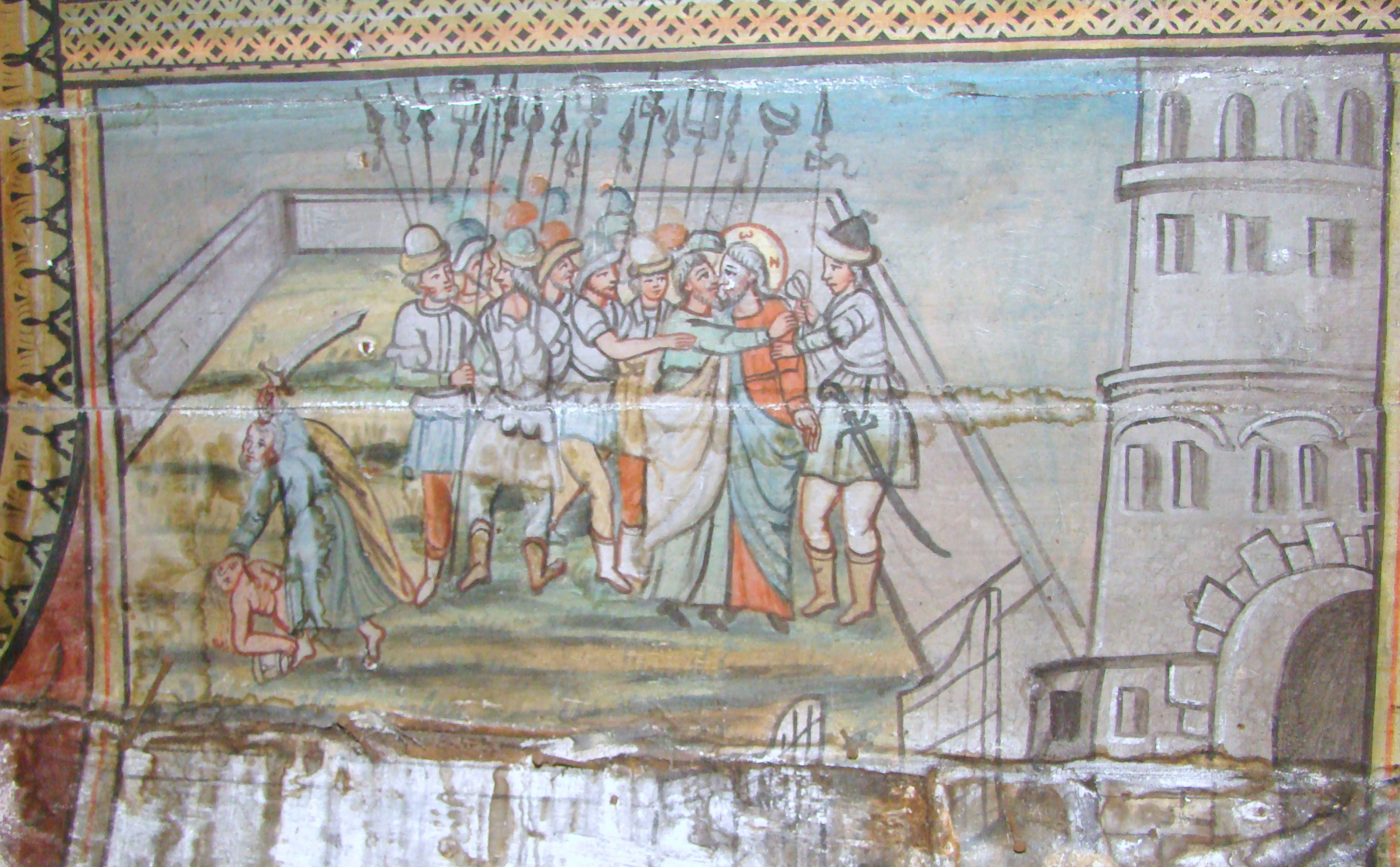
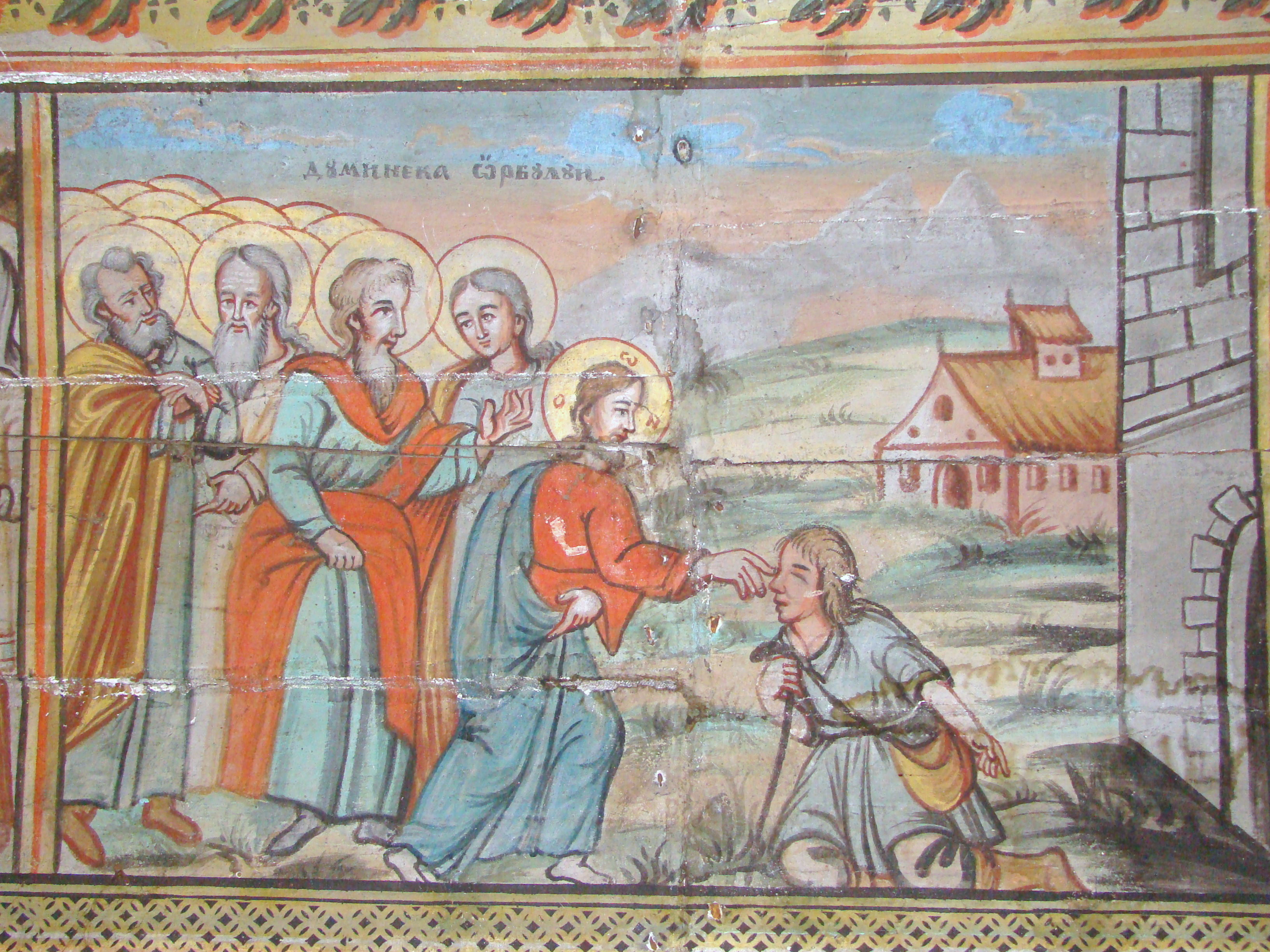
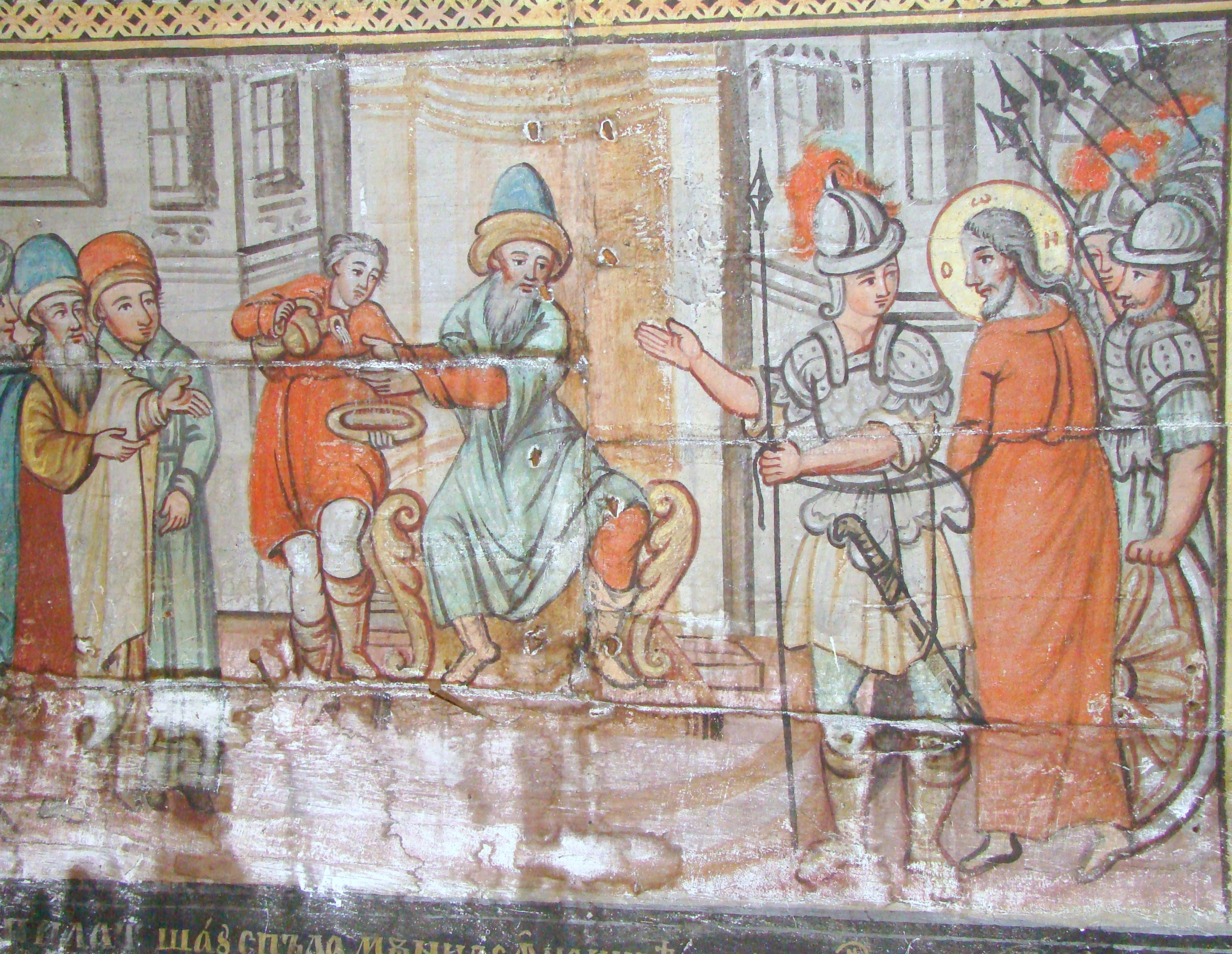
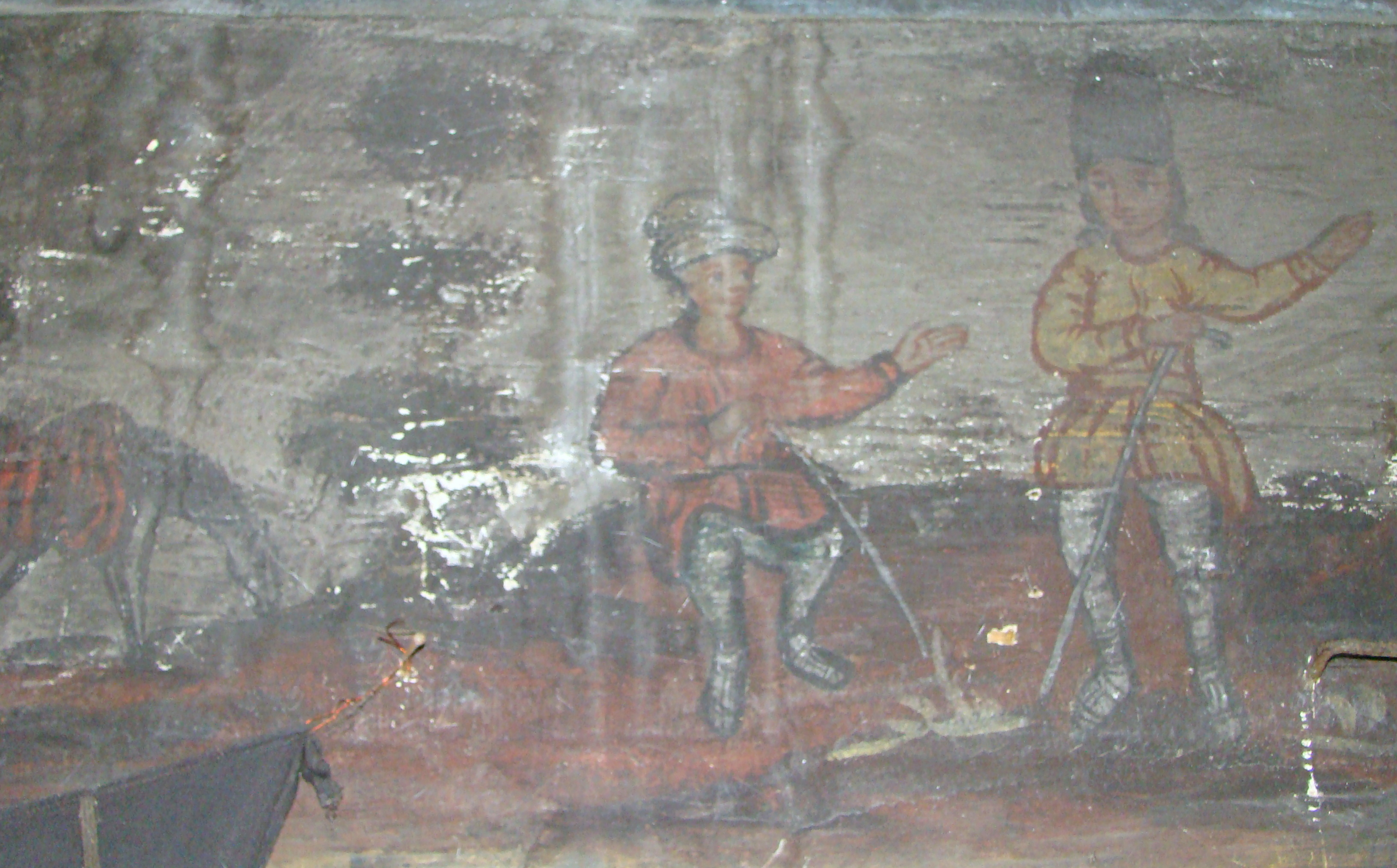
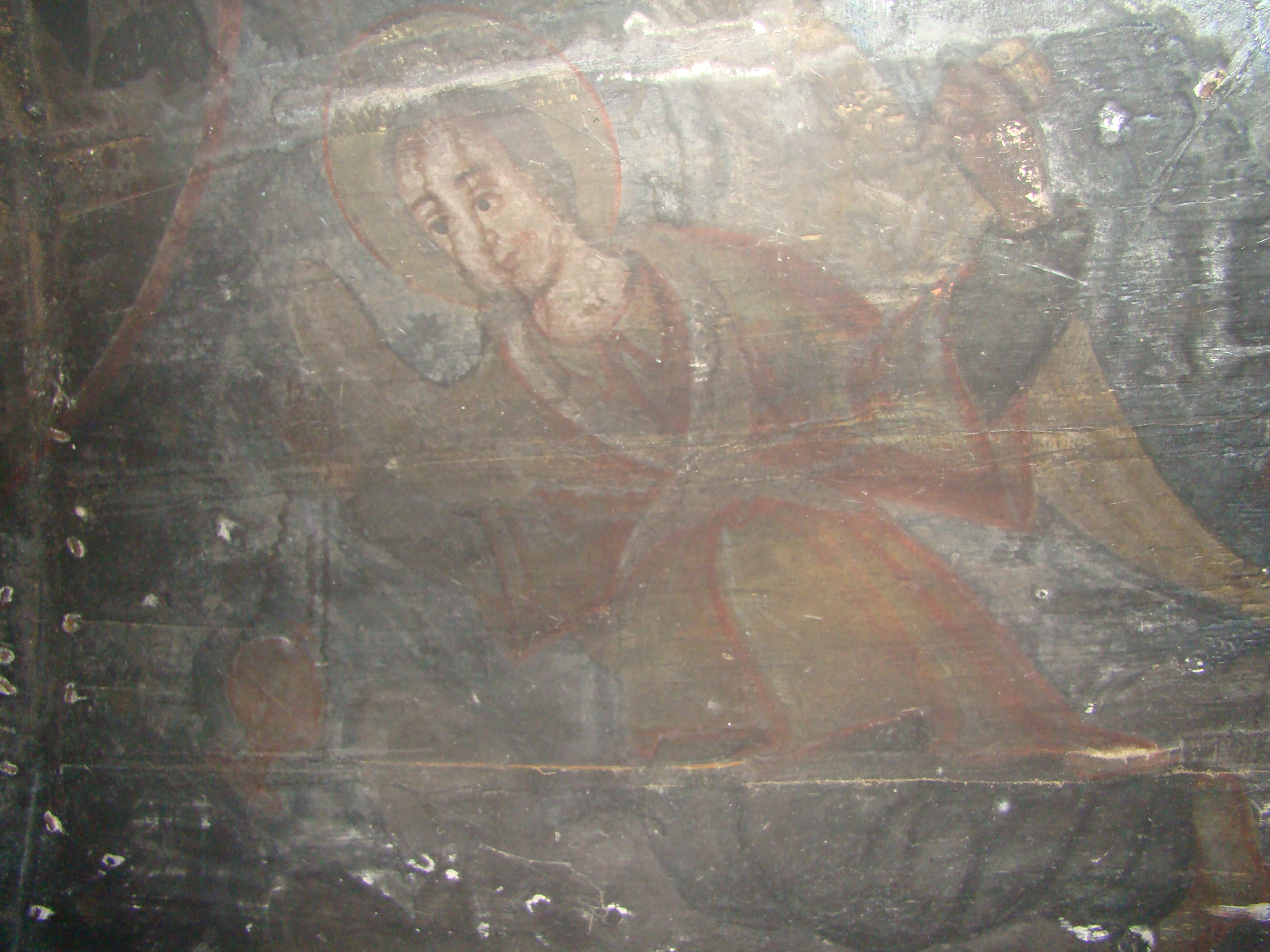
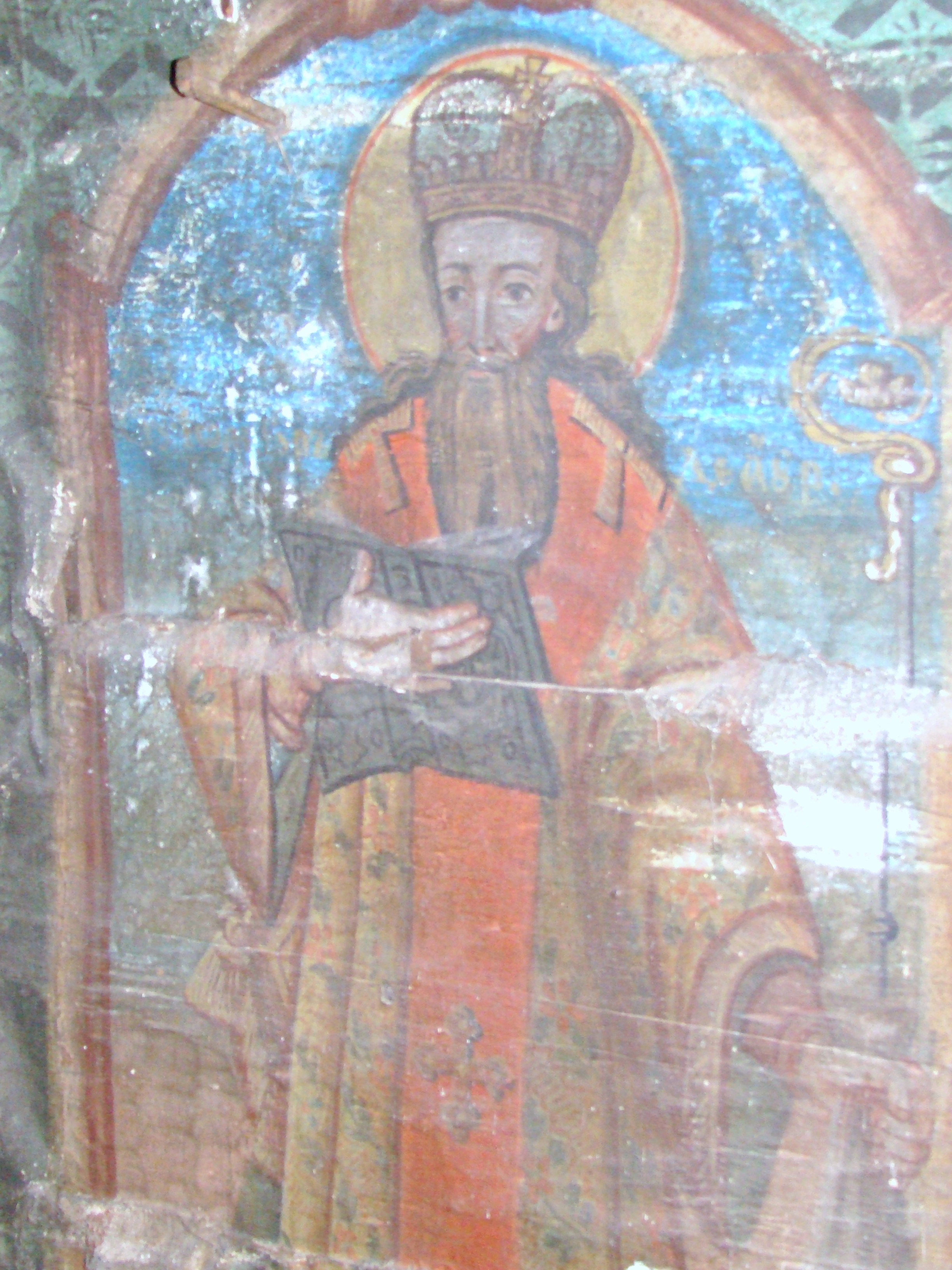
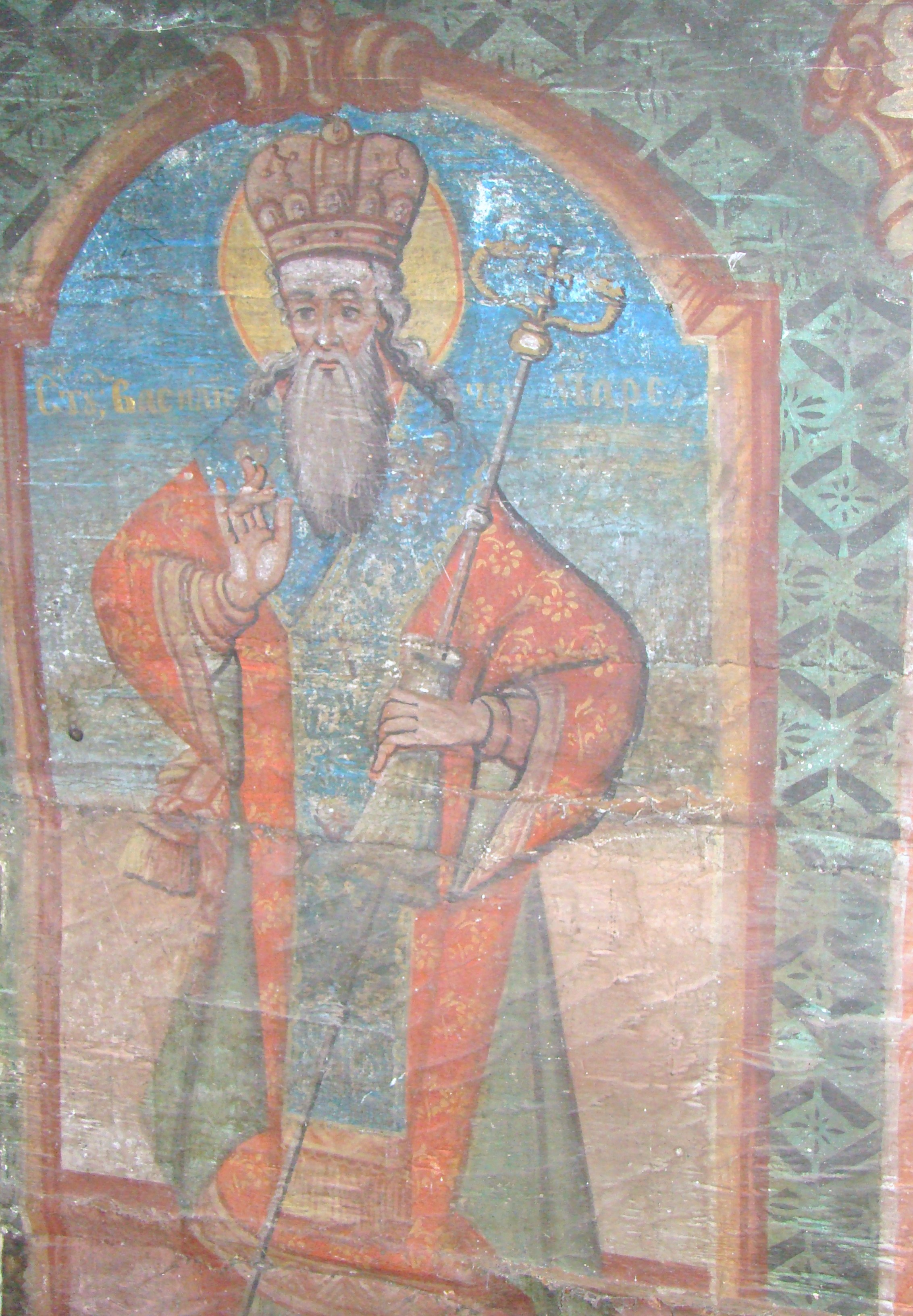
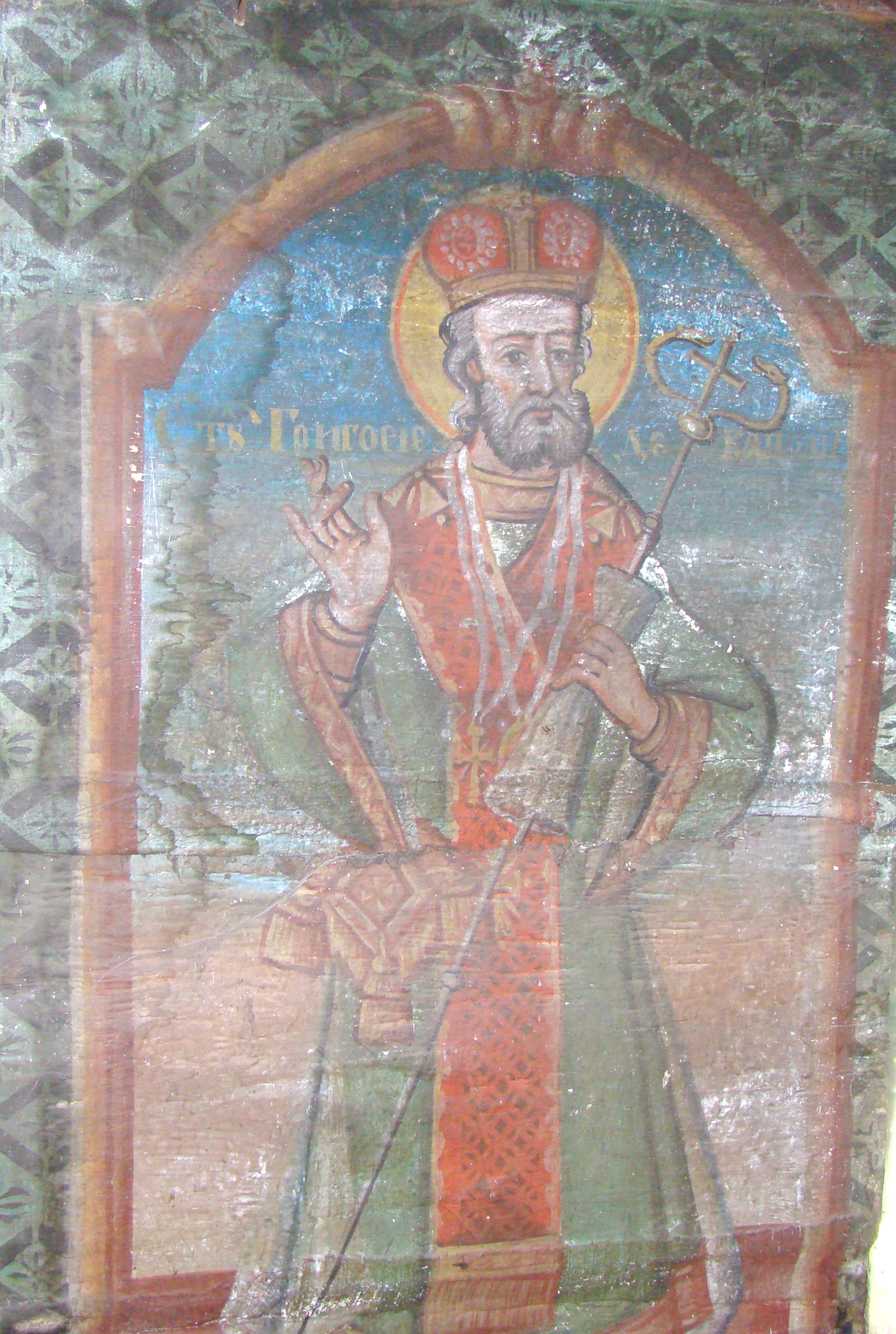
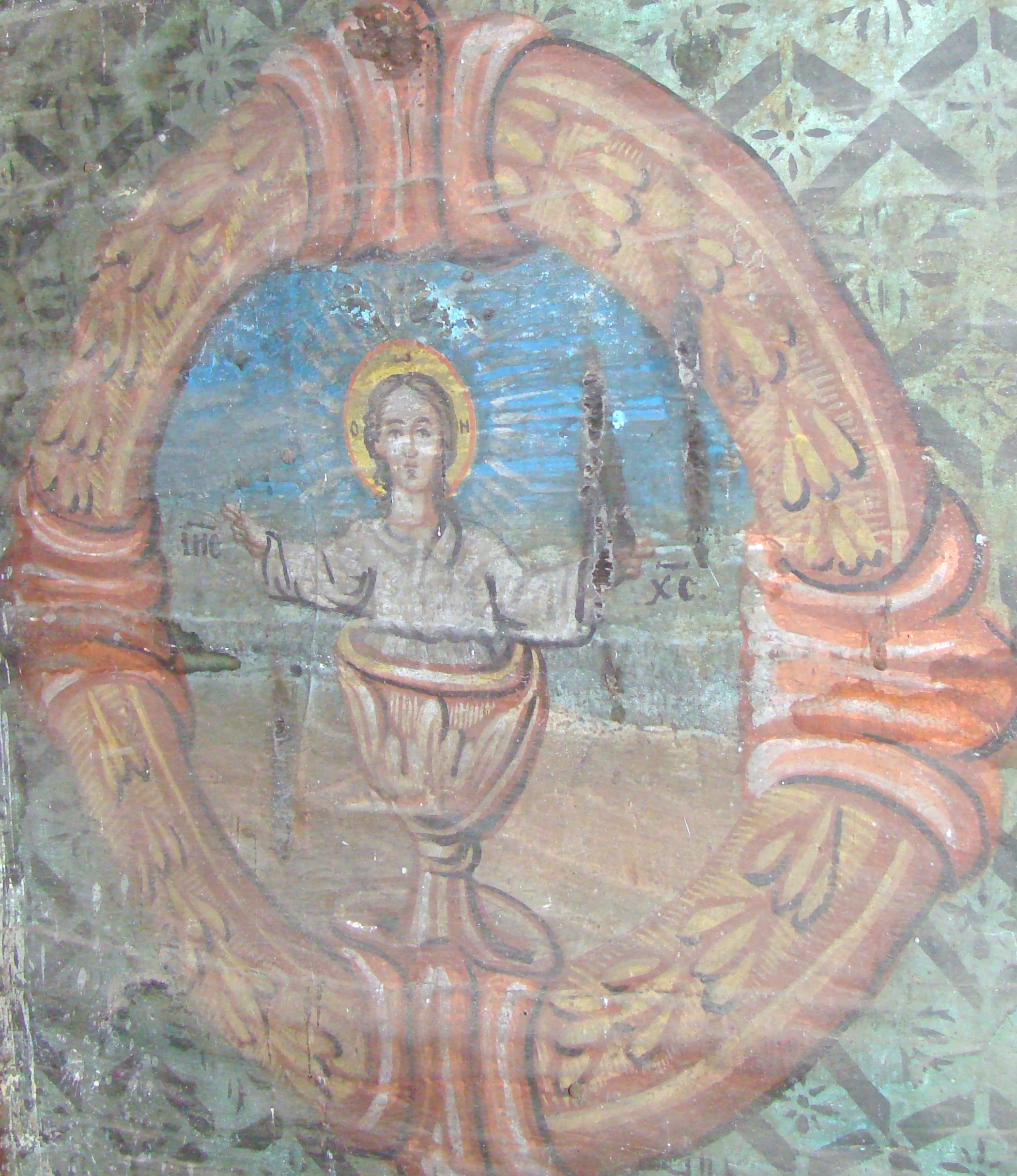
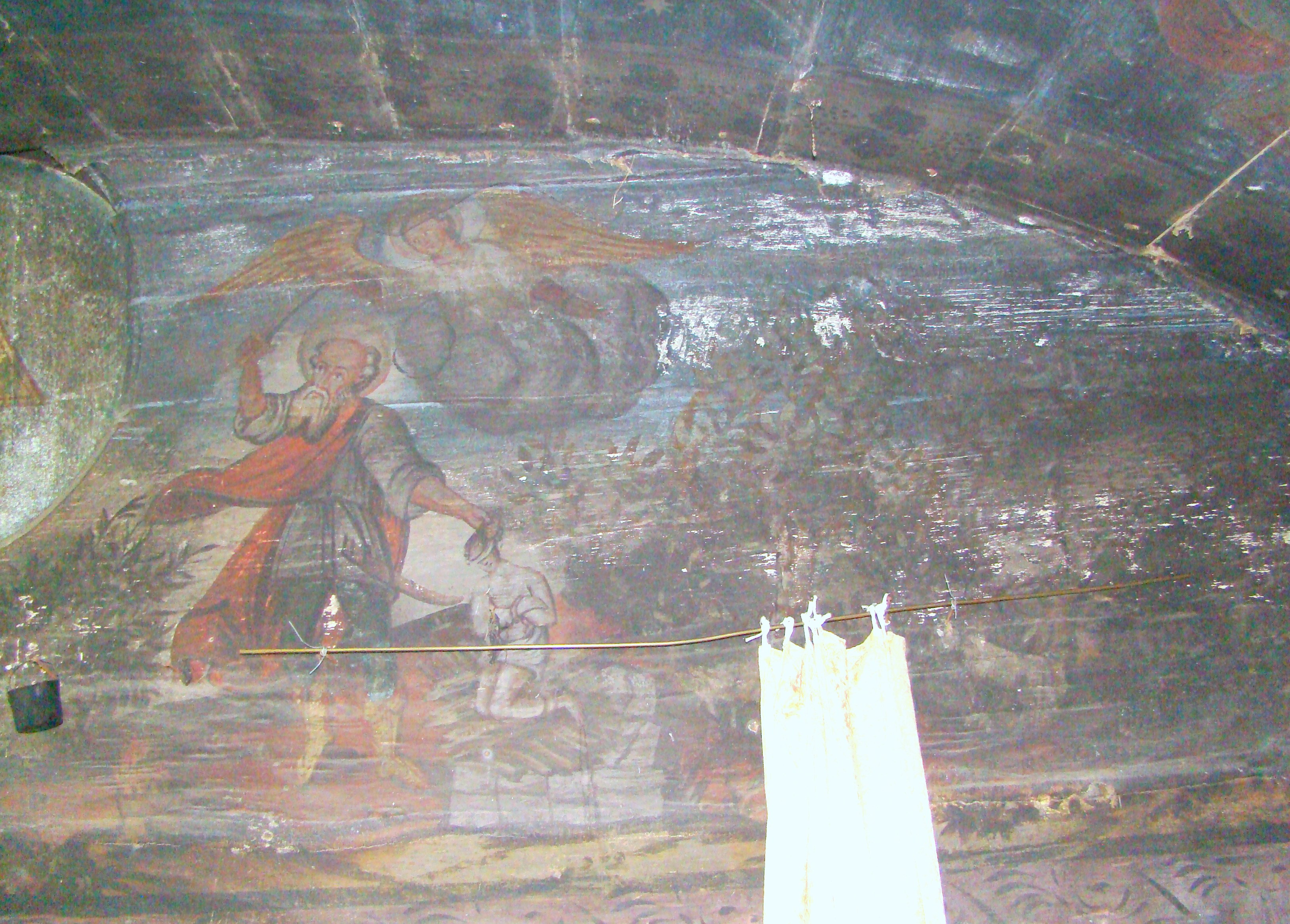
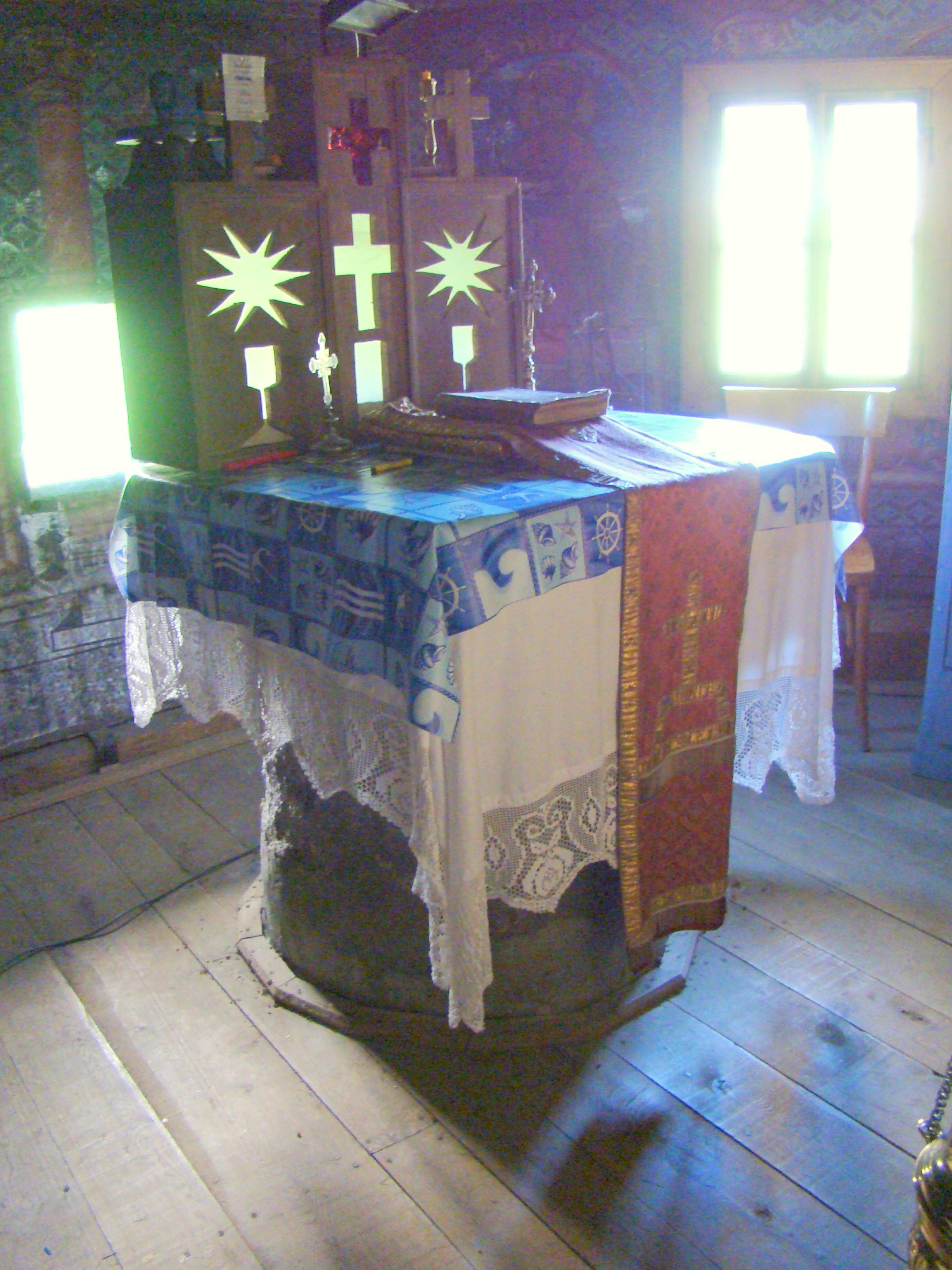
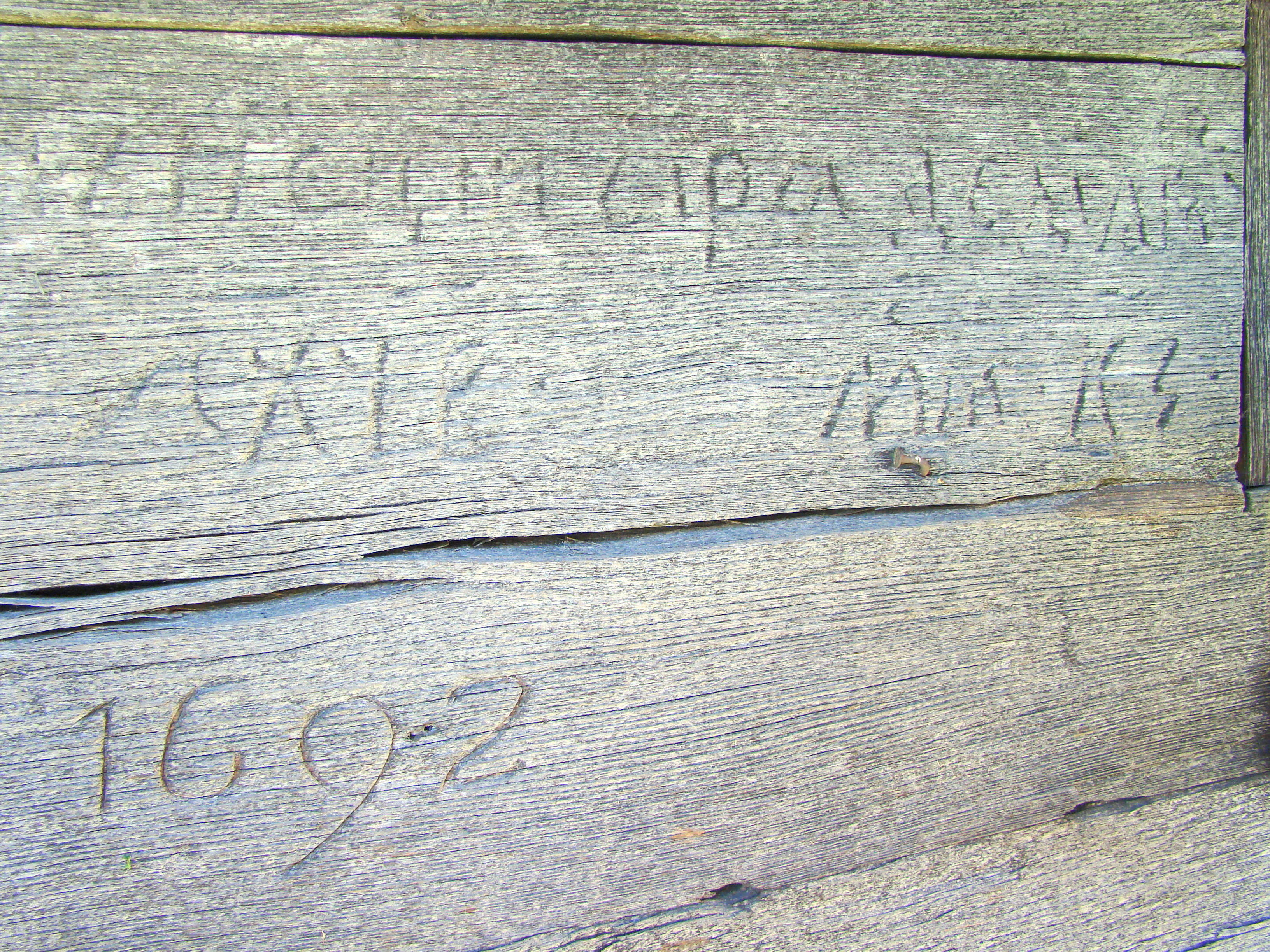

## Imagini din exterior

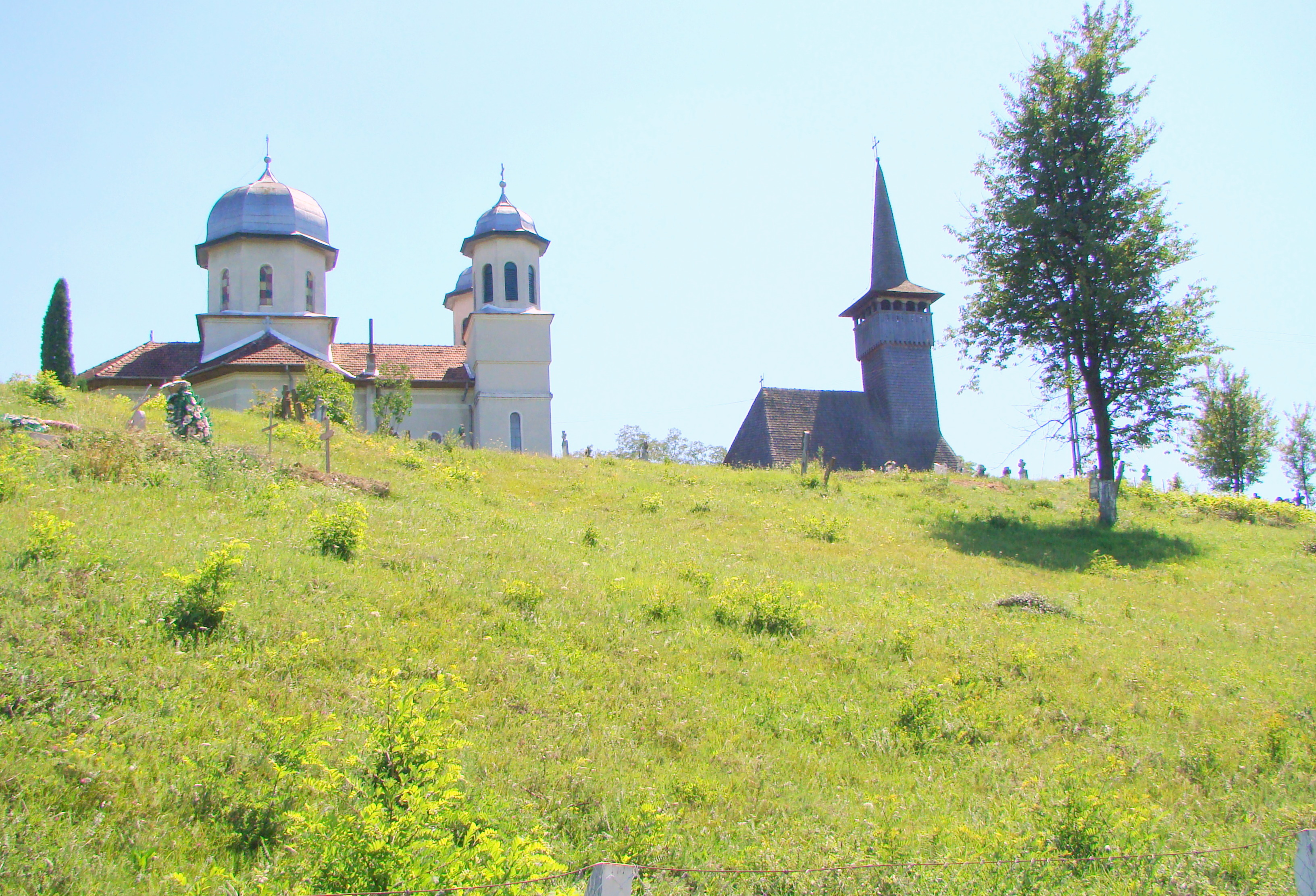
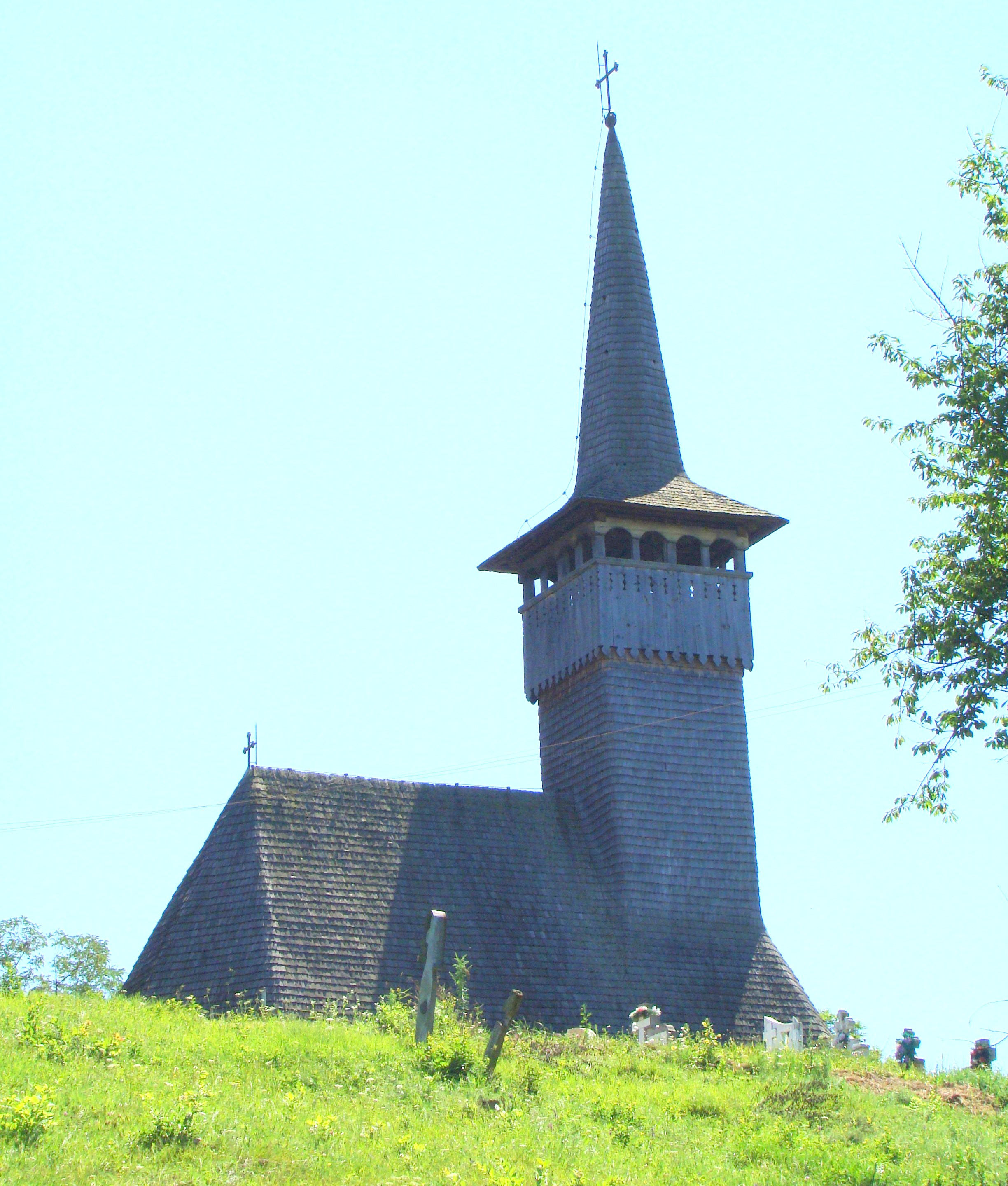
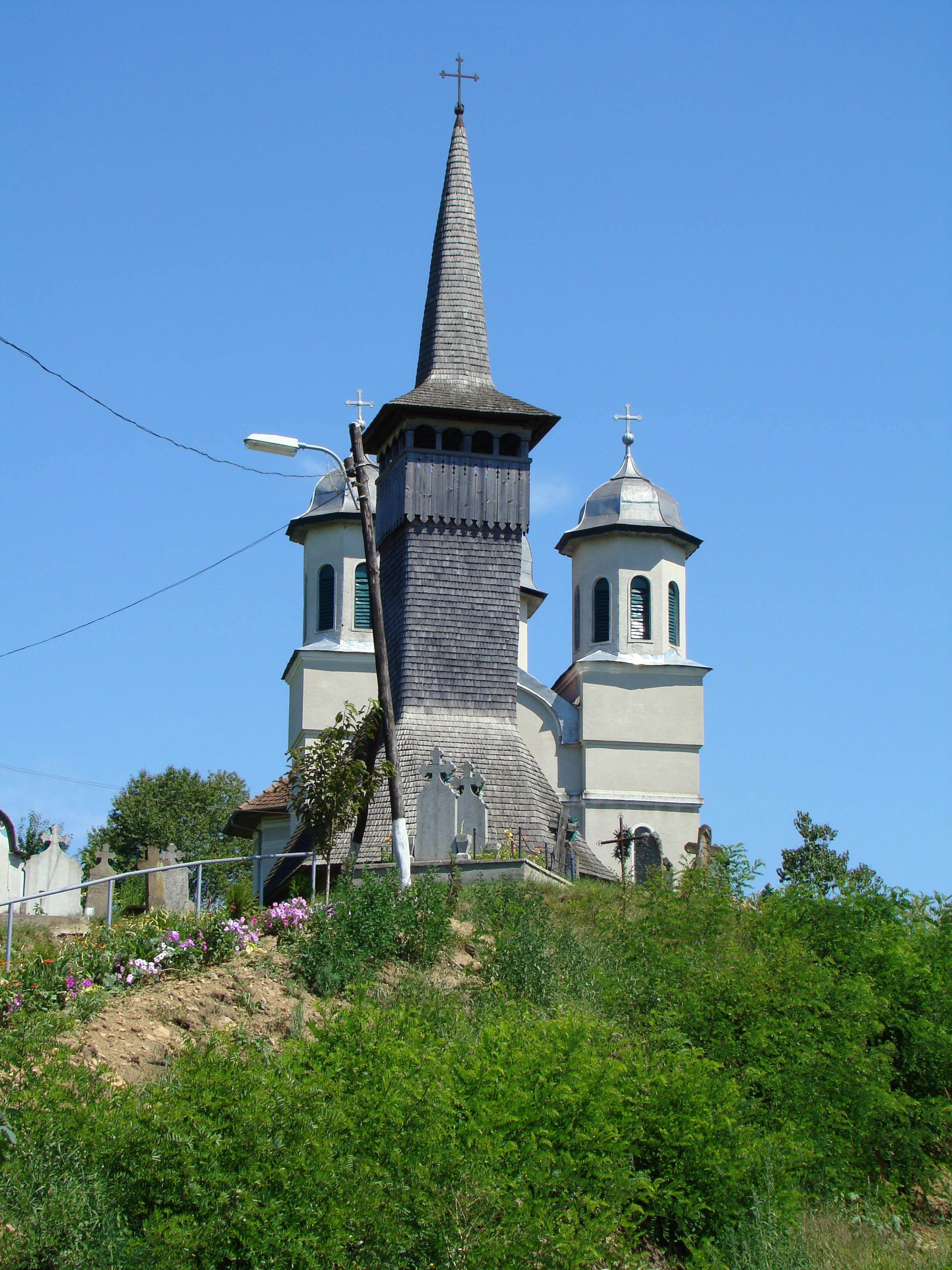
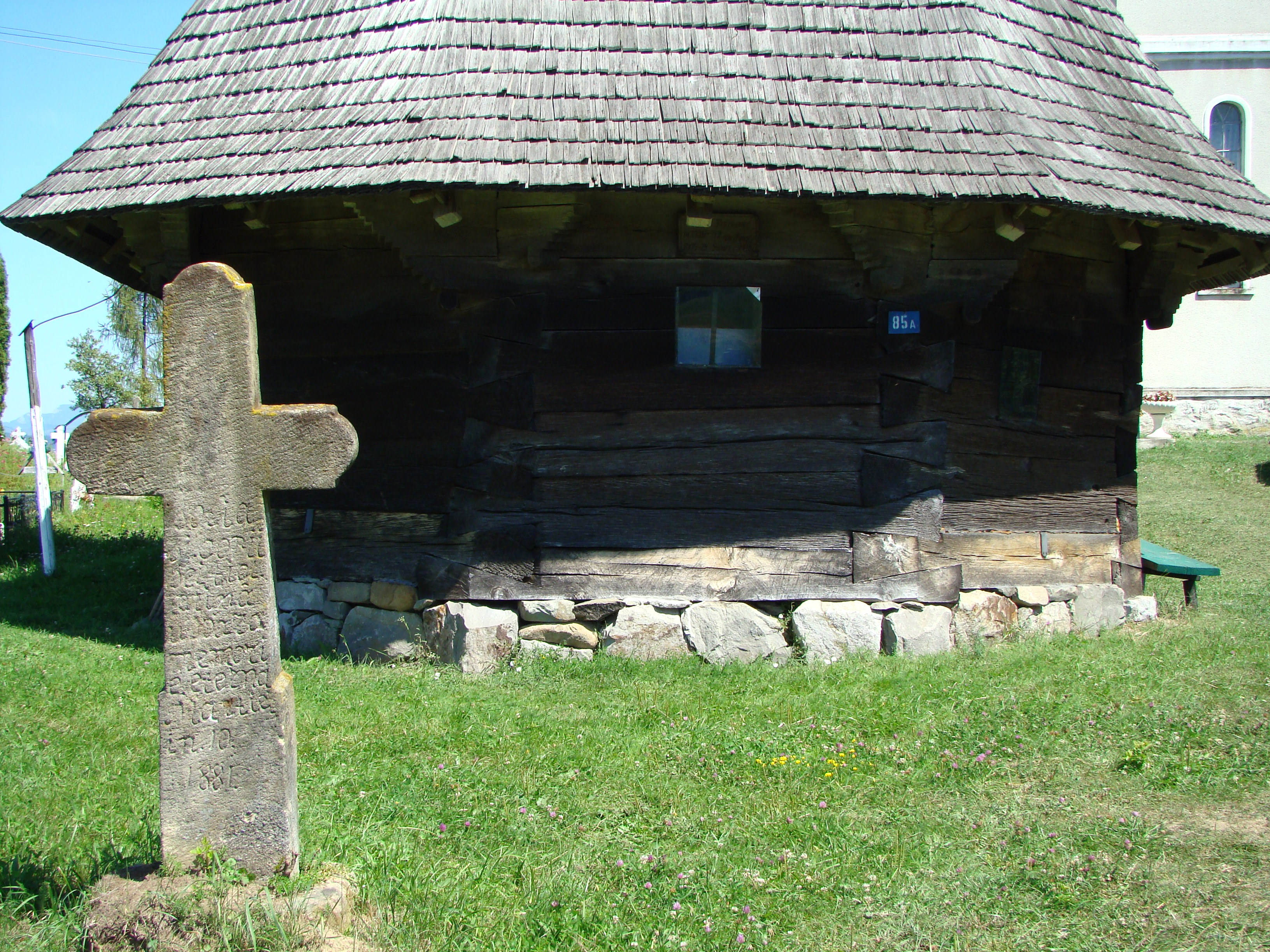
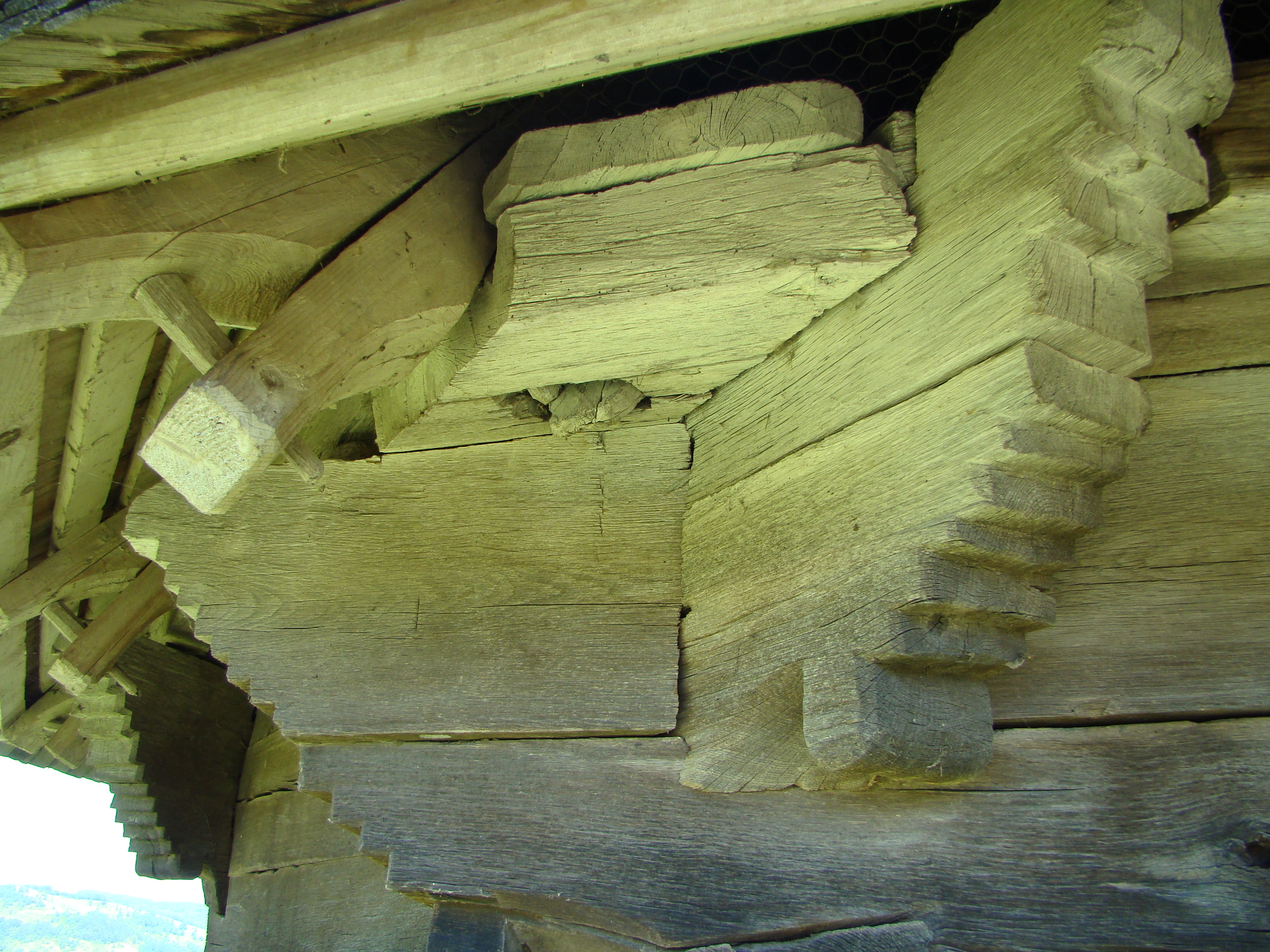
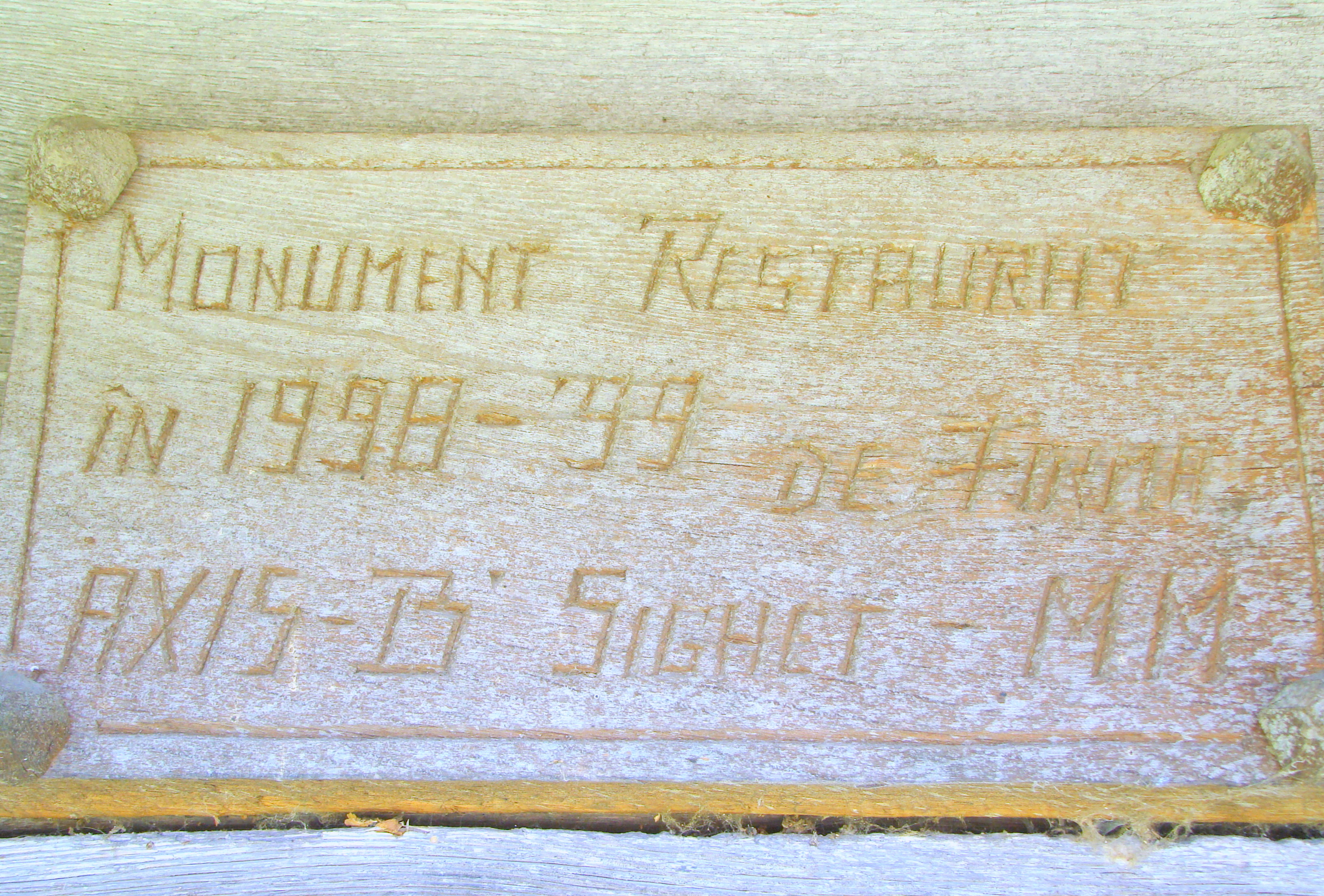
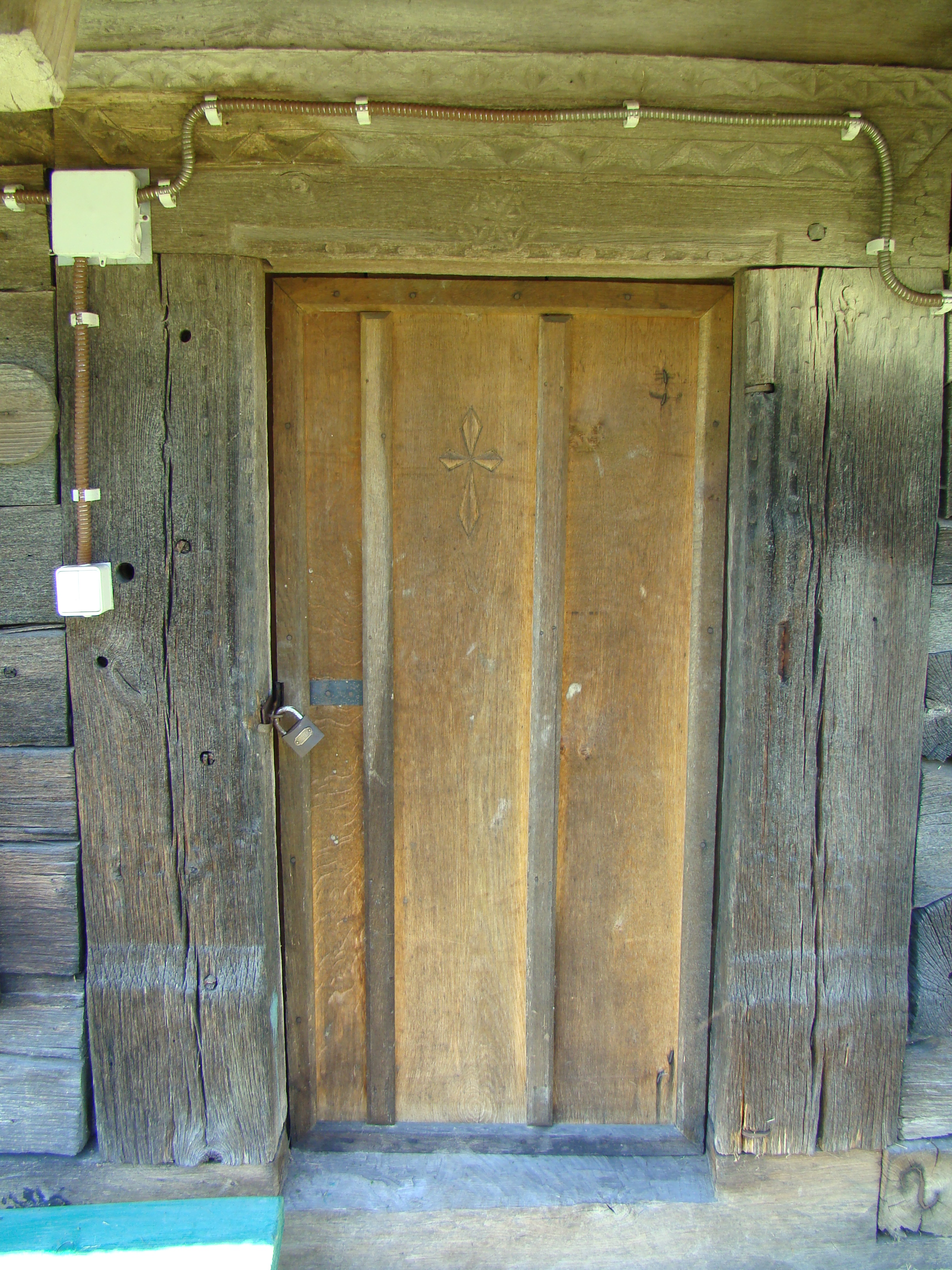
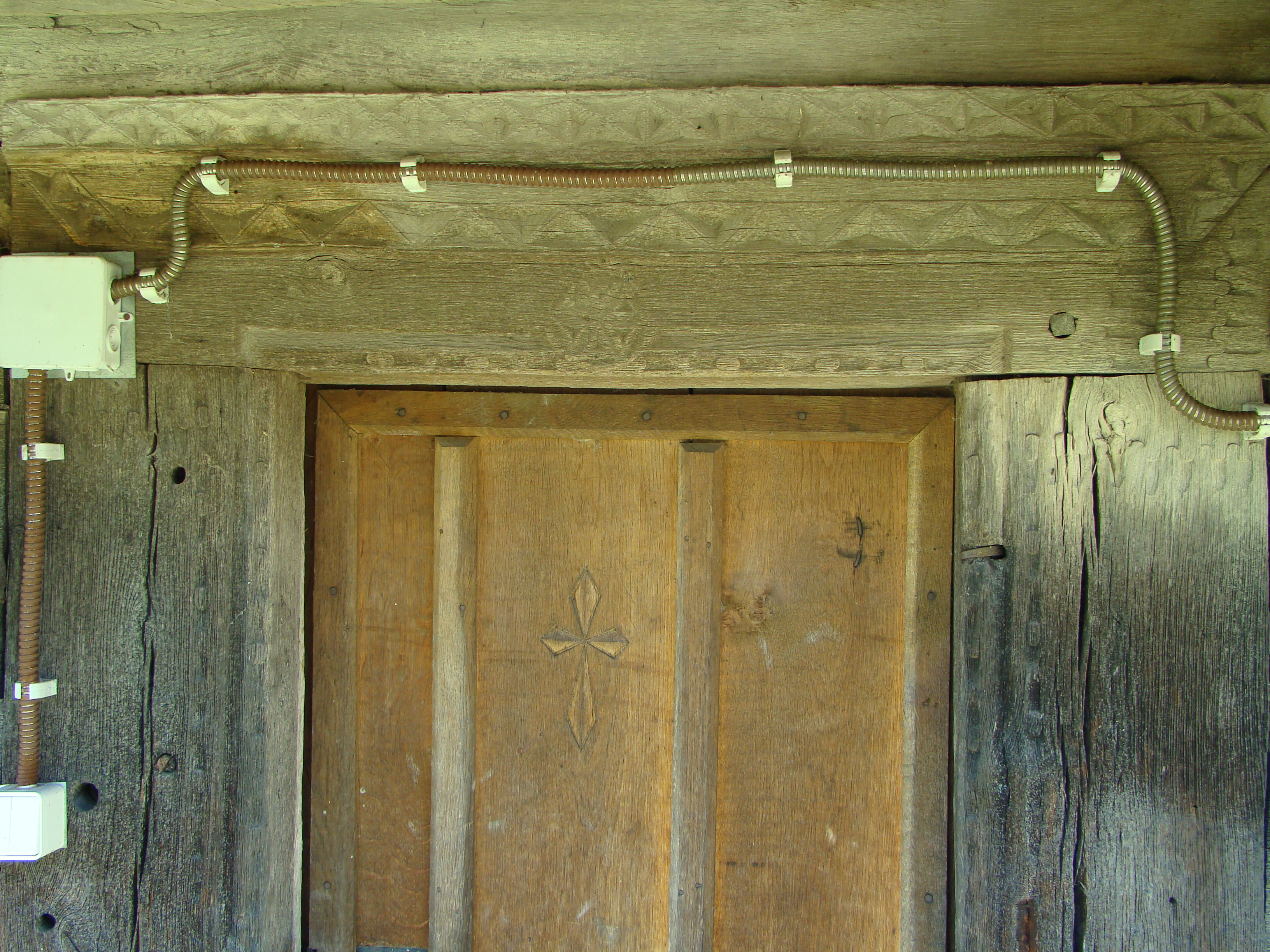
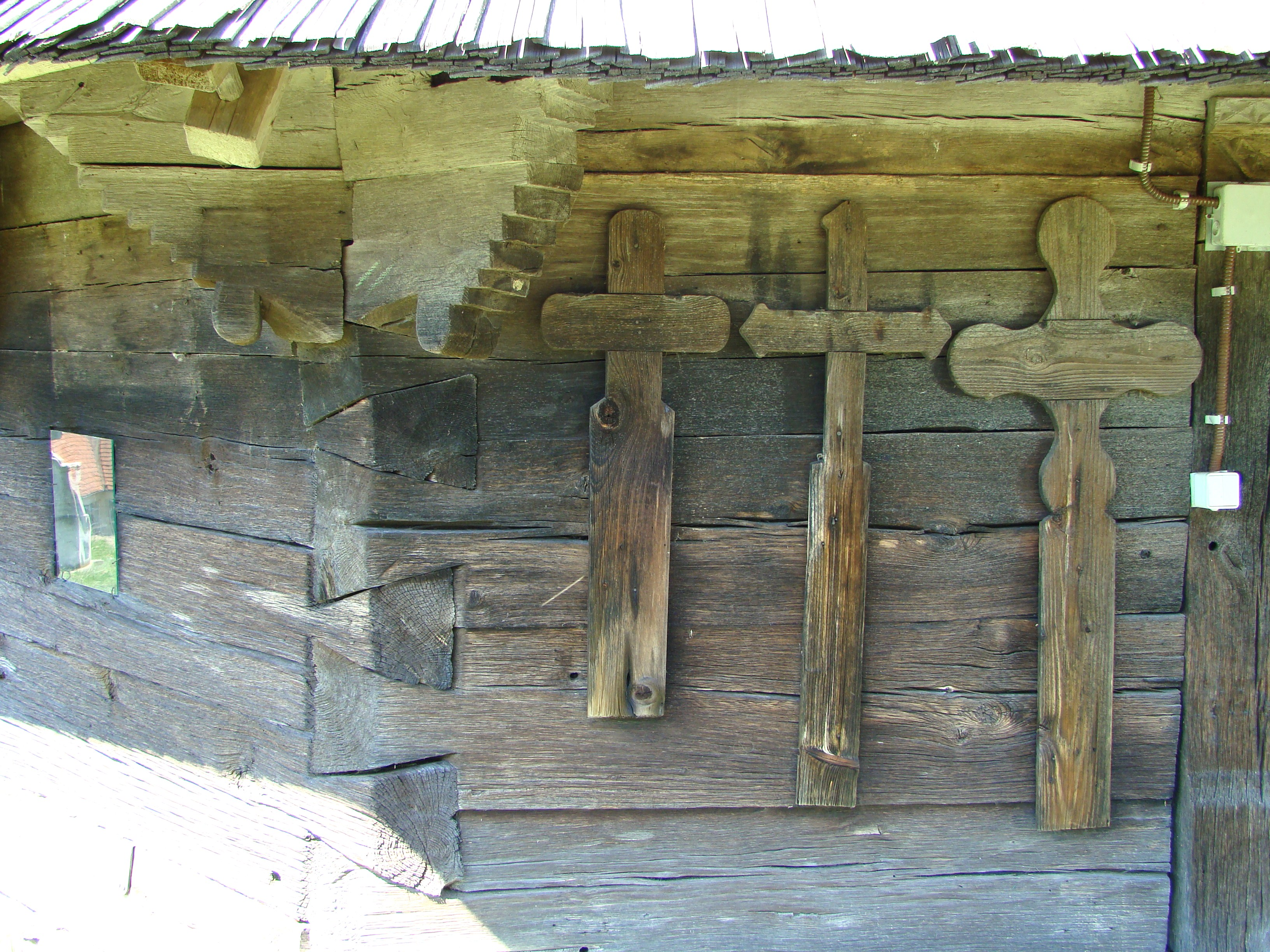
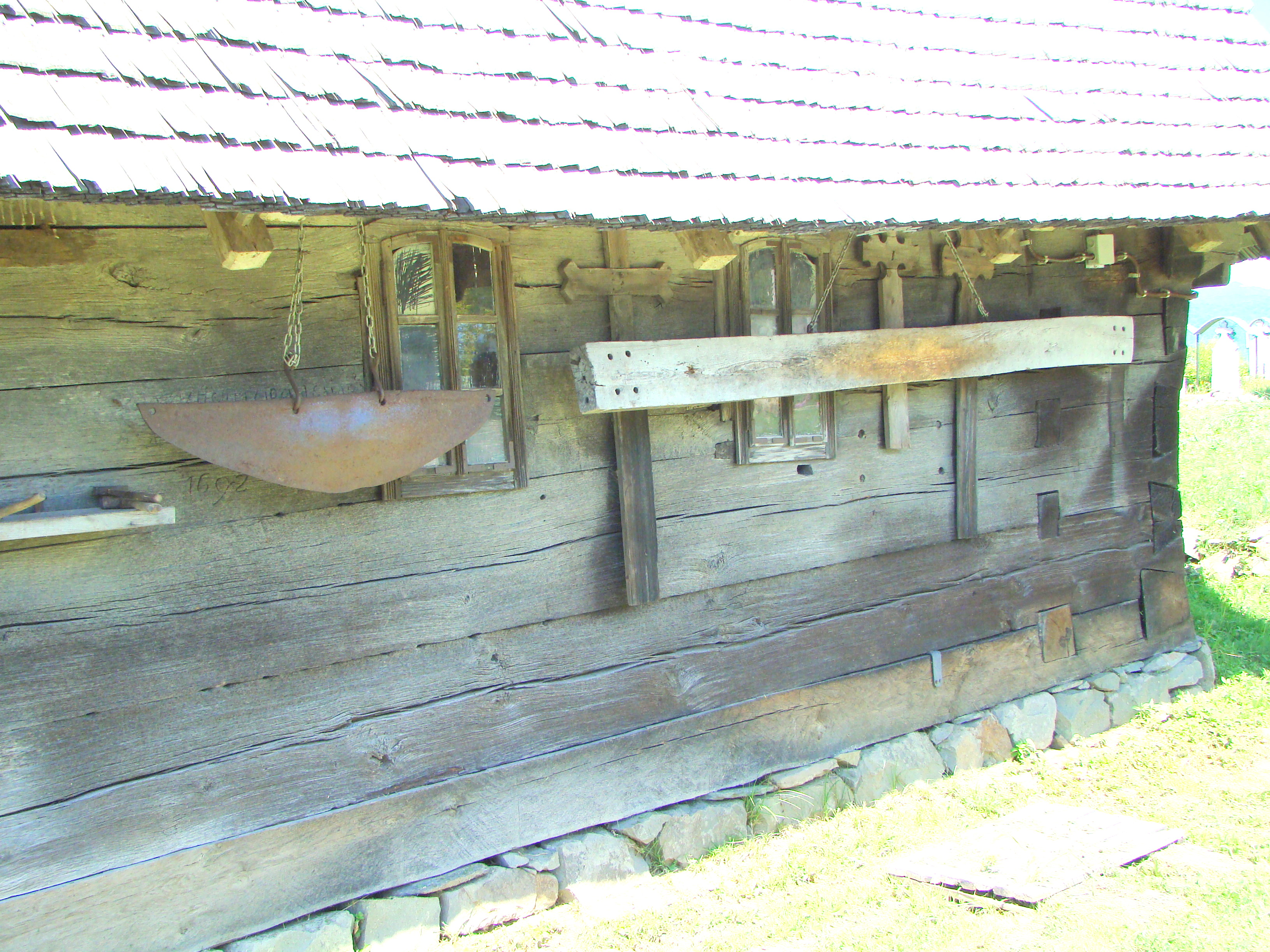
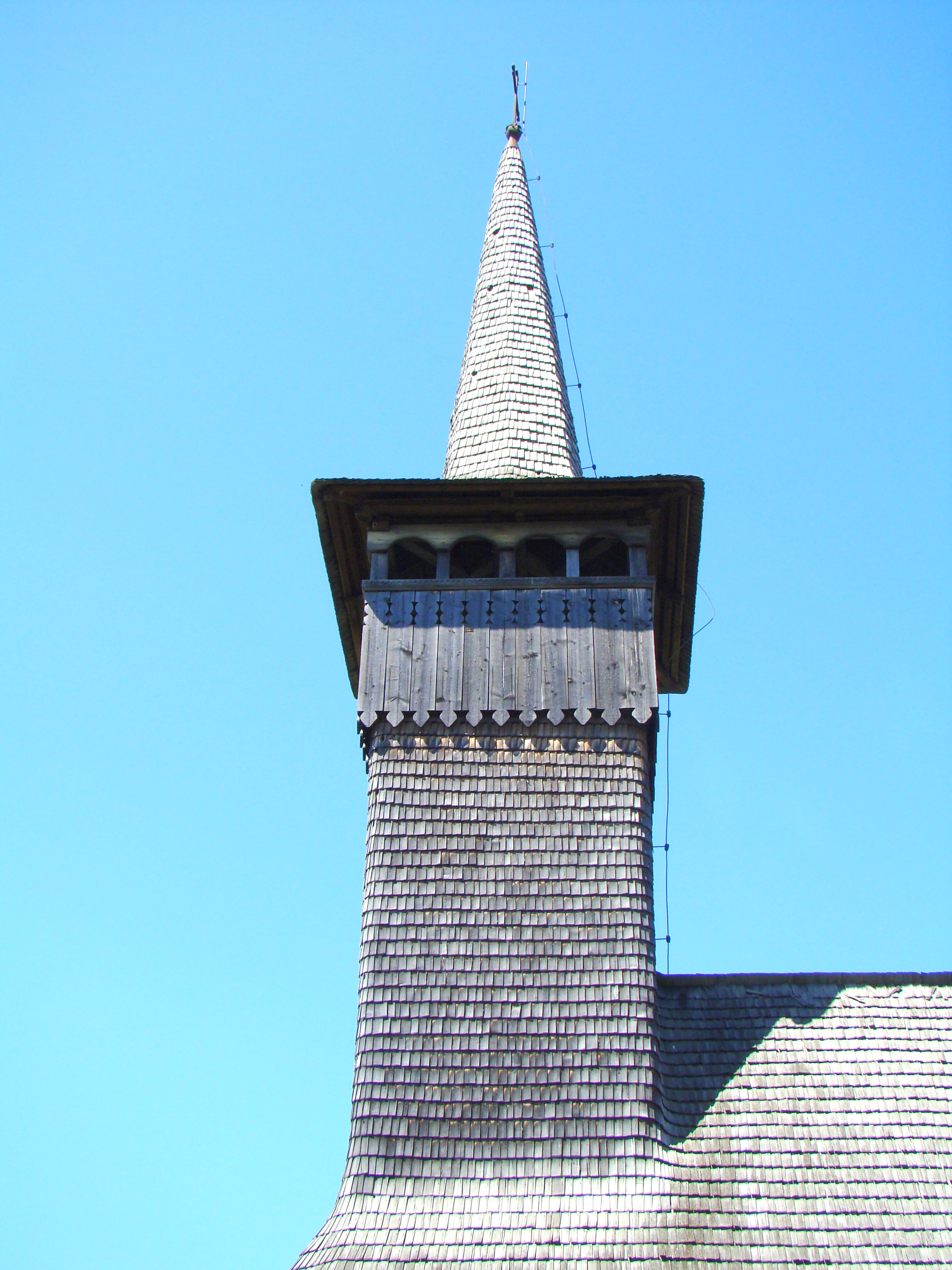
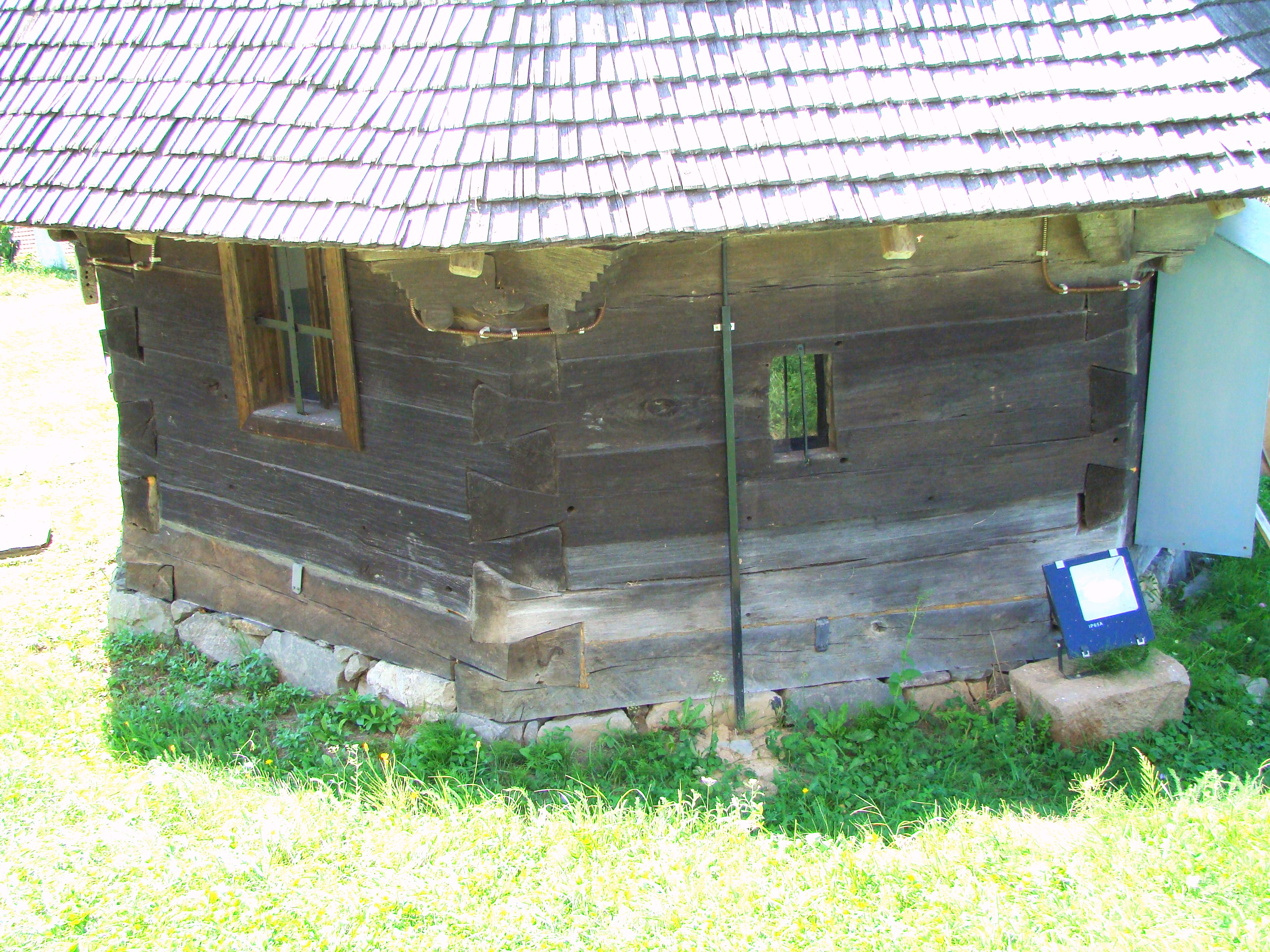
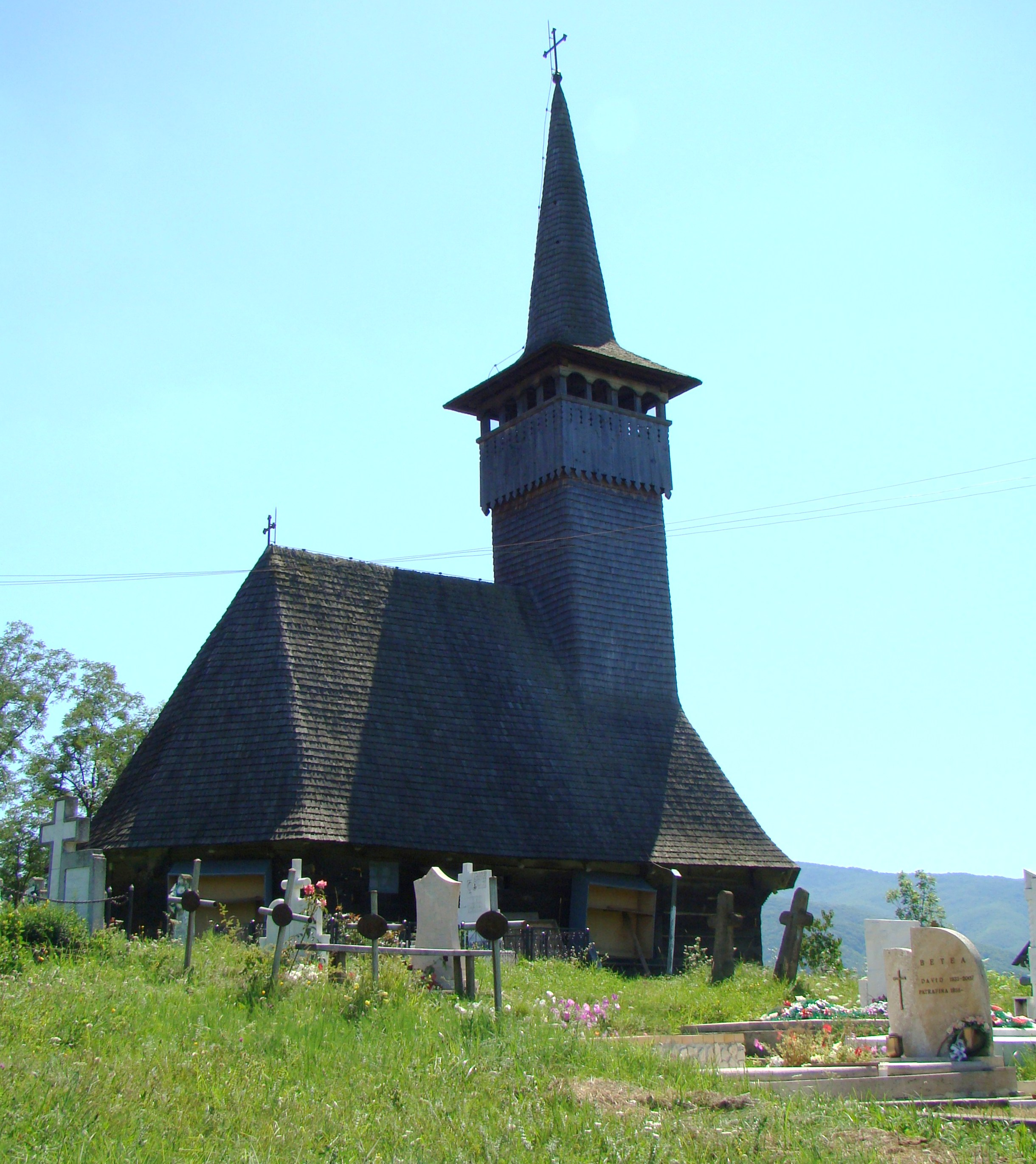
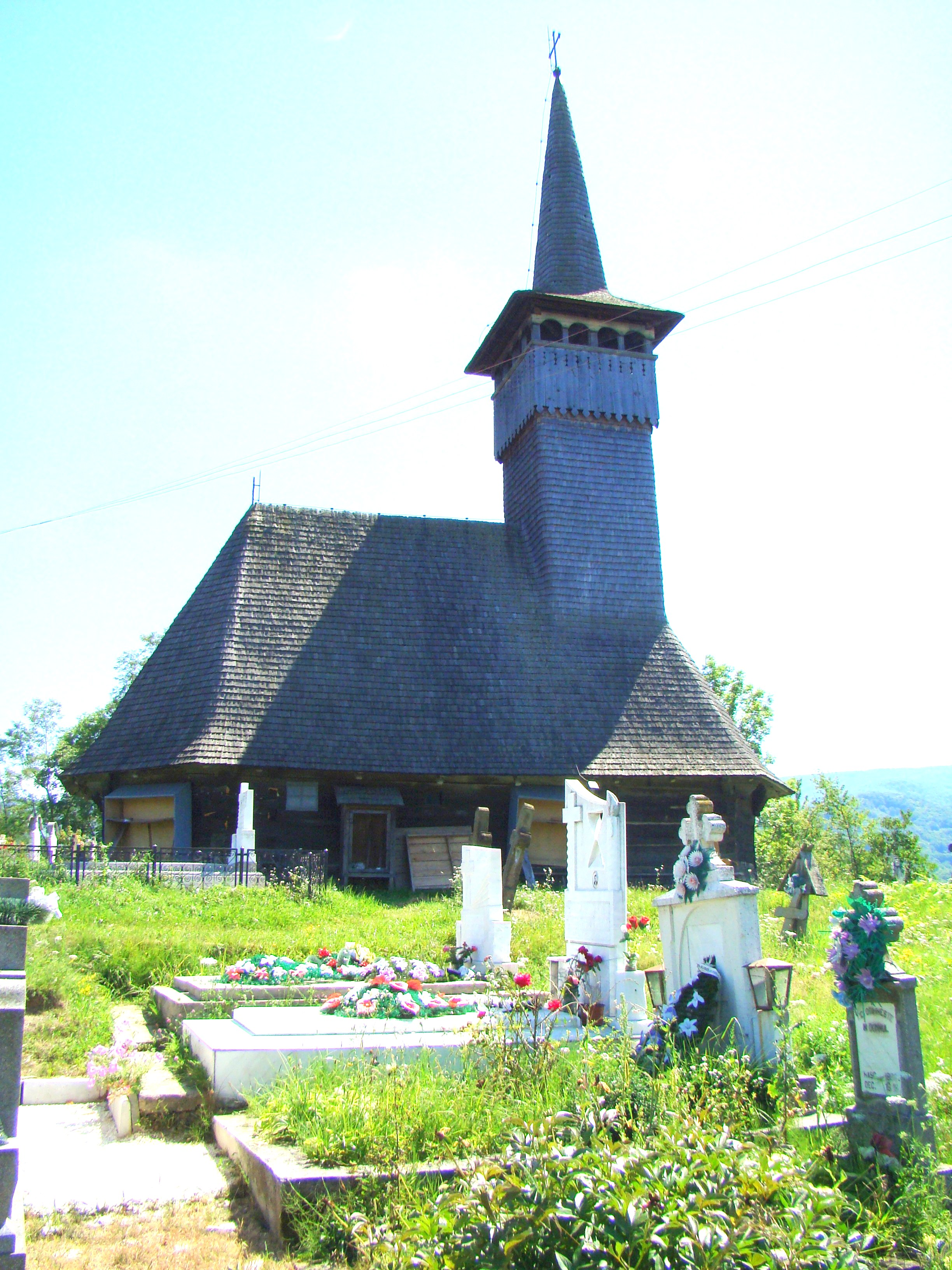
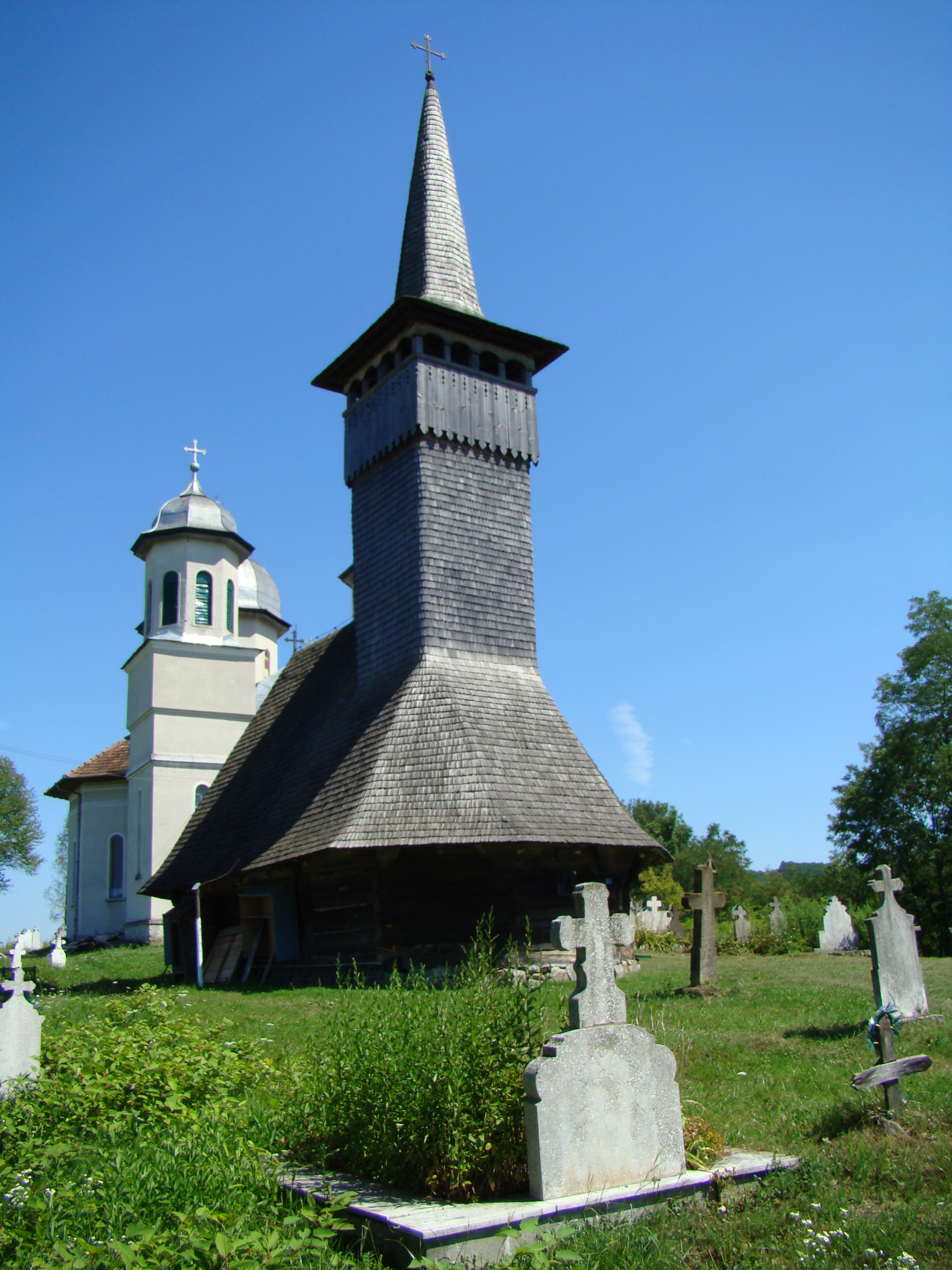
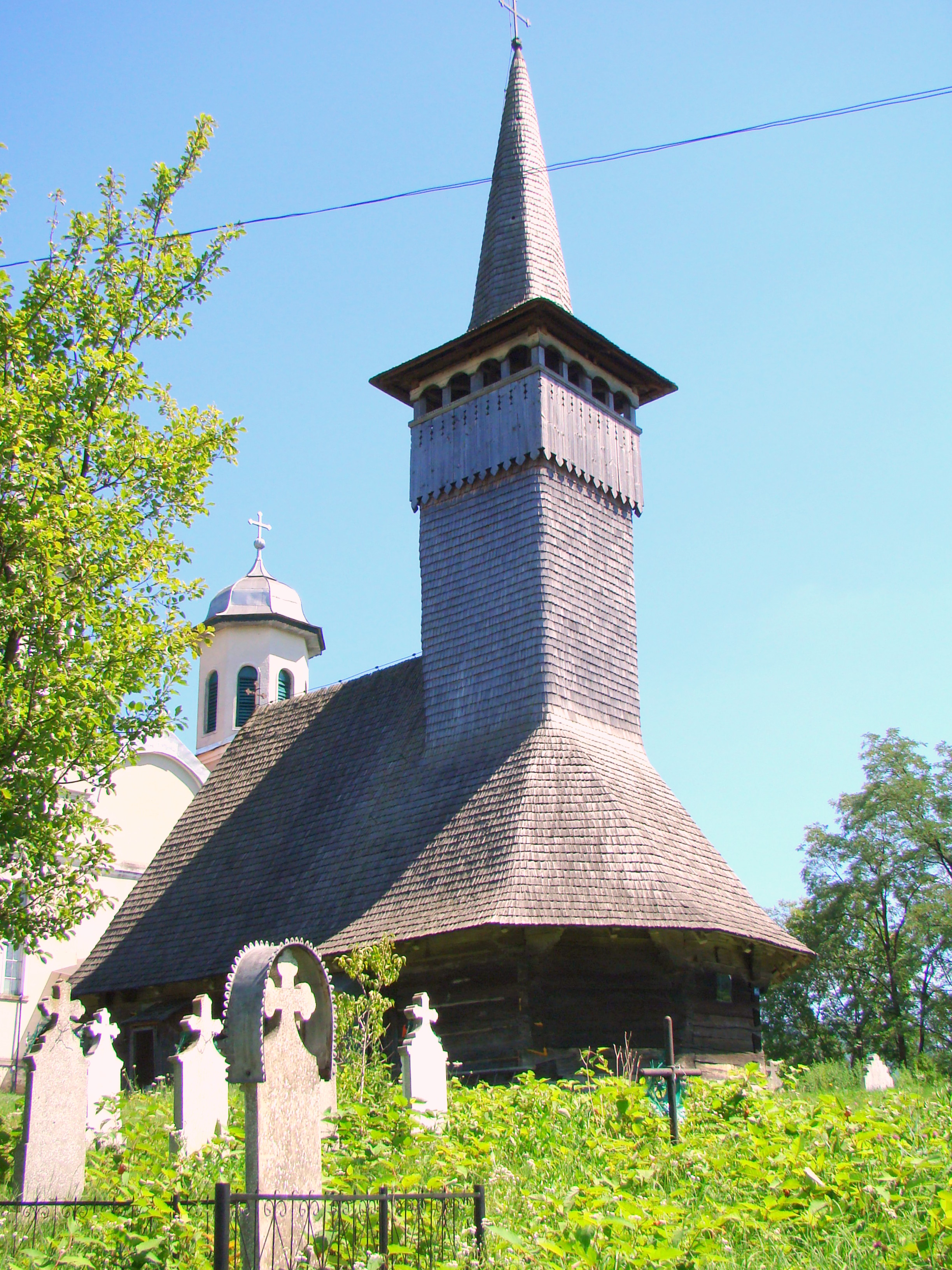